# Các Tiểu vương quốc Ả Rập Thống nhất
Các Tiểu vương quốc Ả Rập Thống nhất (tiếng Ả Rập: دولة الإمارات العربية المتحدة, đã Latinh hoá: Dawlat al-Imārāt al-'Arabīyah al-Muttaḥidah) hay gọi tắt là CTVQ Ả Rập Thống nhất hay UAE (theo tên tiếng Anh là United Arab Emirates) là quốc gia Tây Á nằm về phía đông nam của Bán đảo Ả Rập, trên Vịnh Ba Tư, giáp với Ả Rập Xê Út và Oman đồng thời có biên giới trên biển với Qatar và Iran. UAE duy trì chế độ Quân chủ tuyển cử liên bang bao gồm các tiểu vương quốc: Abu Dhabi (thủ đô), Ajman, Dubai (thành phố lớn nhất), Fujairah, Ras Al Khaimah, Sharjah và Umm Al Quwain. Mỗi tiểu vương quốc lại có một vị Quân chủ cai trị, giữa các Quân chủ hình thành Hội đồng Tối cao Liên bang, hội đồng này sẽ họp để bầu chọn ra 1 người đại diện làm Tổng thống của toàn liên bang theo nhiệm kỳ. Năm 2013, quy mô dân số UAE được ước tính đạt vào khoảng 9,2 triệu người trong đó 1,4 triệu có quyền công dân hợp pháp và 7,8 triệu còn lại là người nhập tịch hoặc ngoại kiều.
Sự có mặt của con người tại UAE cổ đại bắt nguồn từ quá trình di cư của những người hiện đại từ châu Phi cách đây khoảng 125.000 năm TCN thông qua các vết tích, chứng cứ được khai quật tại khu vực khảo cổ học Faya-1 ở Mleiha và Sharjah, nơi đây phát hiện các địa điểm chôn cất, an táng của con người có niên đại từ thời đại đồ đá mới và thời đại đồ đồng, trong đó, địa điểm lâu đời nhất là Jebel Buhais. Kế tiếp sau thời kỳ cổ đại là thời kỳ xuất hiện nền văn minh của người Sumer, trong giai đoạn này, khu vực là nơi phát triển nền kinh tế thương mại nhộn nhịp trong Thời đại Umm Al Nar, giao thương, trao đổi hàng hóa với Thung lũng Indus, các khu vực Bahrain, Mesopotamia, Iran, Bactria và Levant phát triển mạnh mẽ. Thời kỳ Wadi Suq tiếp theo và thời đại đồ sắt đã chứng kiến sự xuất hiện của nhiều bộ lạc du mục của người Ả Rập trên sa mạc cũng như bắt đầu có sự phát triển của các hệ thống trữ nước cùng thủy lợi hỗ trợ cho việc định cư lâu dài của cư dân ở cả vùng ven bờ biển lẫn trong nội địa. Thời đại Hồi giáo của UAE bắt đầu với việc trục xuất người Sasani khỏi lãnh thổ sau trận chiến Dibba. Lịch sử thương mại của UAE đã dẫn đến sự hình thành "Julfar" - ngày nay là tiểu vương quốc Ras Al Khaimah cùng các tiểu quốc khác. Sự thống trị thương mại biển xung quanh Vịnh Ba Tư bởi các thương nhân người Dubai đã dẫn đến xung đột quân sự với các Đế quốc châu Âu như Bồ Đào Nha và Anh.
Sau nhiều thập kỷ xung đột liên miên trên biển với các cường quốc, các bộ tộc hồi giáo đã chấp nhận đình chiến với việc ký kết Hiệp ước hòa bình hàng hải vĩnh viễn với Đế quốc Anh vào năm 1819 (phê chuẩn vào năm 1853 và thêm một lần nữa vào năm 1892), qua đó chính thức thành lập Các Quốc gia Đình chiến dưới sự bảo hộ của Hoàng gia Anh. UAE giành được độc lập và tuyên bố thành lập quốc gia thống nhất vào ngày 2 tháng 12 năm 1971 - sau khi đàm phán thành công với người Anh. 6 tiểu vương quốc đầu tiên đồng loạt gia nhập Liên bang vào năm 1971 và tiểu vương quốc thứ 7 còn lại - Ras Al Khaimah, gia nhập cuối cùng vào ngày 10 tháng 2 năm 1972.
Hồi giáo và tiếng Ả Rập là tôn giáo chính thức cũng như ngôn ngữ chính thức ở UAE ngày nay. Dự trữ dầu mỏ của UAE được dự tính lớn thứ 7 trên thế giới trong khi trữ lượng khí đốt tự nhiên được ước tính lớn thứ 17 toàn cầu. Tuy vậy, Sheikh Zayed, người cai trị tiểu quốc Abu Dhabi và đồng thời là vị Tổng thống đầu tiên của UAE là người đã trực tiếp khởi xướng hàng loạt cải cách kinh tế - xã hội nhằm tránh sự ảnh hưởng, phụ thuộc quá mức của dầu mỏ đối với nền kinh tế quốc gia, kế hoạch của ông là sử dụng nguồn doanh thu khủng từ dầu mỏ để tái đầu tư vào hệ thống y tế, giáo dục cũng như xây dựng, nâng cấp, hoàn thiện cơ sở hạ tầng đồng thời đa dạng hóa nền kinh tế. Các cải cách thành công đưa nền kinh tế của UAE trở nên đa dạng và bền vững nhất trong Hội đồng Hợp tác vùng Vịnh với thành phố đông dân nhất Dubai là một thành phố toàn cầu, trung tâm thương mại hàng không và hàng hải quan trọng quy mô quốc tế. Đất nước ít phụ thuộc hơn vào tài nguyên thiên nhiên so với những năm trước đồng thời phát triển mạnh mẽ trong các lĩnh vực công nghệ, du lịch, thương mại, thu hút đầu tư trực tiếp nước ngoài và kinh doanh. Chính phủ UAE là một trong số ít chính phủ không đánh thuế thu nhập cá nhân mặc dù họ vẫn có vận hành, xây dựng một hệ thống chuyên để thu thuế doanh nghiệp cùng thuế giá trị gia tăng riêng ban hành vào năm 2018 (nhưng cũng chỉ dừng lại ở mức 5%).
UAE hiện nay vẫn đang duy trì một số luật của Bộ Luật Hồi giáo Sharia trong hệ thống pháp lý. UAE sở hữu một nền kinh tế với thu nhập rất cao, là một trong những quốc gia giàu có nhất trên thế giới với thu nhập bình quân đầu người luôn được xếp vào nhóm dẫn đầu, chỉ số phát triển con người (HDI) đạt mức rất cao (thống kê năm 2020). UAE được công nhận là một cường quốc khu vực, cường quốc năng lượng và cường quốc bậc trung. UAE là một đồng minh thân cận và quan trọng của Hoa Kỳ tại Trung Đông, thành viên của nhiều tổ chức quốc tế lớn, trong số đó nổi bật như: Liên Hợp Quốc, Liên đoàn Ả Rập, Tổ chức Hợp tác Hồi giáo, OPEC, Phong trào không liên kết và Hội đồng Hợp tác Vùng Vịnh.

## Lịch sử

### Xa xưa

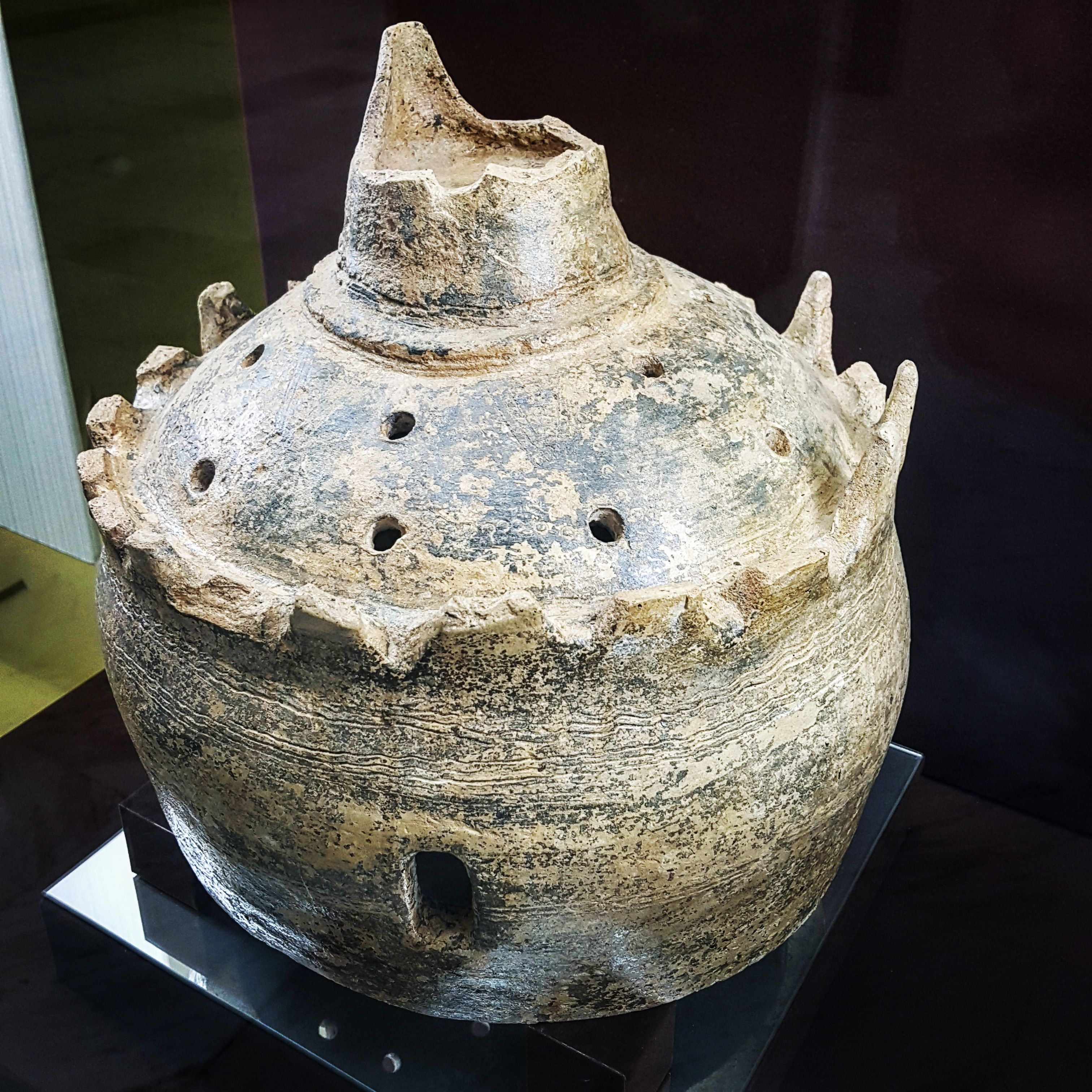
Một chiếc bình được phát hiện trong tòa nhà thời đại đồ sắt của Bidaa Bint Saud, Al Ain được trưng bày tại Bảo tàng Quốc gia Al Ain. Nó được cho là một lư hương.

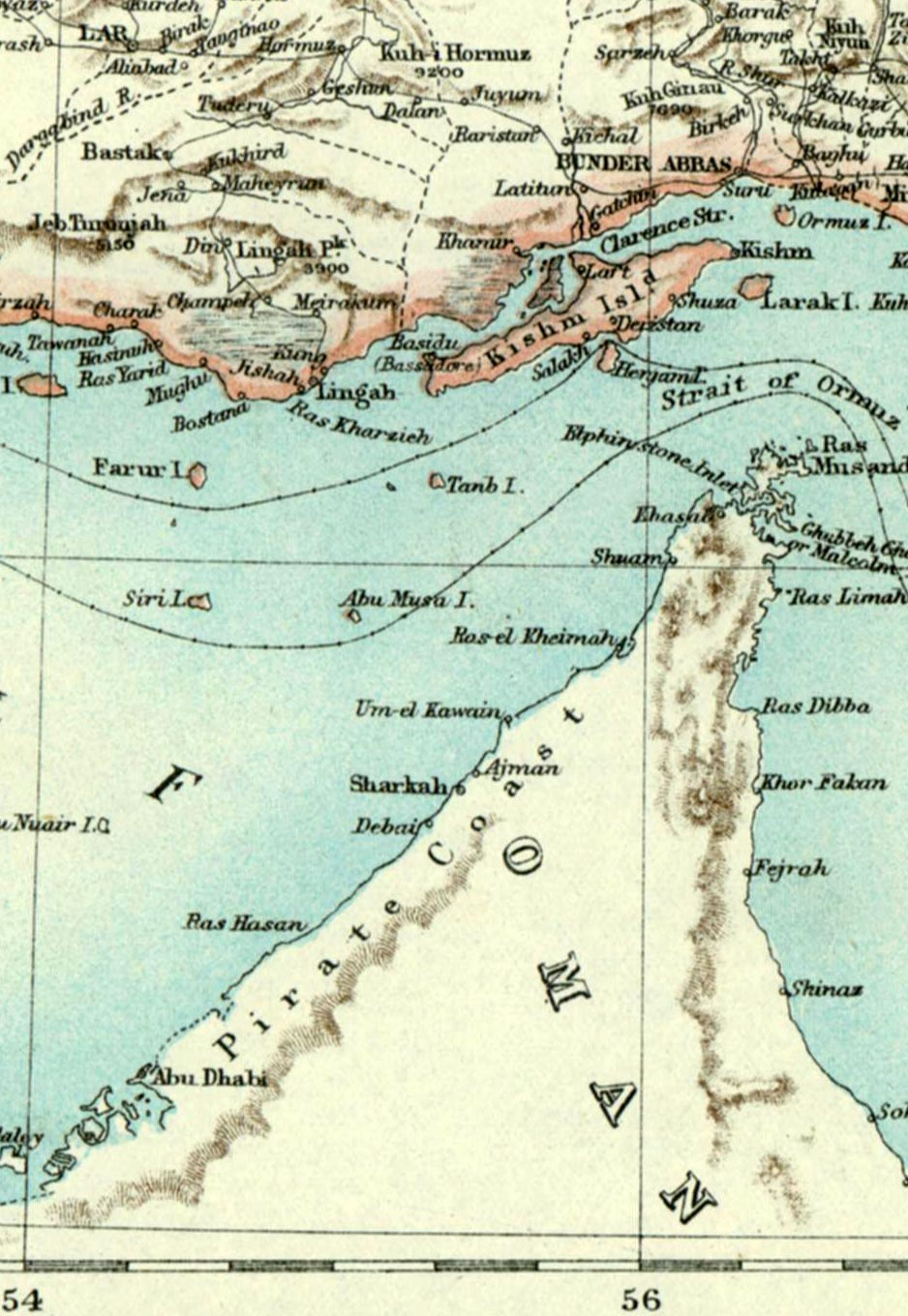
Một bản đồ Ả Rập năm 1892 biểu thị Bờ biển Cướp biển. Thuật ngữ này lần đầu tiên được người Anh sử dụng vào khoảng thế kỷ 17 và có được tên của nó từ các hoạt động đột kích mà Al Qawasim theo đuổi chống lại người Anh. Các tội danh vi phạm bản quyền đã được tranh cãi bởi các nhà sử học và các nhà lưu trữ ở UAE nói riêng. Lập luận phản đối là Al Qasimi là đối tượng gây hấn của Anh trong nỗ lực đóng dấu thẩm quyền của mình trên các tuyến thương mại được cho là quan trọng đối với Iraq và Ấn Độ.

Vùng đất của Tiểu vương quốc đã bị chiếm giữ hàng ngàn năm. Các công cụ bằng đá được phục hồi ở Jebel Faya thuộc tiểu vương quốc Sharjah cho thấy một khu định cư của người dân châu Phi cách đây 127.000 năm và một công cụ bằng đá dùng để giết mổ động vật được phát hiện tại Jebel Barakah trên bờ biển Ả Rập cho thấy nơi cư trú thậm chí từ hơn 130.000 năm trước. Không có bằng chứng liên hệ với thế giới bên ngoài ở giai đoạn đó, mặc dù trong thời gian đó, các liên kết thương mại sôi động được phát triển với các nền văn minh ở Mesopotamia, Iran và văn hóa Harappan của Thung lũng Indus. Sự tiếp xúc này vẫn tồn tại và trở nên rộng khắp, có lẽ được thúc đẩy bởi việc buôn bán đồng tại dãy núi Hajar, bắt đầu khoảng 3.000 TCN. Các nguồn tin của người Sumer nói về UAE như là quê hương của người 'Makkan' hoặc người Magan.
Có sáu thời kỳ định cư chính của con người thời tiền Hồi giáo, bao gồm thời kỳ Hafit từ 3.200-2.600 TCN; văn hóa Umm Al Nar kéo dài từ 2.600-2.000 TCN, người Wadi Suq thống trị từ 2.000-1.300 TCN. Từ năm 1.200 trước Công nguyên đến sự ra đời của Hồi giáo ở Đông Ả Rập, qua ba thời đại đồ sắt (Thời đại đồ sắt 1, 1.200-1.000 trước Công nguyên; Thời đại đồ sắt 2, 1.000-600 trước Công nguyên và Thời đại đồ sắt 3, 600-300 trước Công nguyên) và thời kỳ Mleiha (năm 300 trước Công nguyên) khu vực này đã bị Achaemenid và các lực lượng khác chiếm đóng và chứng kiến việc xây dựng các khu định cư kiên cố và chăn nuôi rgờ vào sự phát triển của hệ thống thủy lợi falaj.
Trong thời kỳ cổ đại, Al Hasa (nay là tỉnh Đông của Ả Rập Xê Út) là bộ phận của Al Bahreyn và tiếp giáp Đại Oman (nay là Các Tiểu vương quốc Ả Rập Thống nhất và Oman). Từ thế kỷ II CN, các bộ lạc chuyển dịch từ Al Bahreyn hướng đến Vùng Vịnh thấp hơn, cùng với đó là luồng di cư của các nhóm bộ lạc Azdite Qahtani (hay Yamani) và Quda'ah từ tây nam bán đảo Ả Rập hướng đến miền trung Oman. Các nhóm Sassanid hiện diện tại bờ biển Batinah.

### Thời kỳ Hồi giáo
Thời điểm Hồi giáo truyền bá đến mũi đông bắc của bán đảo Ả Rập được cho là diễn ra ngay sau một lá thư của Nhà tiên tri Hồi giáo Muhammad gửi đến những người cai trị Oman vào năm 630. Tiếp đó có một nhóm người cai trị đi đến Medina, cải sang Hồi giáo và sau đó lãnh đạo khởi nghĩa thành công chống lại Sassanid. Sau khi Muhammad từ trần, các cộng đồng Hồi giáo mới ở phía nam vịnh Ba Tư có nguy cơ tan rã do có các cuộc khởi nghĩa chống các thủ lĩnh Hồi giáo. Khalip Abu Bakr phái một đội quân từ thủ đô Medina, họ hoàn thành tái chinh phục lãnh thổ (cuộc chiến Ridda) sau trận chiến đẫm máu tại Dibba khiến khoảng 10.000 người thiệt mạng. Hành động này đảm bảo tính toàn vẹn của Đế quốc Hồi giáo và thống nhất bán đảo Ả Rập dưới quyền Đế quốc Rashidun mới xuất hiện.
Năm 637, Julfar (tại khu vực nay là Ra's al-Khaimah) là một cảng quan trọng, được sử dụng làm điểm dừng chân của quân Hồi giáo đi xâm lược Đế quốc Sassanid Ba Tư. Khu vực Al Ain/Ốc đảo Buraimi được gọi là Tu'am và là một điểm mậu dịch quan trọng đối với các tuyến đường lạc đà giữa duyên hải và nội địa bán đảo Ả Rập.
Địa điểm Cơ đốc giáo sớm nhất ở UAE được phát hiện lần đầu tiên vào những năm 1990, một khu phức hợp tu viện rộng lớn trên hòn đảo ngày nay là Đảo Sir Bani Yas và có từ thế kỷ thứ 7. Được cho là Nestorian và được xây dựng vào năm 600 sau Công nguyên, nhà thờ dường như đã bị bỏ hoang vào năm 750 sau Công nguyên. Nó tạo thành một liên kết hiếm hoi với di sản của Kitô giáo được cho là đã lan rộng trên bán đảo từ 50 đến 350 sau Công nguyên theo các tuyến đường thương mại. Chắc chắn, vào thế kỷ thứ 5, Oman có một giám mục tên là John - giám mục cuối cùng của Oman là Etienne, vào năm 676 sau Công nguyên.

### Thời đại Ottoman và Bồ Đào Nha

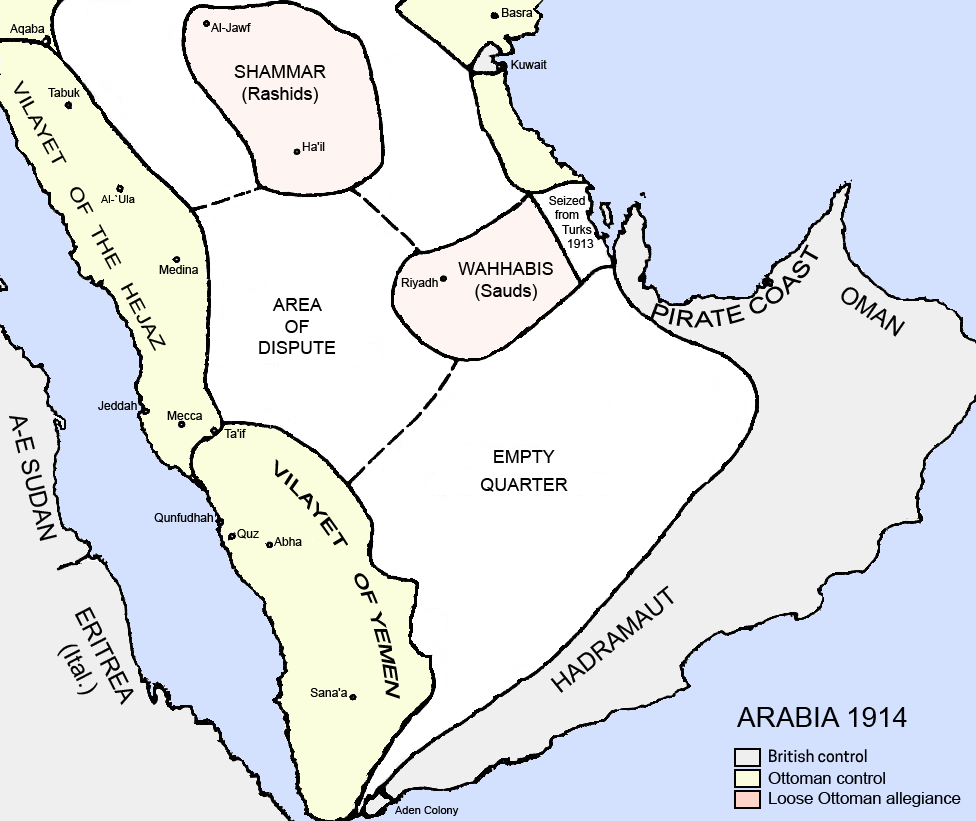
Bản đồ khu vực vào năm 1914

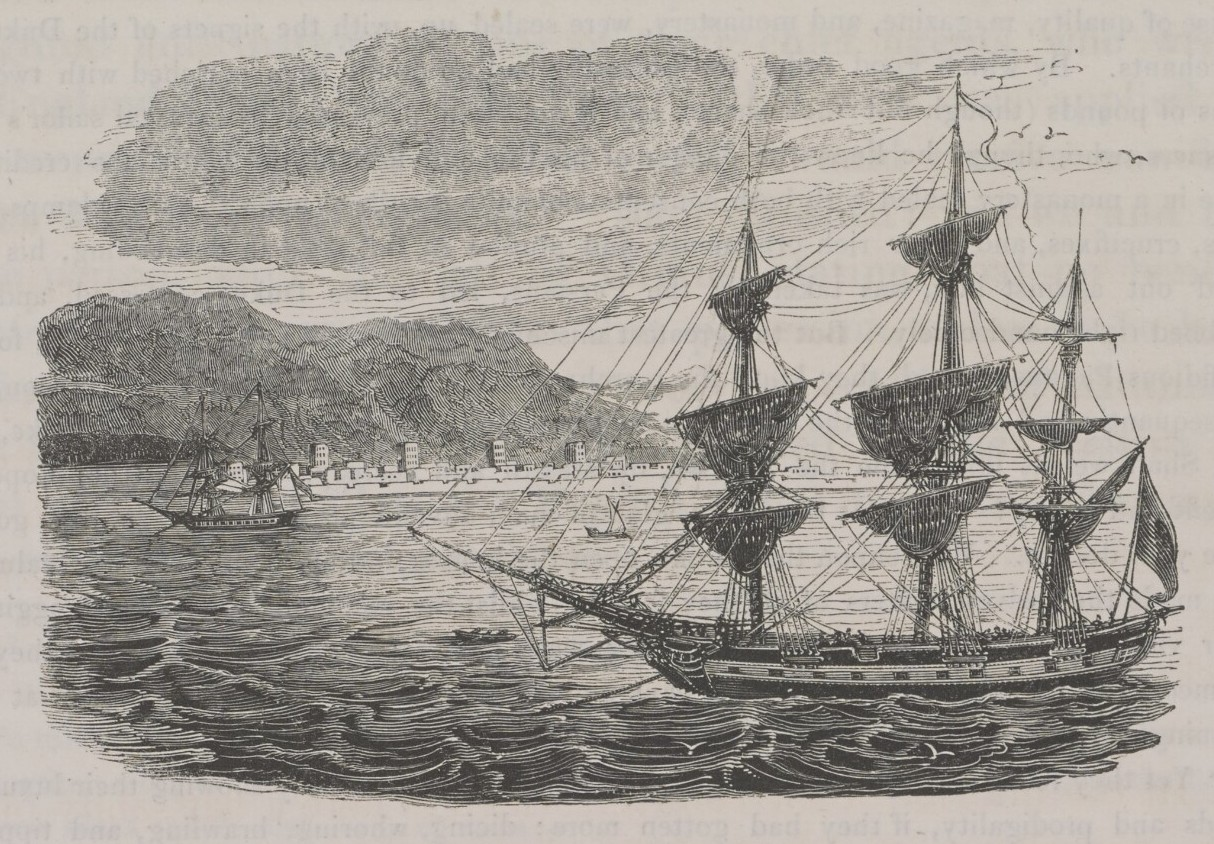
'Ras-el-Khyma, cảng trưởng của cướp biển Wahabee' (1829) vẽ bởi James Silk Buckingham.

Môi trường hoang mạc khắc nghiệt dẫn đến xuất hiện "bộ lạc đa tài", các nhóm du mục sinh sống nhờ một loạt các hoạt động kinh tế, bao gồm chăn nuôi, trồng trọt và săn bắn. Các nhóm này chuyển dịch theo mùa nên họ thường xuyên xung đột với nhau, và lập ra các khu dân cư và trung tâm mùa vụ và bán mùa vụ. Chúng hình thành các nhóm bộ lạc có danh xưng tồn tại đến nay, trong đó có Bani Yas và Al Bu Falah của Abu Dhabi, Al Ain, Liwa và duyên hải Al Bahrayn, Dhawahir, Awamir và Manasir tại nội địa, Sharqiyin tại duyên hải phía đông và Qawasim ở phía bắc.
Đến thế kỷ XVI, các cảng tại vịnh Ba Tư và bộ phận cư dân tại khu vực nay là duyên hải Iraq, Kuwait và Ả Rập Xê Út nằm dưới ảnh hưởng trực tiếp của Đế quốc Ottoman. Trong khi đó, các lực lượng thực dân Bồ Đào Nha, Anh và Hà Lan cũng xuất hiện tại Vùng Vịnh, còn toàn bộ duyên hải phía bắc vịnh Ba Tư lúc này vẫn do Ba Tư cai quản. Đến thế kỷ XVII, bang liên Bani Yas là lực lượng chi phối hầu hết khu vực nay là Abu Dhabi. Người Bồ Đào Nha duy trì ảnh hưởng đối các khu dân cư duyên hải, xây dựng các công sự sau khi chinh phạt các khu dân cư duyên hải trong thế kỷ XVI, đặc biệt là trên duyên hải phía đông tại Muscat, Sohar và Khor Fakkan.
Duyên hải phía nam vịnh Ba Tư được người Anh gọi là "Duyên hải Hải tặc", do thuyền của liên bang Al Qawasim (Al Qasimi) có căn cứ tại khu vực này tiến hành quấy nhiễu tàu treo cờ Anh từ thế kỷ XVII cho đến thế kỷ XIX.
Các đội viễn chinh Anh bảo vệ tuyến đường đến Ấn Độ trước những kẻ cướp tại Ras al-Khaimah dẫn đến các chiến dịch nhằm vào các trụ sở và bến cảng khác dọc duyên hải vào năm 1809 và sau đó là vào năm 1819. Đến năm sau, Anh Quốc và một số người cai trị địa phương ký một hiệp ước chiến đấu với nạn hải tặc dọc duyên hải vịnh Ba Tư, khiến xuất hiện thuật ngữ "Các Nhà nước đình chiến", xác định tình trạng của các tiểu vương quốc duyên hải. Các hiệp ước tiếp theo được ký kết vào năm 1843 và 1853.
Theo hiệp ước năm 1892, những người theo đạo Hồi đã đồng ý không định đoạt bất kỳ lãnh thổ nào ngoại trừ người Anh và không tham gia vào các mối quan hệ với bất kỳ chính phủ nước ngoài nào ngoài người Anh mà không có sự đồng ý của họ. Đổi lại, người Anh hứa sẽ bảo vệ bờ biển khỏi mọi sự xâm lược bằng đường biển và giúp đỡ trong trường hợp bị tấn công trên bộ. Hiệp ước này được ký kết bởi các quân chủ của Abu Dhabi, Dubai, Sharjah, Ajman, Ras Al Khaimah và Umm Al Quwain từ ngày 6 đến ngày 8 tháng 3 năm 1892. Sau đó nó được Phó vương Ấn Độ và Chính phủ Anh tại Luân Đôn phê chuẩn. Do chính sách hàng hải của Anh, các đội tàu ngọc trai có thể hoạt động tương đối an toàn. Tuy nhiên, người Anh cấm chỉ buôn bán nô lệ nên một số sheikh và thương nhân bị mất một nguồn thu nhập quan trọng.
Năm 1869, bộ lạc Qubaisat định cư tại Khawr al Udayd cố gắng tranh thủ sự ủng hộ của Ottoman. Khawr al Udayd đã được Abu Dhabi tuyên bố vào thời điểm đó, một yêu sách được người Anh ủng hộ. Năm 1906, Percy Cox, thường trú Anh, đã xác nhận bằng văn bản cho nhà cai trị của Abu Dhabi, Zayed bin Khalifa Al Nahyan ('Zayed the Great') rằng Khawr al Udayd thuộc về tôn giáo của ông.

### Thời kỳ Anh bảo hộ và tìm ra dầu mỏ

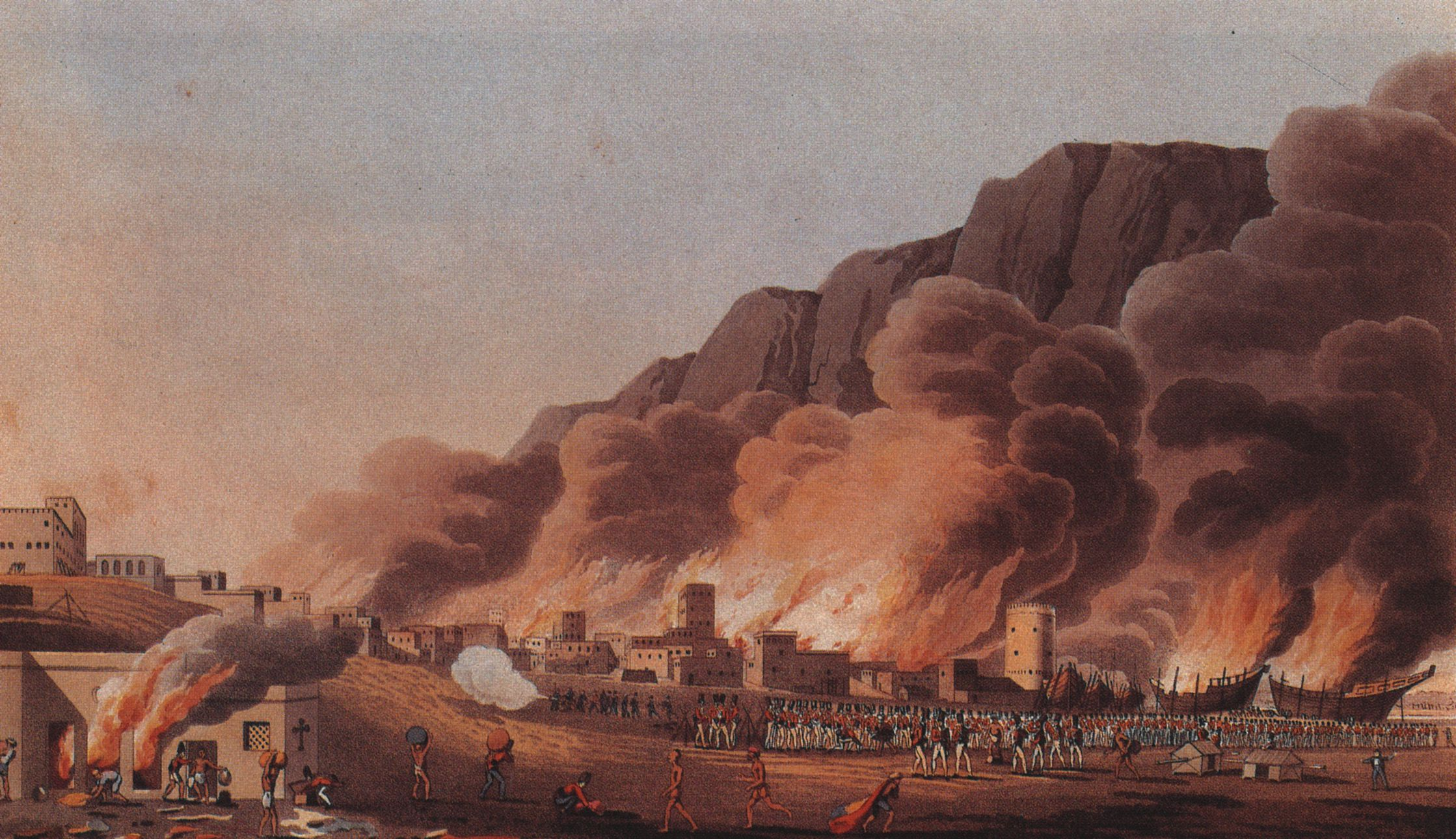
Một bức tranh mô tả lực lượng viễn chinh Anh năm 1809 đã cướp phá thị trấn ven biển và cảng Ras Al Khaimah.

Nhằm phản ứng trước tham vọng của các quốc gia châu Âu khác là Pháp và Nga. Anh và "Các quốc gia Đình chiến" đã lập quan hệ mật thiết hơn trong một hiệp ước năm 1892. Các sheikh (quân chủ) chấp thuận không chuyển nhượng bất kỳ lãnh thổ nào với ngoại lệ là Anh và không tham gia các mối quan hệ với bất kỳ chính phủ ngoại quốc nào ngoại trừ Anh mà không được Anh đồng ý. Đổi lại, Anh hứa bảo hộ Duyên hải Đình chiến trước toàn bộ các cuộc công kích bằng đường biển và giúp đỡ trong trường hợp có tấn công trên bộ.
Trong thế kỷ XIX và đầu thế kỷ XX, ngành công nghiệp ngọc trai phát triển mạnh, tạo ra thu nhập và việc làm cho cư dân vịnh Ba Tư. Chiến tranh thế giới thứ nhất có tác động nghiêm trọng đến ngành công nghiệp này, rồi nghề này bị xóa xổ do suy thoái kinh tế toàn cầu vào cuối thập niên 1920 và đầu thập niên 1930 cùng với việc phát minh ngọc trai nuôi cấy. Tàn dư của nghề ngọc trai biến mất không lâu sau Chiến tranh thế giới thứ hai khi Chính phủ Ấn Độ đánh thuế nặng ngọc trai nhập khẩu từ Vùng Vịnh. Ngành ngọc trai suy thoái khiến kinh tế Các quốc gia Đình chiến cực kỳ gian khổ.

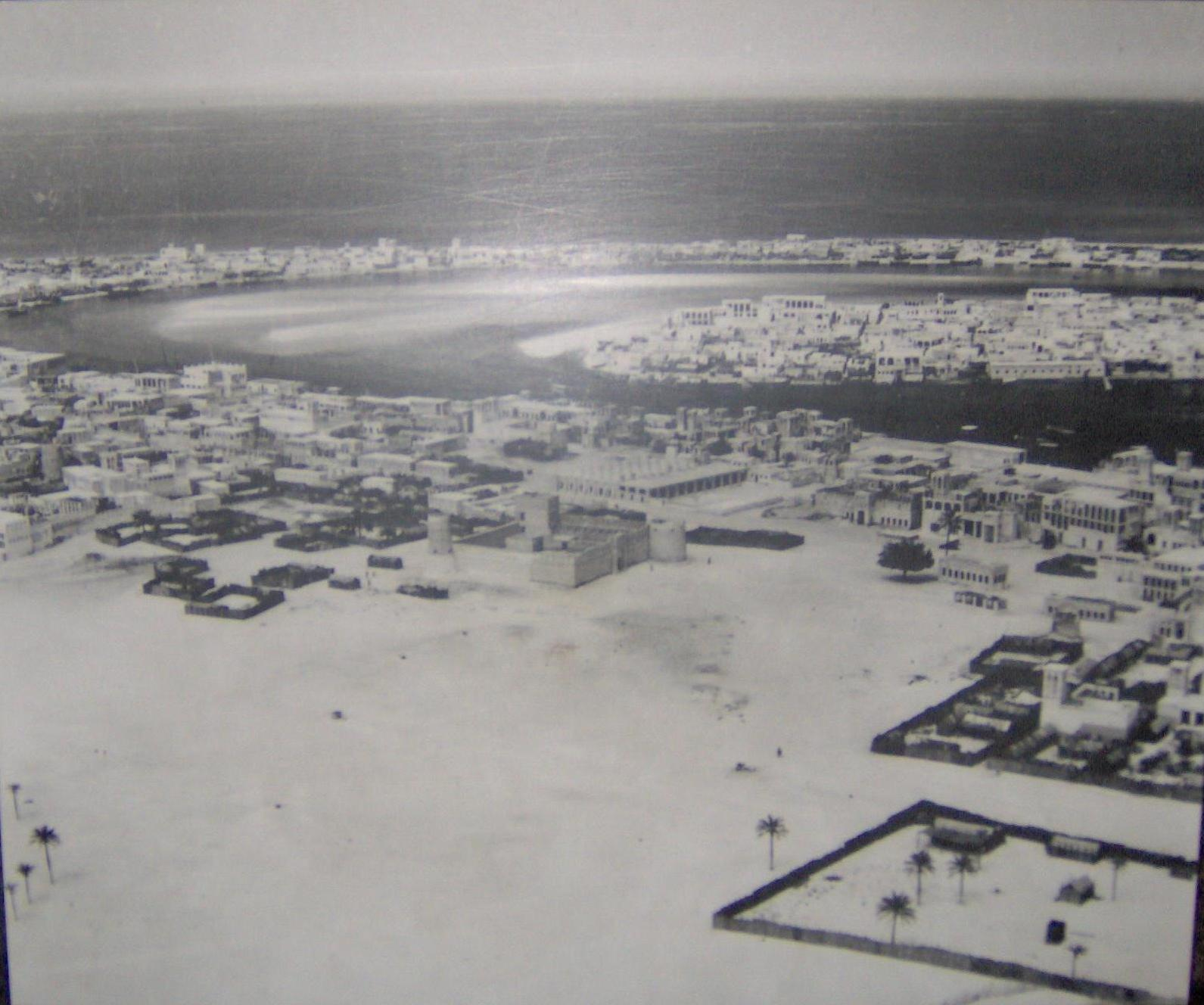
Dubai năm 1950, Bur Dubai ở phía trước (tập trung vào Pháo đài Al-Fahidi); Deira ở giữa bên phải và ở phía bên kia của con lạch còn Al Shindagha (trái) và Al Ras (phải) trong nền băng qua con lạch một lần nữa từ Deira

Năm 1922, chính phủ Anh đảm bảo được cam đoan từ những người cai trị địa phương rằng họ không ký kết nhượng địa với các công ty ngoại quốc mà không có sự cho phép của các sheikh. Nhận thức tiềm năng phát triển các tài nguyên thiên nhiên như dầu mỏ, Công ty Dầu mỏ Iraq (IPC) do Anh lãnh đạo thể hiện quan tâm đến khu vực, Công ty Dầu Anh-Ba Tư (APOC, sau là BP) có 23,75% cổ phần trong IPC. Công ty dầu mỏ Ba Tư (APOC, sau này trở thành Dầu khí Anh, hay BP) có 23,75% cổ phần trong IPC. Từ năm 1935, đạt được đồng thuận với những người cai trị địa phương về nhượng địa khai thác dầu trên bờ, APOC ký kết thỏa thuận đầu tiên, thay mặt cho Công ty Dầu khí (PCL), một công ty liên kết của IPC. APOC bị ngăn cản độc quyền phát triển khu vực do hạn chế của Thỏa thuận Làn ranh Đỏ, theo đó yêu cầu nó phải hoạt động thông qua IPC. Một số quyền mua bán cổ phần giữa PCL và những quân chủ địa phương được ký kết, cung cấp thu nhập hữu ích cho các cộng đồng từng trải qua bần cùng sau khi ngành ngọc trai sụp đổ. Tuy nhiên, nguồn tiền từ dầu mỏ mà những người cai trị có thể thu được từ các khoản tại các nước xung quanh như Iran, Bahrain, Kuwait, Qatar và Ả Rập Xê Út vẫn còn khó khăn. Các giếng dầu đầu tiên ở Abu Dhabi đã được khoan bởi công ty điều hành của IPC, Công ty Phát triển Dầu khí (Trúcial Coast) Ltd tại Ras Sadr vào năm 1950, với một lỗ khoan sâu 4.000 mét, với chi phí cực lớn tại thời điểm đó là 1 triệu bảng.
Người Anh thiết lập một văn phòng phát triển để giúp đỡ các tiểu vương quốc một số phát triển nhỏ. 7 sheikh của các tiểu vương quốc sau đó quyết định thành lập một hội đồng để hợp tác các vấn đề giữa họ và kế tục văn phòng phát triển. Năm 1952, hình thành "Hội đồng Các quốc gia Đình chiến", và bổ nhiệm Adi Bitar, cố vấn pháp lý của Sheikh Rashid của Dubai, làm tổng thư ký và cố vấn pháp lý của hội đồng. Hội đồng tan rã khi Các Tiểu vương quốc Ả Rập Thống nhất hình thành. Tính chất bộ lạc trong xã hội và việc thiếu xác định biên giới giữa các tiểu vương quốc thường xuyên dẫn đến các tranh chấp, được giải quyết thông qua hòa giải hoặc bằng vũ lực song hiếm thấy.
Năm 1953, một công ty con của BP, D'Arcy Explective Ltd, đã nhận được một nhượng bộ ngoài khơi từ người cai trị Abu Dhabi. BP đã kết hợp với Compagnie Française des Pétroles (sau này là Total) để thành lập các công ty điều hành, Abu Dhabi Marine Area Ltd (ADMA) và Dubai Marine Area Ltd (DUMA). Một số cuộc khảo sát dầu dưới đáy biển đã được thực hiện, bao gồm một viên thám bởi nhà thám hiểm biển nổi tiếng như Jacques Cousteau. Năm 1958, một giàn khoan nổi đã được kéo từ Hamburg, Đức và đặt tại Umm Shaif ở vùng biển Abu Dhabi. ADMA đã thực hiện thêm các khám phá ngoài khơi tại Zakum và các nơi khác, và các công ty khác đã thực hiện các phát hiện mới như mỏ dầu Fateh ngoài khơi Dubai và mỏ Mubarak ngoài khơi Sharjah (chia sẻ với Iran).
Trong khi đó, hoạt động thăm dò trên bờ bị cản trở bởi các tranh chấp lãnh thổ. Năm 1955, Vương quốc Anh đại diện cho Abu Dhabi và Oman trong cuộc tranh chấp của họ với Ả Rập Xê Út về ốc đảo Buraimi. Một thỏa thuận năm 1974 giữa Abu Dhabi và Ả Rập Xê Út dường như đã giải quyết tranh chấp biên giới, nhưng điều này chưa được phê chuẩn. Biên giới của UAE với Oman đã được phê chuẩn vào năm 2008.
PDTC tiếp tục cuộc viễn thám trên bờ của mình ra khỏi khu vực tranh chấp, khoan thêm năm lỗ khoan. Tuy nhiên, vào ngày 27 tháng 10 năm 1960, công ty đã phát hiện ra dầu với số lượng thương mại tại giếng số 3 Murban trên bờ biển gần Tarif. Năm 1962, PDTC trở thành Công ty Dầu khí Abu Dhabii. Khi thu nhập từ dầu tăng lên, quân chủ của Abu Dhabi là Zayed bin Sultan Al Nahyan cho tiến hành một chương trình xây dựng lớn, xây các trường học, nhà ở, bệnh viện và đường sá. Khi Dubai bắt đầu xuất khẩu dầu vào năm 1969, Sheikh Rashid bin Saeed Al Maktoum có thể đầu tư thu nhập từ trữ lượng hạn chế nhằm thúc đẩy đa dạng hóa giúp tạo ra thành phố toàn cầu Dubai ngày nay.

### Độc lập

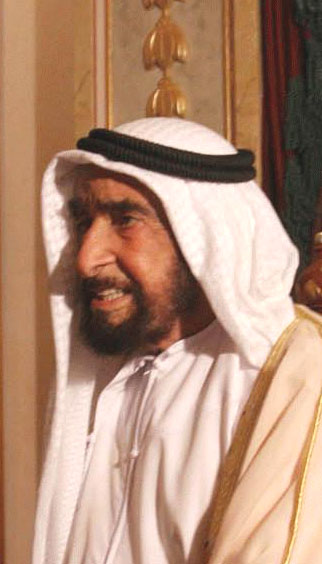
Zayed bin Sultan Al Nahyan là tổng thống đầu tiên của quốc gia và được công nhận là cha đẻ của dân tộc.

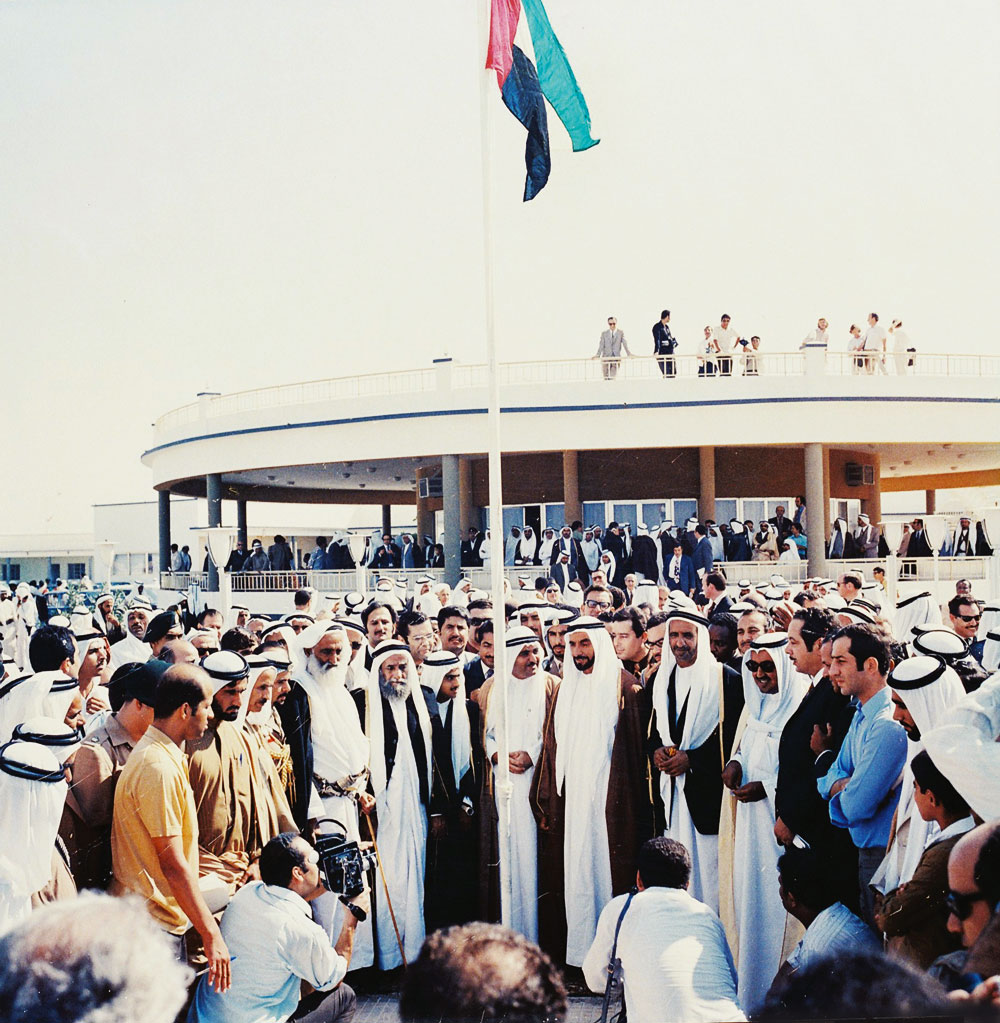
Bức ảnh lịch sử mô tả lần đầu tiên của lá cờ Các tiểu vương quốc Ả Rập thống nhất tung bay bởi những người cai trị của các tiểu vương quốc tại The Union House, Dubai vào ngày 2 tháng 12 năm 1971.

Đến năm 1966, tình hình trở nên rõ ràng rằng chính phủ Anh không còn đủ khả năng cai quản và bảo hộ khu vực nay là Các Tiểu vương quốc Ả Rập Thống nhất. Các nghị sĩ Anh tranh luận về sự chuẩn bị của Hải quân Hoàng gia để bảo vệ những người theo đạo Hồi. Bộ trưởng Bộ Quốc phòng Denis Healey báo cáo rằng Lực lượng Vũ trang Anh đã quá sức và trong một số khía cạnh nguy hiểm được trang bị đầy đủ để bảo vệ những người theo đạo Hồi. Ngày 24 tháng 1 năm 1968, Thủ tướng Anh Harold Wilson công bố quyết định của chính phủ, được tái xác nhận vào tháng 3 năm 1971 bởi Thủ tướng Edward Heath là kết thúc các mối quan hệ hiệp ước với bảy tiểu vương quốc Đình chiến cùng với Bahrain và Qatar. Sau công bố này, tiểu vương của Abu Dhabi là Sheikh Zayed bin Sultan Al Nahyan do lo ngại bị tấn công nên nỗ lực thuyết phục Anh tôn trọng các hiệp ước bảo hộ bằng cách đề xuất chi trả toàn bộ chi phí duy trì quân đội Anh tại khu vực. Chính phủ Công Đảng của Anh bác bỏ đề xuất.
Sau khi Nghị sĩ Công Đảng Goronwy Roberts thông báo cho Sheikh Zayed tin tức về việc người Anh triệt thoái, chín tiểu vương quốc vịnh Ba Tư nỗ lực hình thành một liên minh gồm các tiểu vương quốc Ả Rập, song đến giữa năm 1971 họ vẫn không thể đồng thuận về các điều khoản liên minh dẫu cho quan hệ hiệp ước với Anh sẽ kết thúc trong tháng 12 cùng năm.
Bahrain độc lập vào tháng 8, và Qatar độc lập vào tháng 9 năm 1971. Đến khi hiệp ước các tiểu vương quốc Đình chiến thuộc Anh mãn hạn vào ngày 1 tháng 12 năm 1971, họ trở thành các quốc gia độc lập hoàn toàn. Các quân chủ của Abu Dhabi và Dubai tuyên bố hình thành một liên minh giữa hai tiểu vương quốc, chuẩn bị một hiến pháp, sau đó kêu gọi quân chủ của năm tiểu vương quốc khác họp và trao cho họ cơ hội gia nhập. Hai tiểu vương quốc cũng đồng thuận rằng hiến pháp được viết vào ngày 2 tháng 12 năm 1971. Vào ngày đó, tại Cung điện Nhà khách Dubai, bốn tiểu vương quốc khác đồng ý tham gia một liên minh gọi là Các Tiểu vương quốc Ả Rập Thống nhất. Bahrain và Qatar từ chối lời mời tham gia liên minh. Tiểu vương quốc Ras al-Khaimah tham gia liên minh vào đầu năm 1972. Tháng 2 năm 1972, Hội đồng Quốc gia Liên bang (FNC) được thành lập; đó là một cơ quan tư vấn gồm 40 thành viên được chỉ định bởi bảy người cai trị. UAE gia nhập Liên đoàn Ả Rập vào ngày 6 tháng 12 năm 1971 và Liên Hợp Quốc vào ngày 9 tháng 12. Đây là thành viên sáng lập của Hội đồng Hợp tác vùng Vịnh vào tháng 5 năm 1981, với việc Abu Dhabi tổ chức hội nghị thượng đỉnh GCC đầu tiên.
Một cậu bé người Dubai 19 tuổi đến từ Abu Dhabi, Abdullah Mohammed Al Maainah, đã thiết kế lá cờ UAE vào năm 1971. Chủ đề chính của màu cờ là sự thống nhất của các quốc gia Ả Rập. Các màu cờ của Pan-Arab gồm đỏ, xanh lá cây, trắng và đen. Nó được thông qua vào ngày 2 tháng 12 năm 1971. Al Maainah trước đây từng là đại sứ UAE tại Chile và hiện đang làm đại sứ UAE tại Cộng hòa Séc.

### Thời kỳ hòa bình

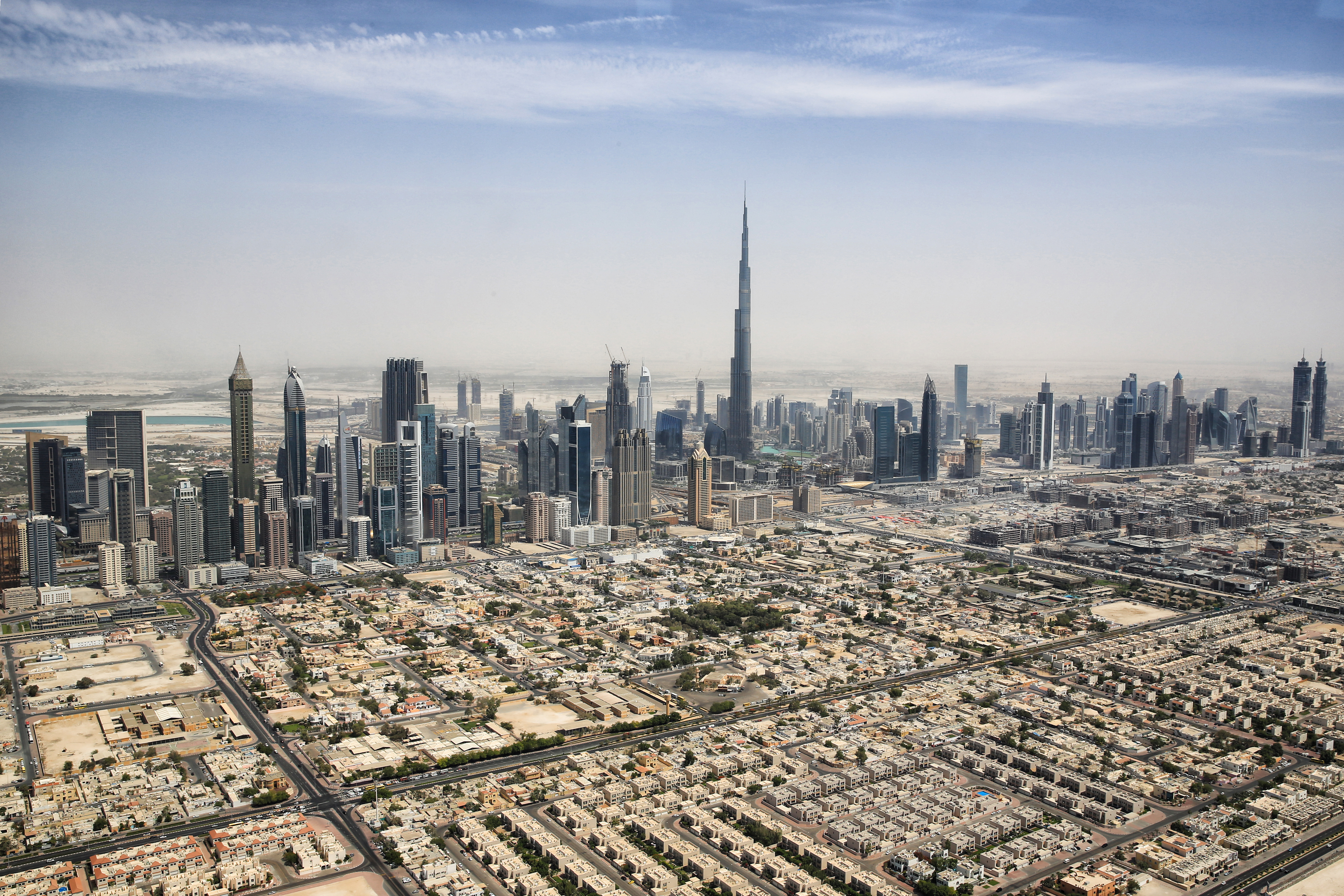
Quang cảnh Dubai.

UAE hỗ trợ các hoạt động quân sự từ Mỹ và các quốc gia liên minh khác tham gia cuộc chiến chống Taliban ở Afghanistan (2001) và Saddam Hussein ở Iraq (2003) cũng như các hoạt động hỗ trợ Chiến tranh toàn cầu chống khủng bố ở châu Phi tại Căn cứ không quân Al Dhafra nằm bên ngoài Abu Dhabi. Căn cứ không quân cũng hỗ trợ các hoạt động của Đồng minh trong Chiến tranh vùng Vịnh Ba Tư năm 1991 và Chiến dịch theo dõi phía Bắc. Nước này đã ký một thỏa thuận quốc phòng quân sự với Hoa Kỳ vào năm 1994 và với Pháp vào năm 1995. Vào tháng 1 năm 2008, Pháp và UAE đã ký một thỏa thuận cho phép Pháp thiết lập một căn cứ quân sự lâu dài ở tiểu vương quốc Abu Dhabi. UAE đã tham gia các hoạt động quân sự quốc tế tại Libya vào tháng 3 năm 2011.

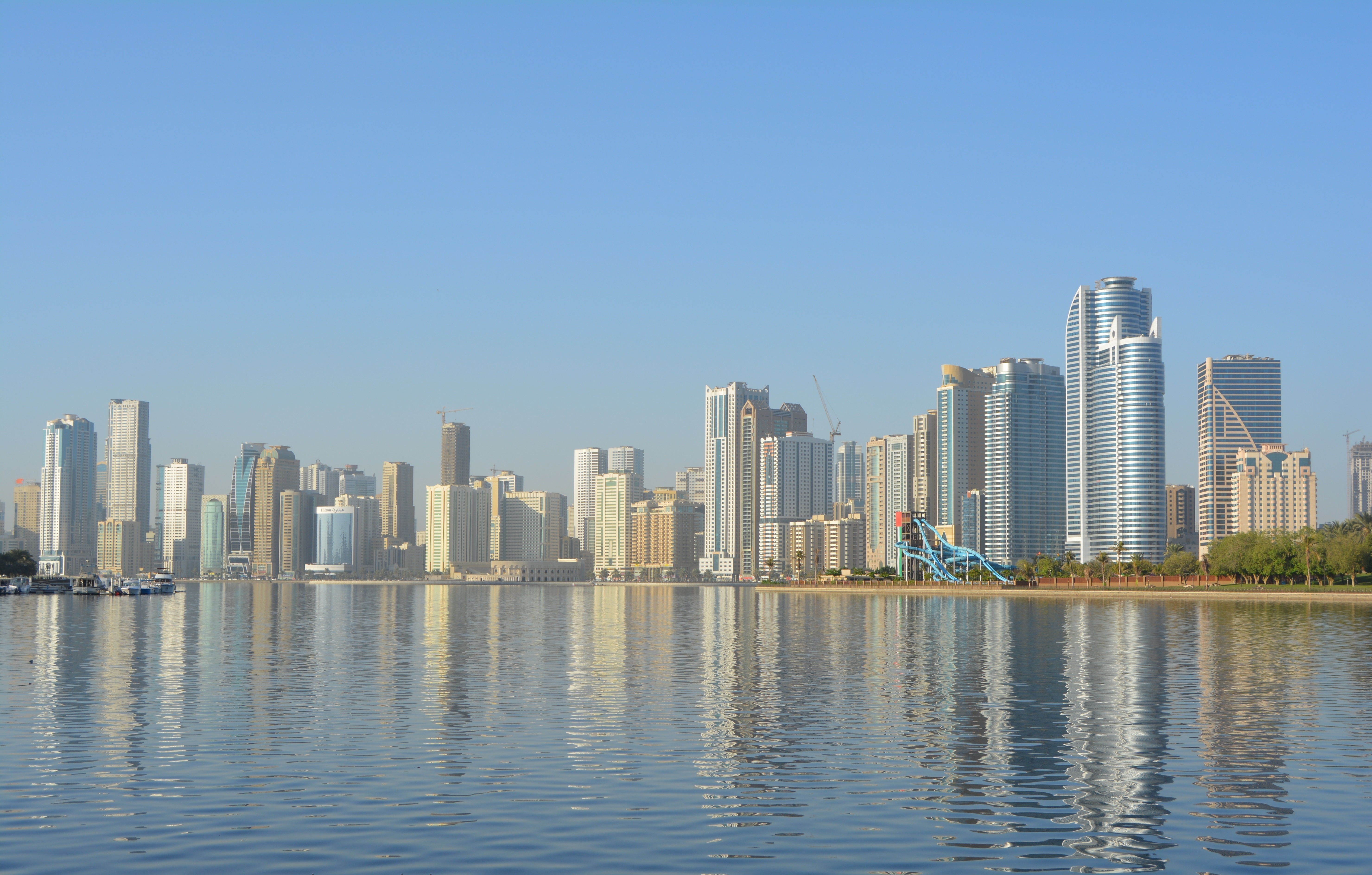
Đường chân trời thành phố Sharjah.

Ngày 2 tháng 11 năm 2004, tổng thống đầu tiên của Các Tiểu vương quốc Ả Rập Thống nhất là Sheikh Zayed bin Sultan Al Nahyan từ trần. Con trai cả của ông là Sheikh Khalifa bin Zayed Al Nahyan kế vị làm Tiểu vương của Abu Dhabi. Theo quy định của hiến pháp, Hội đồng Tối cao với các Tiểu vương của Các Tiểu vương quốc Ả Rập Thống nhất bầu Khalifa làm tổng thống. Sheikh Mohammed bin Zayed Al Nahyan kế vị Khalifa làm Thái tử Abu Dhabi. Tháng 1 năm 2006, Sheikh Maktoum bin Rashid Al Maktoum, thủ tướng Các Tiểu vương quốc Ả Rập Thống nhất và là quân chủ Dubai, từ trần, và Thái tử Sheikh Mohammed bin Rashid Al Maktoum đảm nhiệm cả hai chức vụ.
Bầu cử toàn quốc lần đầu tiên được tổ chức tại Các Tiểu vương quốc Ả Rập Thống nhất vào ngày 16 tháng 12 năm 2006. Một lượng nhỏ cử tri được lựa chọn trước sẽ tiến hành bầu ra một nửa thành viên của Hội đồng Quốc gia Liên bang, một cơ cấu cố vấn. Các Tiểu vương quốc Ả Rập Thống nhất hầu như tránh được Mùa xuân Ả Rập; tuy nhiên, có trên 100 nhà hoạt động Các Tiểu vương quốc Ả Rập Thống nhất bị tống giam và tra tấn vì họ yêu cầu cải cách. Hơn thế, một số người bị tước quốc tịch. Lưu tâm đến các cuộc biểu tình ở Bahrain gần đó, vào tháng 11 năm 2012, UAE đã đặt ra ngoài vòng pháp luật chế giễu chính phủ hoặc cố gắng tổ chức các cuộc biểu tình công khai thông qua phương tiện truyền thông xã hội.

## Địa lý

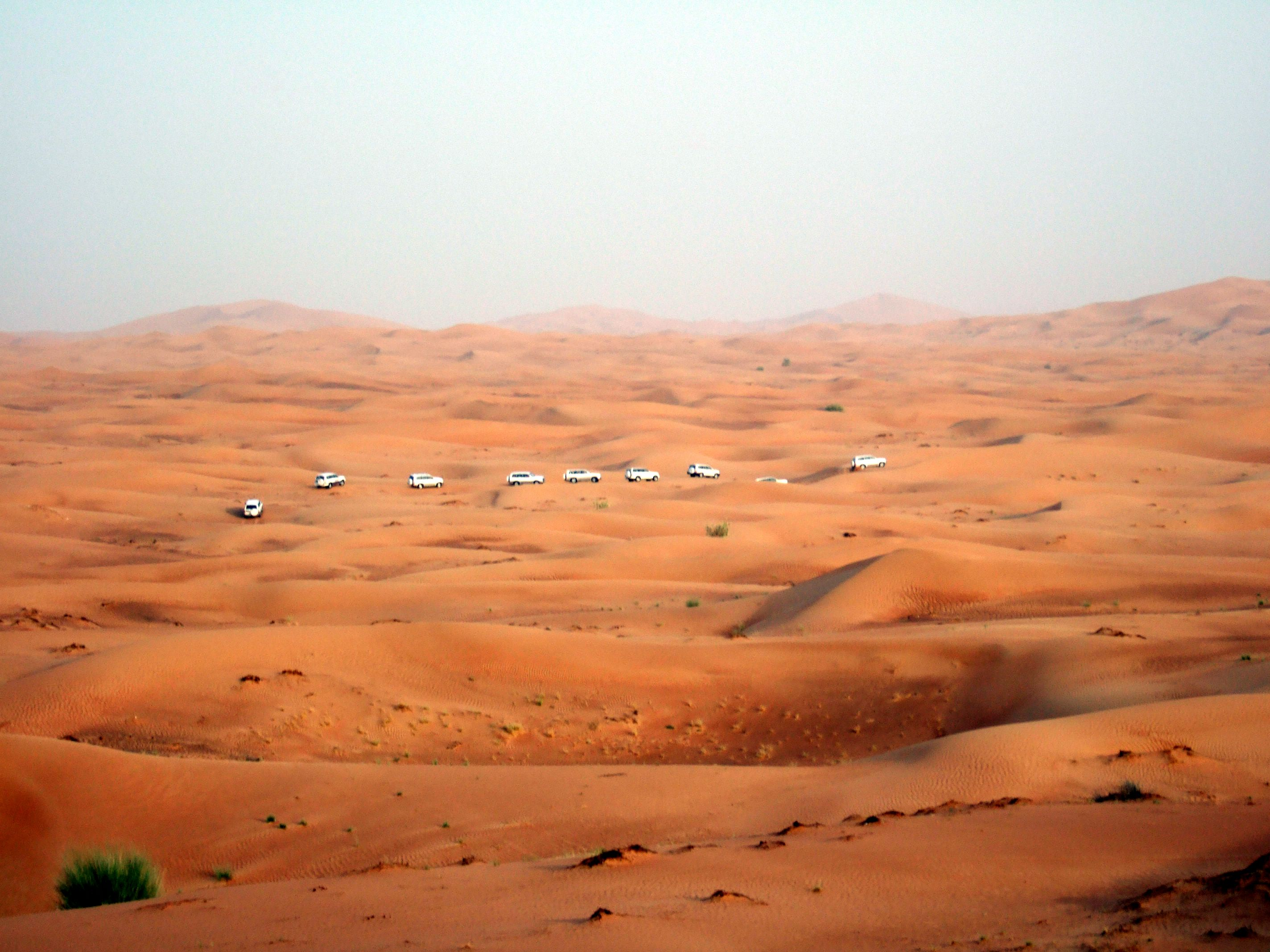
Quang cảnh hoang mạc tại ngoại vi Dubai

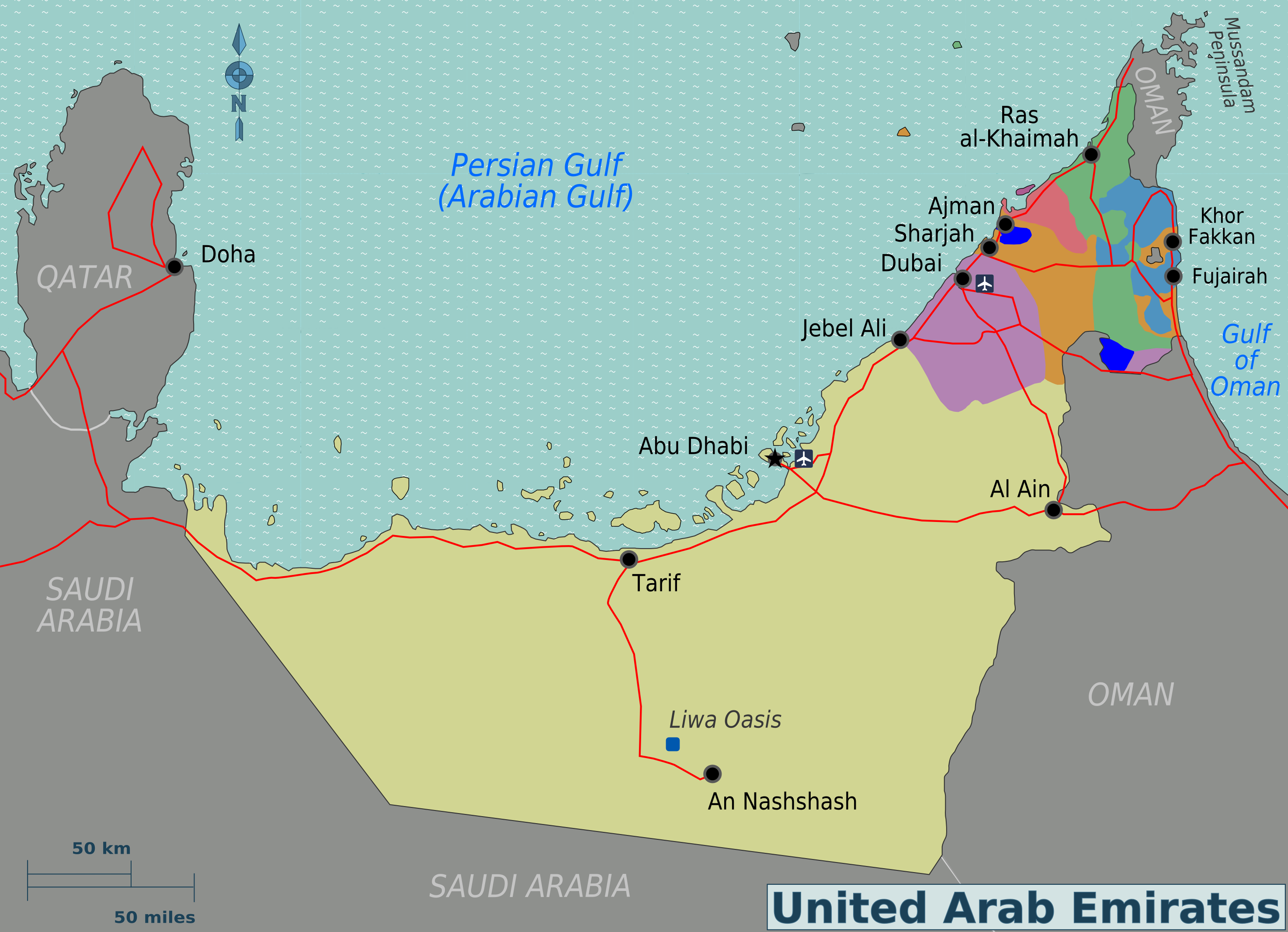
Bản đồ của Các Tiểu vương quốc Ả Rập Thống nhất.

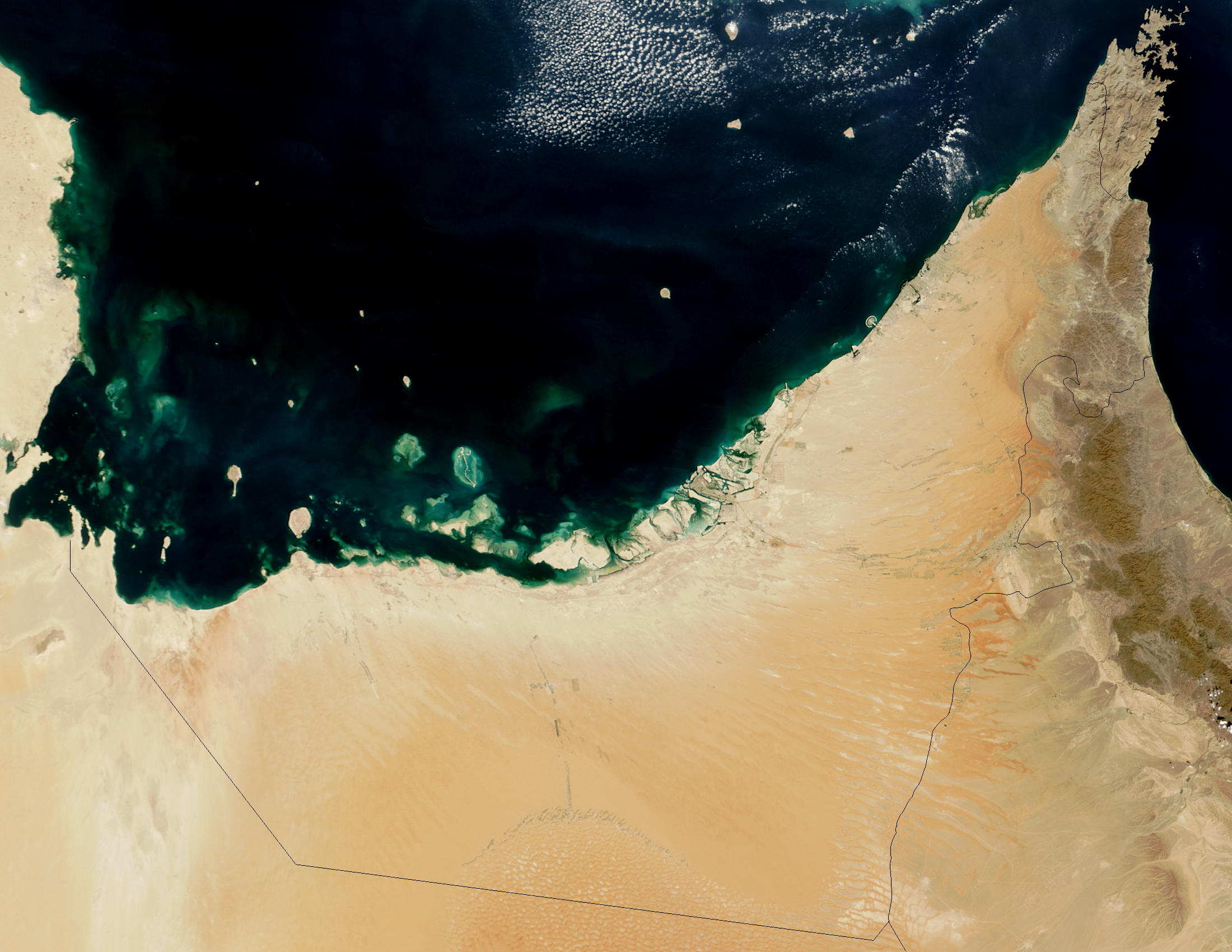
Hình ảnh từ vệ tinh của Các Tiểu vương quốc Ả Rập Thống nhất

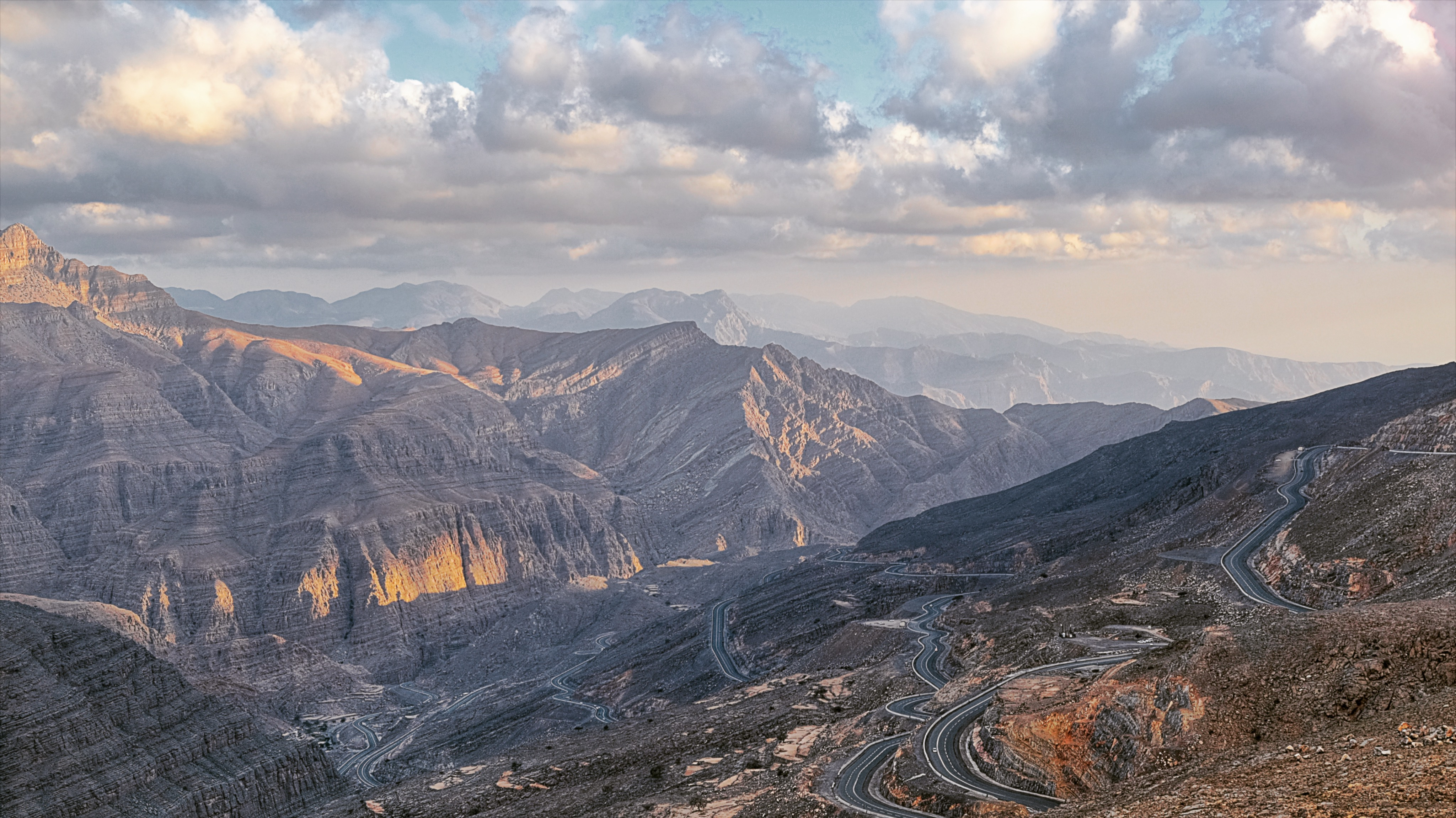
Những con đường dẫn đến Jebel Jais, ngọn núi cao nhất ở UAE (1.892 m), ở Ras Al Khaimah.

Các Tiểu vương quốc Ả Rập Thống nhất nằm tại Trung Đông, giáp với vịnh Oman và vịnh Ba Tư , nằm giữa Oman và Ả Rập Xê Út; đây là một vị trí chiến lược nằm sát phía nam của eo biển Hormuz, một điểm trung chuyển trọng yếu đối với dầu thô thế giới.
Các Tiểu vương quốc Ả Rập Thống nhất nằm giữa 22°30' và 26°10' vĩ Bắc và giữa 51° và 56°25′ kinh Đông. Quốc gia này có 530 km biên giới với Ả Rập Xê Út về phía tây và nam, và có biên giới dài 450 km với Oman về phía đông nam và đông bắc. Liên bang từng yêu sách có biên giới trên bộ dài 19 km với Qatar tại khu vực Khawr al Udayd; tuy nhiên tranh chấp lãnh thổ với Ả Rập Xê Út dường như đã được giải quyết. Sau khi quân đội Anh rời khỏi Các Tiểu vương quốc Ả Rập Thống nhất vào năm 1971, liên bang có tranh chấp chủ quyền một số đảo trong vịnh Ba Tư với Iran và vẫn chưa được giải quyết. Liên bang cũng có tranh chấp chủ quyền với Qatar về một số đảo. Tiểu vương quốc lớn nhất liên bang là Abu Dhabi, chiếm 87% tổng diện tích toàn quốc với 67.340 km², còn tiểu vương quốc nhỏ nhất là Ajman chỉ rộng 259 km².
Bờ biển Các Tiểu vương quốc Ả Rập Thống nhất trải dài trên 650 km dọc bờ nam của vịnh Ba Tư. Hầu hết bờ biển gồm các lòng chảo muối kéo dài xa vào đất liền. Bến cảng tự nhiên lớn nhất nằm tại Dubai, song các cảng khác đã được nạo vét. Các đảo nhỏ, cũng như nhiều rạn san hô và bãi cát di động đe dọa đến tàu thuyền qua lại. Thủy triều mạnh và thi thoảng là gió bão càng làm phức tạp thêm cho tàu thuyền di chuyển gần bờ. Các Tiểu vương quốc Ả Rập Thống nhất cũng có một đoạn bờ biển Al Bāţinah ven vịnh Oman, song bán đảo Musandam giáp eo biển Hormuz là một lãnh thổ tách rời của Oman tách biệt qua Các Tiểu vương quốc Ả Rập Thống nhất.
Tại phía tây và nam của Abu Dhabi, các đụn cát lớn và lăn hợp nhất vào Rub al-Khali (miền hoang vắng) của Ả Rập Xê Út. Khu vực hoang mạc Abu Dhabi có hai ốc đảo quan trọng có nước ngầm đầy đủ để cung cấp cho khu dân cư thường trú và canh tác. Ốc đảo Liwa rộng lớn nằm tại phía nam gần biên giới chưa được phân định với Ả Rập Xê Út. Cách 100 km về phía đông bắc là ốc đảo Al-Buraimi, kéo dài hai bên biên giới Abu Dhabi-Oman. Hồ Zakher là một hồ nhân tạo gần biên giới với Oman.
Trước khi rút khỏi khu vực vào năm 1971, Anh Quốc đã vạch ra biên giới nội bộ giữa bảy tiểu vương quốc nhằm ngăn chặn trước các tranh chấp lãnh thổ vốn có thể cản trở việc thành lập liên bang. Về tổng thể, các quân chủ chấp thuận can thiệp của người Anh, song trong trường hợp tranh chấp biên giới giữa Abu Dhabi và Dubai, cũng như giữa Dubai và Sharjah, xung đột về yêu sách không được giải quyết cho đến sau khi Các Tiểu vương quốc Ả Rập Thống nhất được độc lập. Biên giới phức tạp nhất là tại Dãy núi Al-Hajar al-Gharbi, tại đó năm tiểu vương quốc tranh giành quyền tài phán đối với hơn một chục vùng đất tách rời.

### Hệ thực vật và động vật

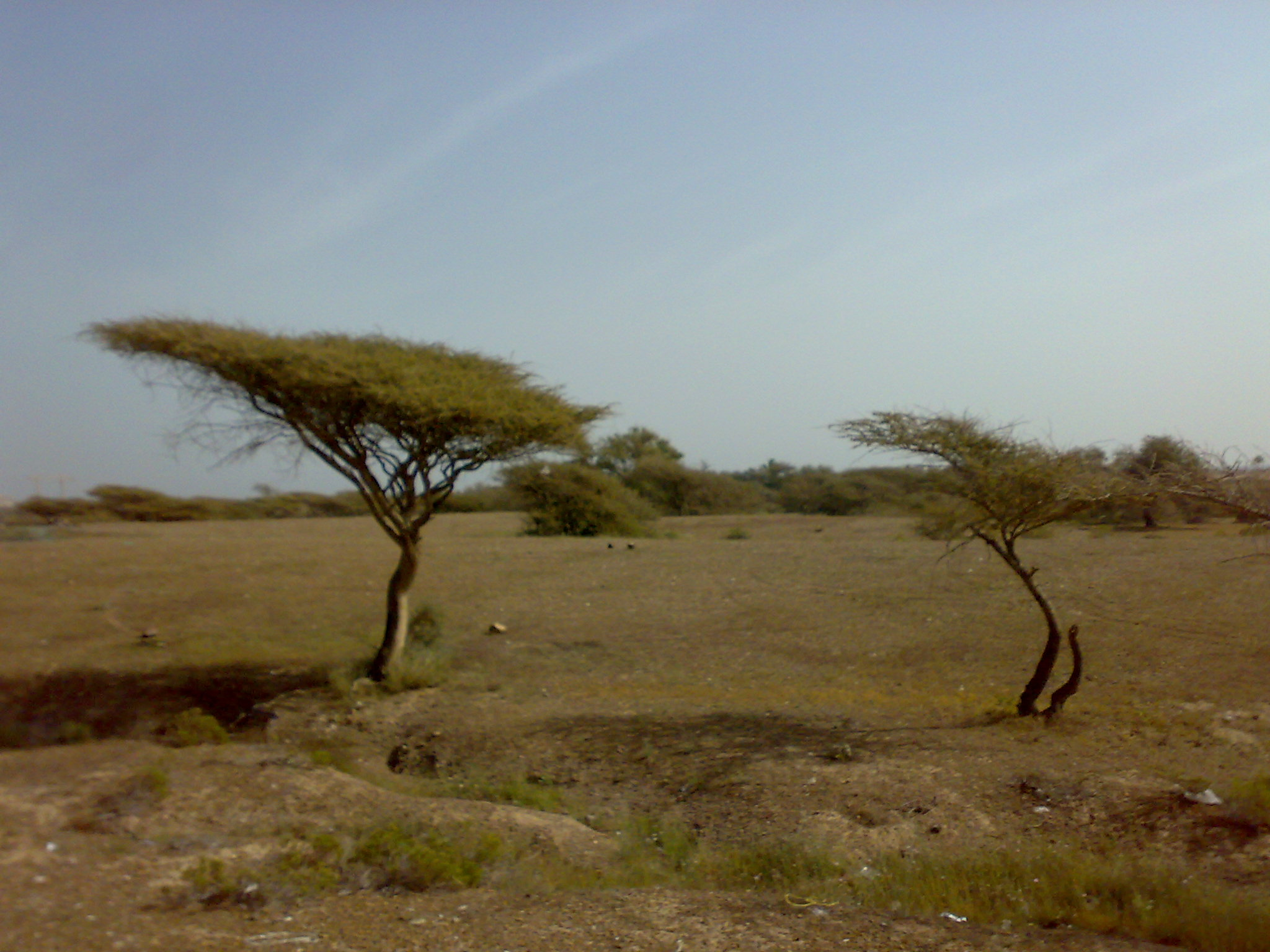
Cây cối mọc trên các khu ngoại ô hoang mạc gần Fujairah

Trên các ốc đảo, người ta trồng các loại cây như chà là, keo acacia và bạch đàn. Trên hoang mạc, thực vật rất thưa thớt và gồm có các loại cỏ và cây bụi gai. Động vật bản địa tiến gần đến tuyệt chủng do săn bắn gia tăng, dẫn đến một chương trình bảo tồn trên đảo Bani Yas do Sheikh Zayed bin Sultan Al Nahyan khởi xướng trong thập niên 1970, khiến cho nhiều loài còn tồn tại, như linh dương sừng thẳng Ả Rập, lạc đà một bướu và báo. Các loại cá và thú ven biển chủ yếu gồm cá thu, pecca và cá ngừ, cũng như cá mập và cá voi.

### Khí hậu
Các Tiểu vương quốc Ả Rập Thống nhất có khí hậu cận nhiệt đới khô hạn với mùa hè nóng và mùa đông ấm. Các tháng nóng nhất là tháng 7 và tháng 8, khi nhiệt độ cao nhất trung bình đạt trên 45 °C tại đồng bằng duyên hải. Tại dãy núi Al Hajar, nhiệt độ thấp hơn đáng kể, do kết quả của độ cao. Nhiệt độ thấp nhất trung bình vào tháng 1 và tháng 2 là từ 10 đến 14 °C. Trong những tháng cuối hè, gió đông nam ẩm gọi là Sharqi khiến khu vực duyên hải đặc biệt khó chịu. Lượng mưa bình quân năm tại khu vực duyên hải thấp hơn 120 mm, trong khi tại một số vùng núi lượng mưa hàng năm thường đạt 350 mm (13,8 in). Mưa tại các khu vực duyên hải diễn ra trong thời gian ngắn và xối xả trong các tháng mùa hè, đôi khi dẫn đến ngập lụt tại các thung lũng sông thường cạn nước. Khu vực thỉnh thoảng có bão cát dữ dội, làm giảm tầm nhìn nghiêm trọng.
Vào ngày 28 tháng 12 năm 2004, tuyết xuất hiện tại Các Tiểu vương quốc Ả Rập Thống nhất trong một dịp rất hiếm gặp tại dãy núi Jebel Jais ở Ras al-Khaimah. Một vài năm sau, tuyết và mưa đá được trông thấy nhiều hơn. Dãy núi Jebel Jais đã trải qua 2 lần tuyết rơi kể từ khi quá trình theo dõi thời tiết bắt đầu.

## Chính trị
Các Tiểu vương quốc Ả Rập Thống nhất là một liên bang của các chế độ quân chủ chuyên chế thế tập. Liên bang nằm dưới quyền quản lý của Hội đồng Tối cao Liên bang gồm có 7 tiểu vương của 7 tiểu vương quốc trong liên minh: Abu Dhabi, Ajman, Fujairah, Sharjah, Dubai, Ras al-Khaimah và Umm al-Qaiwain. Các tiểu vương quốc được giữ lại các trách nhiệm mà pháp luật không trao cho chính phủ quốc gia. Mỗi tiểu vương quốc được phân định cung cấp một tỷ lệ thu nhập cho ngân sách trung ương. Các Tiểu vương quốc Ả Rập Thống nhất sử dụng danh hiệu Sheikh thay vì Tiểu vương để chỉ những người cai trị của các tiểu vương quốc.
Mặc dù do Hội đồng Tối cao bầu ra, song chức vụ Tổng thống và Thủ tướng về cơ bản là thế tập: tiểu vương của Abu Dhabi giữ chức tổng thống, và tiểu vương của Dubai là thủ tướng. Thủ tướng đồng thời là Phó tổng thống. Sheikh Zayed bin Sultan Al Nahyan là tổng thống của Các Tiểu vương quốc Ả Rập Thống nhất từ khi lập quốc cho đến khi ông mất vào ngày 2 tháng 11 năm 2004. Sau đó, Hội đồng Tối cao Liên bang bầu con trai của ông là Sheikh Khalifa bin Zayed Al Nahyan vào chức vụ này. Thái tử của Abu Dhabi là Mohammed bin Zayed Al Nahyan là người thừa kế, nhưng vẫn sẽ yêu cầu bầu cử Hội đồng tối cao liên bang để đảm nhận chức tổng thống.
Chính phủ liên bang gồm có ba nhánh:
- Lập pháp: Một Hội đồng Tối cao Liên bang đơn phương và Hội đồng Quốc gia Liên bang cho tư vấn (FNC).
- Hành pháp: Tổng thống, người cũng là tổng tư lệnh quân đội, Thủ tướng và Hội đồng Bộ trưởng.
- Tư pháp: Tòa án Tối cao và các tòa án liên bang thấp hơn.

Chính phủ điện tử UAE là sự mở rộng của Chính phủ Liên bang UAE dưới dạng điện tử. Hội đồng Bộ trưởng của UAE (tiếng Ả Rập: مجلس الوزراء) là cơ quan hành pháp chính của chính phủ do Thủ tướng chủ trì. Thủ tướng, người được Hội đồng tối cao liên bang bổ nhiệm, bổ nhiệm các bộ trưởng. Hội đồng Bộ trưởng gồm 22 thành viên và quản lý tất cả các vấn đề đối nội và đối ngoại của hội đồng theo luật hiến pháp và liên bang. UAE là quốc gia duy nhất trên thế giới có Bộ Khoan dung, Bộ Hạnh phúc và Bộ Trí tuệ nhân tạo. UAE cũng có một Hội đồng Thanh niên Quốc gia, được đại diện trong nội các UAE thông qua Bộ trưởng Bộ Thanh niên.
Các Tiểu vương quốc Ả Rập Thống nhất triệu tập Hội đồng Quốc gia Liên bang (FNC) tổ chức bầu cử toàn quốc 4 năm một lần. Hội đồng này gồm có 40 thành viên đến từ tất cả các tiểu vương quốc. Mỗi tiểu vương quốc được phân bổ đại diện đầy đủ và đồng đều nhau. Một nửa trong số đó được các quân chủ của họ bổ nhiệm, và một nửa còn lại được bầu cử gián tiếp với nhiệm kỳ hai năm. Tuy nhiên, hội đồng này bị hạn chế với vai trò phần lớn mang tính cố vấn. Một chỉ thị đã được ban hành quy định rằng kể từ cuộc bầu cử năm 2019, một nửa số thành viên FNC sẽ được phân bổ cho nữ giới.
Các Tiểu vương quốc Ả Rập Thống nhất thường xuyên được mô tả là nhà nước "độc tài". Theo tờ New York Times, UAE là "một chế độ chuyên chế với ánh sáng của một nhà nước hiện đại, tiến bộ". Quốc gia này xếp thứ hạng kém về các chỉ số tự do về tự do dân sự và quyền lợi chính trị. Các Tiểu Vương quốc hàng năm đều bị Freedom House xếp hạng là "không tự do" trong báo cáo "Tự do trên Thế giới" của họ. UAE cũng xếp hạng kém trong các Chỉ số tự do báo chí cho các Phóng viên không biên giới hằng năm.

Sheikh Zayed đã được tờ New York Times hỏi vào tháng 4 năm 1997 về lý do tại sao không có nền dân chủ được bầu ở Các Tiểu vương quốc Ả Rập Thống nhất, trong đó ông trả lời:
Tại sao chúng ta nên từ bỏ một hệ thống làm hài lòng người dân của chúng tôi để giới thiệu một hệ thống dường như gây ra sự bất đồng quan điểm và đối đầu? Hệ thống chính quyền của chúng tôi dựa trên tôn giáo của chúng tôi và đó là những gì người dân của chúng tôi muốn. Nếu họ tìm kiếm giải pháp thay thế, chúng tôi sẵn sàng lắng nghe họ. Chúng tôi đã luôn nói rằng người dân của chúng tôi nên nói lên yêu cầu của họ một cách cởi mở. Tất cả chúng ta đều ở trong cùng một chiếc thuyền và cả hai đều là thuyền trưởng và thủy thủ đoàn. Cánh cửa của chúng tôi đang mở cho bất kỳ ý kiến nào được đưa ra và điều này được mọi công dân của chúng tôi biết đến. Đó là niềm tin sâu sắc của chúng tôi rằng Thiên Chúa đã tạo ra con người tự do và đã quy định rằng mỗi cá nhân phải được hưởng tự do lựa chọn. Không ai nên hành động như thể họ sở hữu người khác.

### Quan hệ đối ngoại

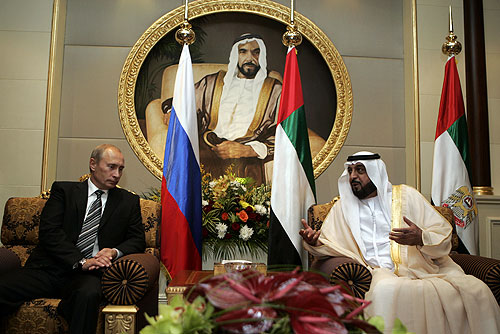
Khalifa bin Zayed Al Nahyan và Tổng thống Nga Vladimir Putin, năm 2007

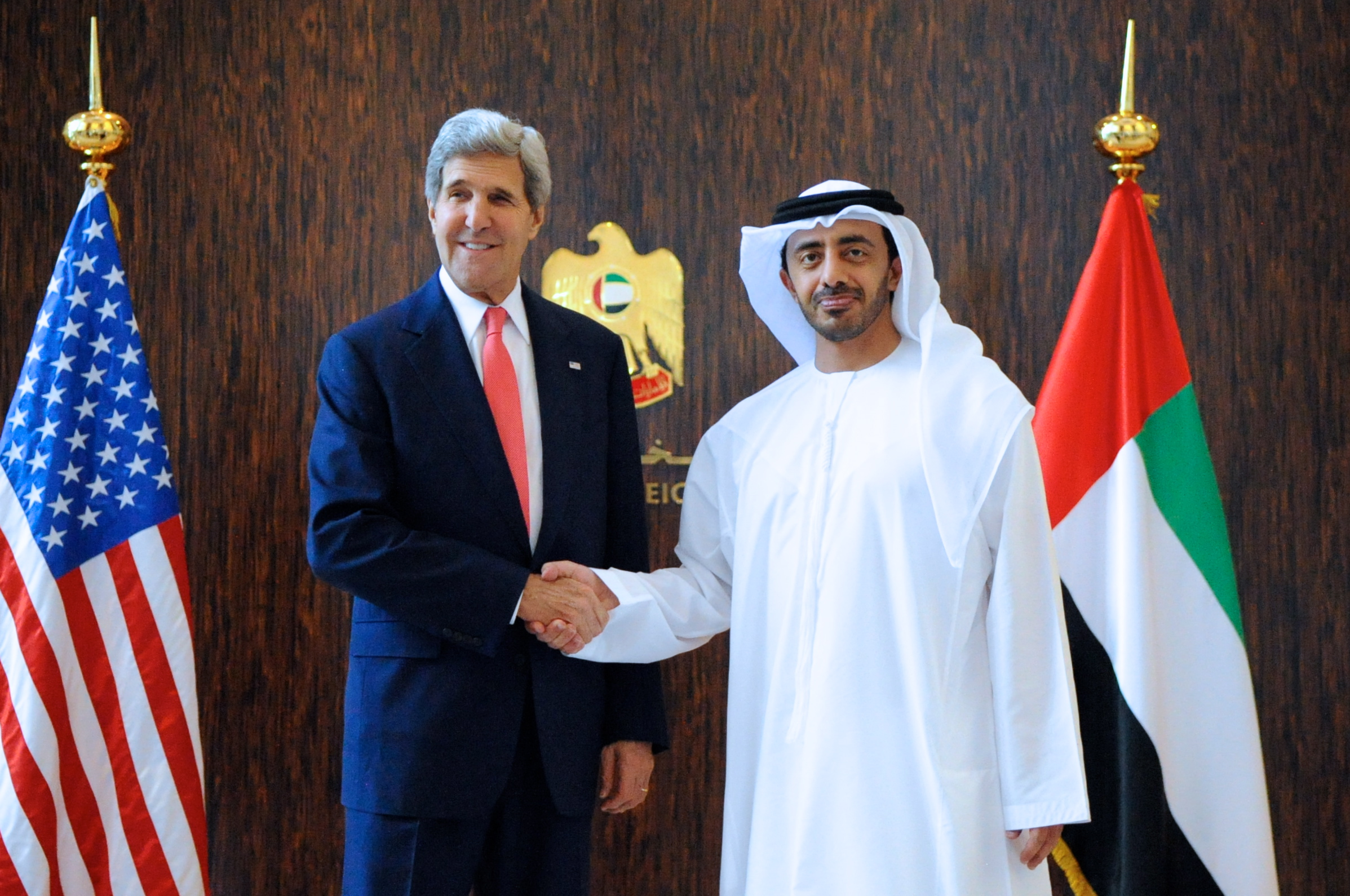
Bộ trưởng Bộ Ngoại giao Abdullah bin Zayed Al Nahyan với Ngoại trưởng Hoa Kỳ John Kerry, 2013.

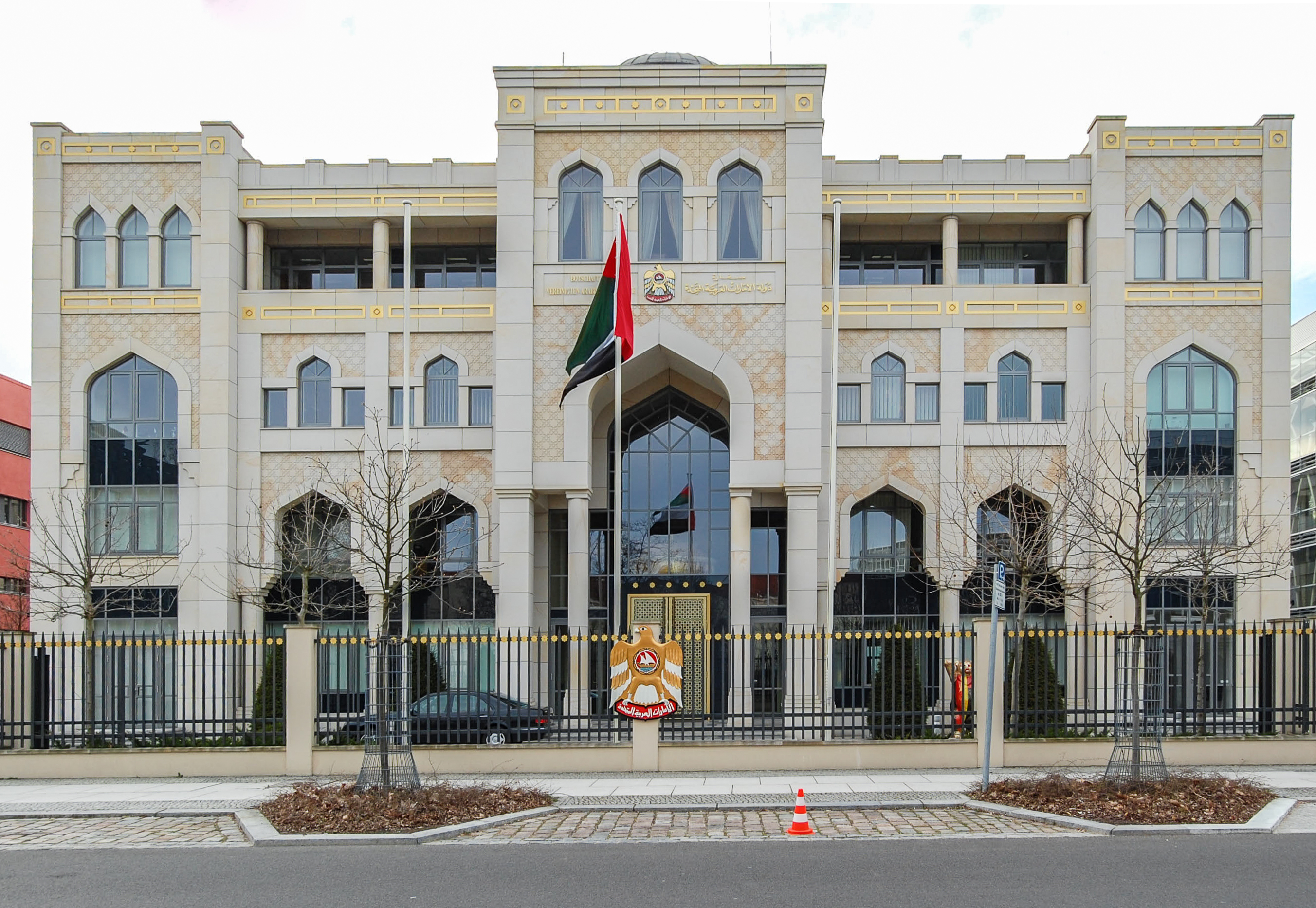
Đại sứ quán Các Tiểu vương quốc Ả Rập Thống nhất tại Berlin.

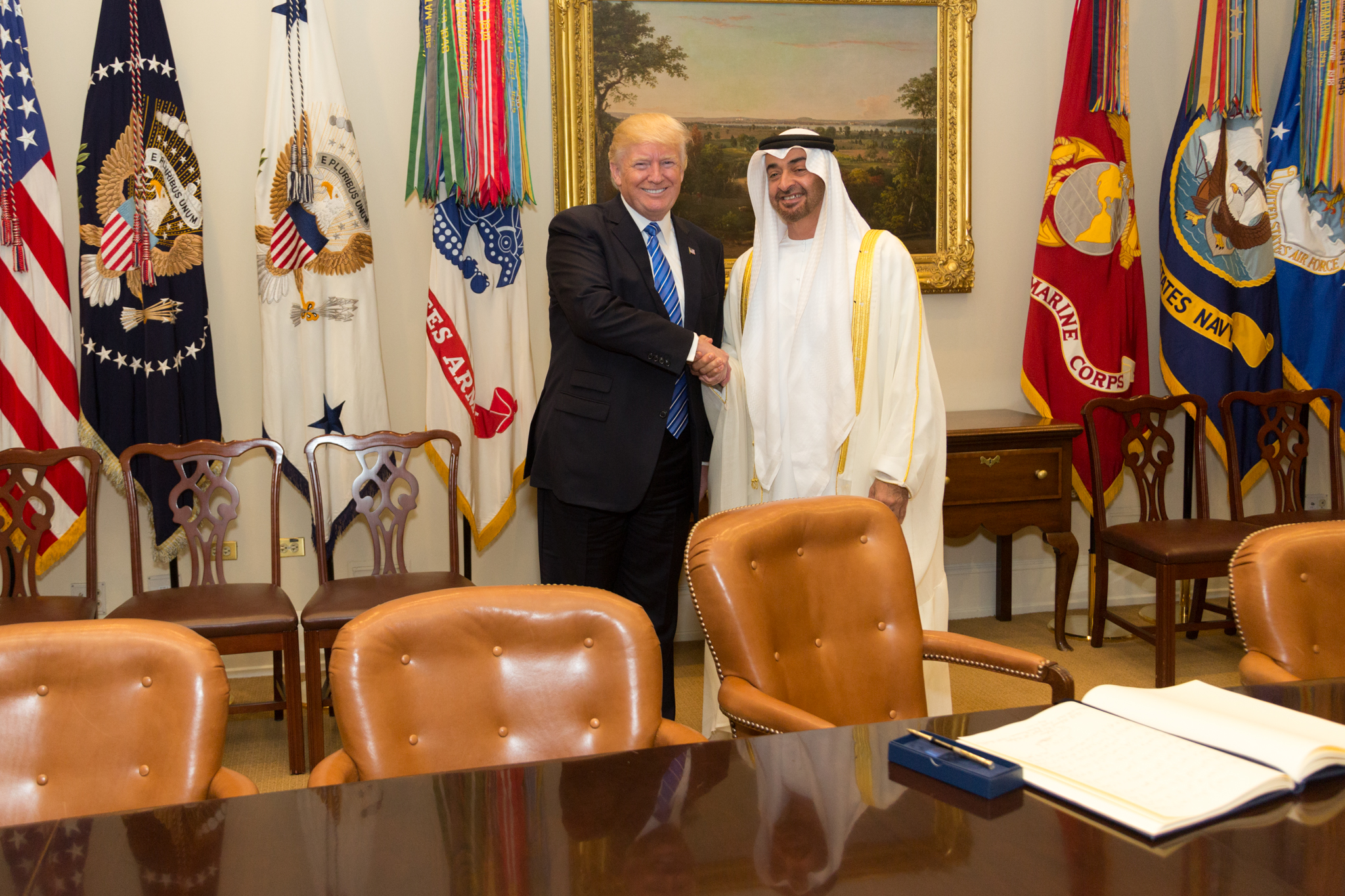
Sheikh Mohammed bin Zayed Al Nahyan và Tổng thống Hoa Kỳ Donald Trump tại Washington D.C., tháng 5 năm 2017.

Các Tiểu vương quốc Ả Rập Thống nhất có quan hệ ngoại giao và thương mại rộng rãi với các quốc gia khác. Quốc gia này giữ vai trò quan trọng trong OPEC và Liên Hợp Quốc và là một trong những thành viên sáng lập Hội đồng Hợp tác Vùng Vịnh (GCC). Một trong những mỏ neo chính của chính sách đối ngoại của UAE là xây dựng mối quan hệ hợp tác với tất cả các nước trên thế giới. Hỗ trợ phát triển đáng kể đã làm tăng tầm vóc của UAE giữa các quốc gia khác. Hầu hết viện trợ nước ngoài này (vượt quá 15 tỷ đô la) đã được gửi đến các nước Ả Rập và Hồi giáo.
UAE là thành viên của Liên Hợp Quốc và một số cơ quan chuyên môn của mình (ICAO, ILO, UPU, WHO, WIPO); cũng như Ngân hàng Thế giới, IMF, Liên đoàn Ả Rập, Tổ chức Hợp tác Hồi giáo (OIC), OPEC, Tổ chức các nước xuất khẩu dầu mỏ Ả Rập và Phong trào Không liên kết và là một giám sát viên của Cộng đồng Pháp ngữ.
Các Tiểu vương quốc Ả Rập Thống Nhất là một trong ba quốc gia từng công nhận Taliban là chính phủ hợp pháp tại Afghanistan (cùng với Pakistan và Ả Rập Xê Út). Trước sự khuyến khích của Hoa Kỳ, UAE đã cố gắng lập một đại sứ quán cho Taliban theo ba điều kiện bao gồm tố cáo lãnh đạo Al Qaeda Osama bin Laden, công nhận hiến pháp Afghanistan và từ bỏ bạo lực và vũ khí của họ. Taliban từ chối cả ba điều kiện và UAE đã rút lại lời đề nghị. Các Tiểu vương quốc Ả Rập Thống nhất duy trì quan hệ ngoại giao với Taliban cho đến các vụ tấn công ngày 11 tháng 9 năm 2001 (cùng với Pakistan).
Các Tiểu vương quốc Ả Rập Thống nhất có quan hệ mật thiết duy trì trong thời gian dài với Ai Cập và là quốc gia Ả Rập đầu tư lớn nhất vào Ai Cập. Pakistan là quốc gia đầu tiên chính thức công nhận Các Tiểu vương quốc Ả Rập Thống nhất khi liên bang thành lập và tiếp tục là một trong các đối tác kinh tế và mậu dịch chủ yếu của liên bang; có khoảng 400.000 kiều dân Pakistan làm việc tại Các Tiểu vương quốc Ả Rập Thống nhất. Trung Quốc và UAE cũng là những đồng minh quốc tế mạnh mẽ, với sự hợp tác đáng kể trên các khía cạnh kinh tế, chính trị và văn hóa. Sự hiện diện của người nước ngoài lớn nhất ở UAE là Ấn Độ. Sau khi Anh rút khỏi UAE vào năm 1971 và thành lập UAE như một quốc gia, UAE đã tranh chấp quyền đối với ba hòn đảo trong Vịnh Ba Tư chống lại Iran, đó là Abu Musa, Greater Tunb và Lesser Tunb. UAE đã cố gắng đưa vấn đề ra Tòa án Công lý Quốc tế, nhưng Iran đã bác bỏ quan điểm này. Tranh chấp đã không ảnh hưởng đáng kể đến các mối quan hệ vì sự hiện diện của cộng đồng Iran lớn và quan hệ kinh tế mạnh mẽ.
Các Tiểu vương quốc Ả Rập Thống nhất và Hoa Kỳ có mối quan hệ chiến lược rất chặt chẽ. UAE đã được mô tả là đồng minh chống khủng bố tốt nhất của Hoa Kỳ tại vùng Vịnh bởi Richard A. Clarke, cố vấn an ninh quốc gia Hoa Kỳ và chuyên gia chống khủng bố. Mỹ duy trì ba căn cứ quân sự ở UAE. UAE cũng là quốc gia duy nhất ở Trung Đông có biên giới Hoa Kỳ được các nhân viên của Cơ quan Hải quan và Biên phòng Hoa Kỳ điều hành và cho phép du khách đến Hoa Kỳ với tư cách là khách du lịch nội địa. Năm 2013, UAE đã chi nhiều hơn bất kỳ quốc gia nào trên thế giới để tác động đến chính sách của Hoa Kỳ và định hình cuộc tranh luận trong nước. Trong tranh chấp với Hoa Kỳ, Iran đã nhiều lần đe dọa đóng cửa eo biển Hormuz, một tuyến giao thương dầu mỏ quan trọng. Do đó, vào tháng 7 năm 2012, UAE đã bắt đầu vận hành một đường ống dẫn dầu chính trên đất liền, đường ống dẫn dầu Habshan-Fujairah, đi qua eo biển Hormuz để giảm thiểu bất kỳ hậu quả nào từ việc Iran cho ngừng hoạt động.
Trên phương diện thương mại, Anh và Đức là các thị trường xuất khẩu lớn nhất của Các Tiểu vương quốc Ả Rập Thống nhất và quan hệ song phương mật thiết trong thời gian dài, một lượng lớn công dân hai quốc gia này cư trú tại Các Tiểu vương quốc Ả Rập Thống nhất. Cựu Thủ tướng Anh Tony Blair phục vụ như một cố vấn tài trợ cho Công ty Phát triển Mubadala, một phương tiện đầu tư thuộc sở hữu hoàn toàn của chính phủ Abu Dhabi.
Các Tiểu vương quốc Ả Rập Thống nhất đã tích cực tham gia vào cuộc chiến do Yemen lãnh đạo và đã hỗ trợ chính phủ được quốc tế công nhận cũng như Hội đồng Chuyển tiếp miền Nam ly khai ở Yemen chống lại việc Houthi tiếp quản Yemen và Al-Qaeda ở Bán đảo Ả Rập.
Quan hệ ngoại giao giữa Các Tiểu vương quốc và Nhật Bản được thành lập ngay khi liên bang độc lập. Hai quốc gia luôn có mối quan hệ và mậu dịch hữu hảo, xuất khẩu của Các Tiểu vương quốc Ả Rập Thống nhất sang Nhật Bản gồm có dầu thô và khí đốt thiên nhiên, còn nhập khẩu từ Nhật Bản là các mặt hàng ô tô và điện tử.
UAE và Ả Rập Xê Út trở thành đồng minh thân thiết khi Salman bin Abdulaziz Al Saud trở thành Quốc vương Ả Rập Xê Út vào năm 2015 và Mohammed bin Salman làm Thái tử năm 2017. Vào tháng 6 năm 2017, UAE cùng với nhiều quốc gia Trung Đông và Châu Phi đã cắt đứt quan hệ ngoại giao với Qatar do cáo buộc Qatar là nhà tài trợ khủng bố, dẫn đến cuộc khủng hoảng ngoại giao Qatar.
Đức Giáo hoàng Phanxicô đã trở thành giáo hoàng đầu tiên từ Tòa thánh đến thăm Bán đảo Ả Rập trong chuyến đi tới Abu Dhabi năm 2019 và tổ chức lễ hội cho hơn 120.000 người tham dự tại Sân vận động Thành phố Thể thao Zayed.
Do chính sách đối ngoại thành công của Các Tiểu vương quốc Ả Rập Thống nhất, hộ chiếu của Tiểu vương quốc đã trở thành quốc gia có các nước cho miễn thị thực nhanh nhất trong Chỉ số Hộ chiếu Henley & Partners năm 2018 trong thập kỷ qua, tăng thứ hạng toàn cầu lên 28 bậc. Theo Henley Passport Index, kể từ ngày 28 tháng 3 năm 2019, công dân Tiểu vương quốc đã miễn thị thực hoặc thị thực khi đến 165 quốc gia và vùng lãnh thổ, xếp hạng hộ chiếu của Tiểu vương quốc thứ 21 trên thế giới về tự do đi lại. Theo The Passport Index, tuy nhiên, hộ chiếu UAE đứng thứ 1 trên thế giới với quyền đi lại với 167 quốc gia.

### Quân sự

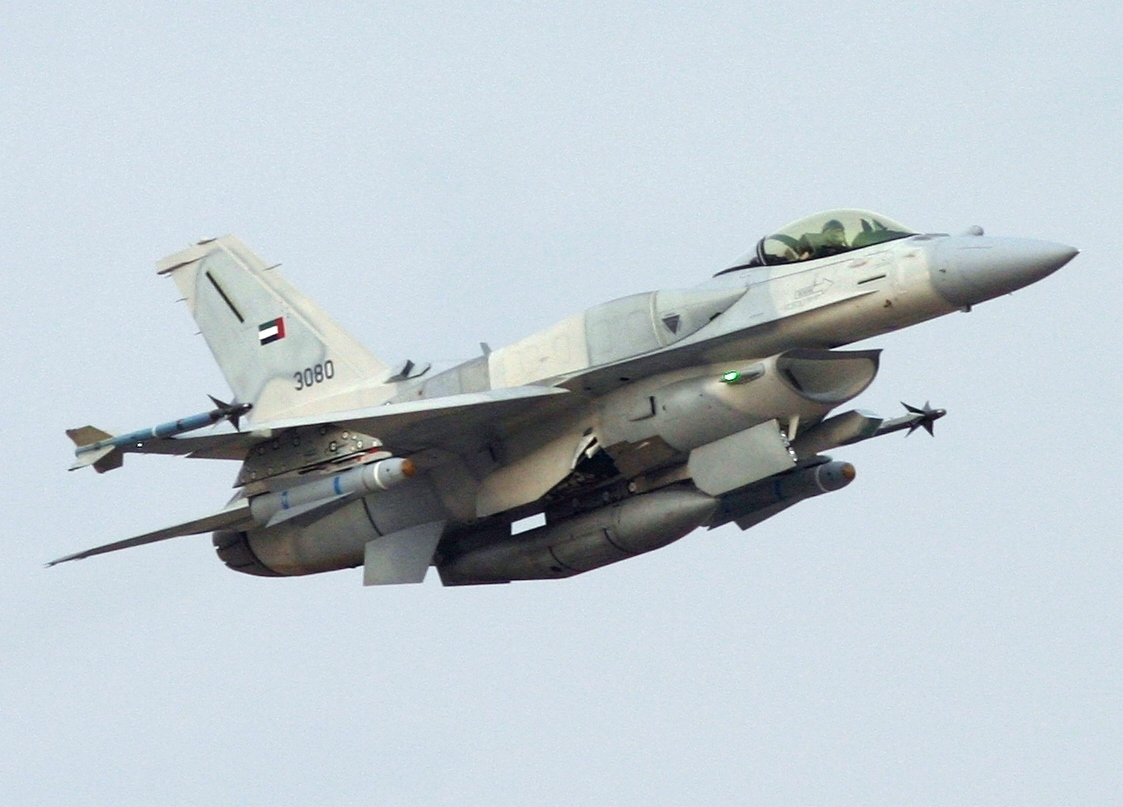
Chiến đấu cơ F-16 Block 60 "Falcon Sa mạc" của Không quân Các Tiểu vương quốc Ả Rập Thống nhất, cất cánh từ nhà máy Lockheed Martin ở Fort Worth, Texas.

Quân đội Các Tiểu vương quốc Ả Rập Thống nhất được thành lập vào năm 1971 từ Hướng đạo sinh Trúcial lịch sử, một biểu tượng lâu dài về trật tự ở Đông Ả Rập và được chỉ huy bởi các sĩ quan Anh. Các trinh sát Trúcial Oman đã được chuyển sang Các Tiểu vương quốc Ả Rập Thống nhất với tư cách là hạt nhân của lực lượng phòng thủ năm 1971 với sự thành lập của UAE và được đưa vào Lực lượng phòng vệ Liên minh.
Mặc dù ban đầu có số lượng nhỏ, các lực lượng vũ trang UAE đã tăng trưởng đáng kể trong những năm qua và hiện được trang bị một số hệ thống vũ khí hiện đại nhất, được mua từ nhiều nước tiên tiến quân sự, chủ yếu là Pháp, Mỹ và Anh. Hầu hết sĩ quan tốt nghiệp từ Học viện Quân sự Hoàng gia Anh tại Sandhurst, những người khác theo học tại Học viện Quân sự Hoa Kỳ tại West Point, New York, Học viện Quân sự Hoàng gia, Duntroon tại Duntroon, Úc và Trường Quân sự đặc biệt St Cyr tại Pháp. Pháp và Hoa Kỳ đã đóng vai trò chiến lược quan trọng nhất với các thỏa thuận hợp tác quốc phòng và cung cấp vật chất quân sự.
Một số triển khai của quân đội UAE bao gồm một tiểu đoàn bộ binh cho lực lượng UNOSOM II của Liên Hợp Quốc ở Somalia năm 1993, Tiểu đoàn bộ binh 35 đến Kosovo, một trung đoàn đến Kuwait trong Chiến tranh Iraq, phá hủy các hoạt động ở Lebanon, Chiến dịch Tự do Bền vững ở Afghanistan, Can thiệp của Mỹ ở Libya, Can thiệp của Mỹ ở Syria và Can thiệp của Ả Rập Xê Út ở Yemen. Vai trò quân sự tích cực và hiệu quả mặc dù có ít nhân sự hoạt động đã khiến quân đội UAE được biệt danh là "Sparta nhỏ" của các tướng quân lực lượng vũ trang Hoa Kỳ và cựu bộ trưởng quốc phòng Mỹ James Mattis.
Trong tháng 3 năm 2011, Các Tiểu vương quốc Ả Rập Thống nhất chấp thuận tham gia thi hành vùng cấm bay tại Libya khi phái đi sáu chiếc AEAF F-16 và sáu chiếc máy bay tiêm kích Mirage 2000, triển khai bộ binh ở Afghanistan, 30 chiếc F-16 của UAEAF, triển khai lực lượng bộ binh ở Nam Yemen và giúp Mỹ tiến hành cuộc không kích đầu tiên vào các mục tiêu của Nhà nước Hồi giáo IS ở Syria.
UAE đã bắt đầu sản xuất một lượng lớn thiết bị quân sự hơn trong nỗ lực giảm sự phụ thuộc nước ngoài và giúp đỡ công nghiệp hóa quốc gia. Ví dụ về sự phát triển của quân đội quốc gia bao gồm công ty đóng tàu Abu Dhabi (ADSB), công ty sản xuất một loạt tàu và là nhà thầu chính trong Chương trình Baynunah, một chương trình thiết kế, phát triển và sản xuất tàu hộ tống được tùy chỉnh để hoạt động ở vùng nước nông của Ba Tư Vịnh. UAE cũng đang sản xuất vũ khí và đạn dược thông qua Caracal International, phương tiện vận tải quân sự thông qua Nimr LLC và máy bay không người lái cùng nhau thông qua Công ty Công nghiệp Quốc phòng Emirates. UAE vận hành biến thể độc nhất của General Dynamics F-16 Fighting Falcon F-16E Block 60, được gọi một cách không chính thức là "Falcon Sa mạc", do General Dynamics phát triển với sự cộng tác từ UAE và đặc biệt cho Không quân Các Tiểu vương quốc Ả Rập Thống nhất. Về xe tăng chiến đấu, Quân đội Các Tiểu vương quốc Ả Rập Thống nhất vận hành xe tăng Leclerc tùy chỉnh và là nhà điều hành duy nhất của xe tăng này ngoài Quân đội Pháp. Triển lãm và hội nghị quốc phòng lớn nhất ở Trung Đông, Triển lãm Quốc phòng Quốc tế, diễn ra hai năm một lần tại Abu Dhabi.
Pháp và Hoa Kỳ giữ vị thế quan trọng chiến lược nhất trong hợp tác quân sự của Các Tiểu vương quốc Ả Rập Thống nhất, với các thỏa thuận hợp tác phòng thủ và điều khoản vật tư quân sự. Liên bang từng thảo luận với Pháp về khả năng mua 60 máy bay chiến đấu Rafale vào tháng 1 năm 2013. Liên bang giúp Hoa Kỳ phát động chiến dịch không kích đầu tiên của họ chống các mục tiêu của Nhà nước Hồi giáo tại Syria.
Pháp mở căn cứ Abu Dhabi vào tháng 5 năm 2009. Trong Chiến tranh Vùng Vịnh, Hoa Kỳ cho đóng quân và thiết bị tại Các Tiểu vương quốc Ả Rập Thống nhất và các nơi khác trong Vịnh Ba Tư.
Năm 2015, Các Tiểu vương quốc Ả Rập Thống nhất tham gia can thiệp quân sự do Ả Rập Xê Út lãnh đạo tại Yemen nhằm chống lại phiến quân Houthis theo Hồi giáo Shia và lực lượng trung thành với cựu tổng thống Ali Abdullah Saleh.

### Phân chia hành chính

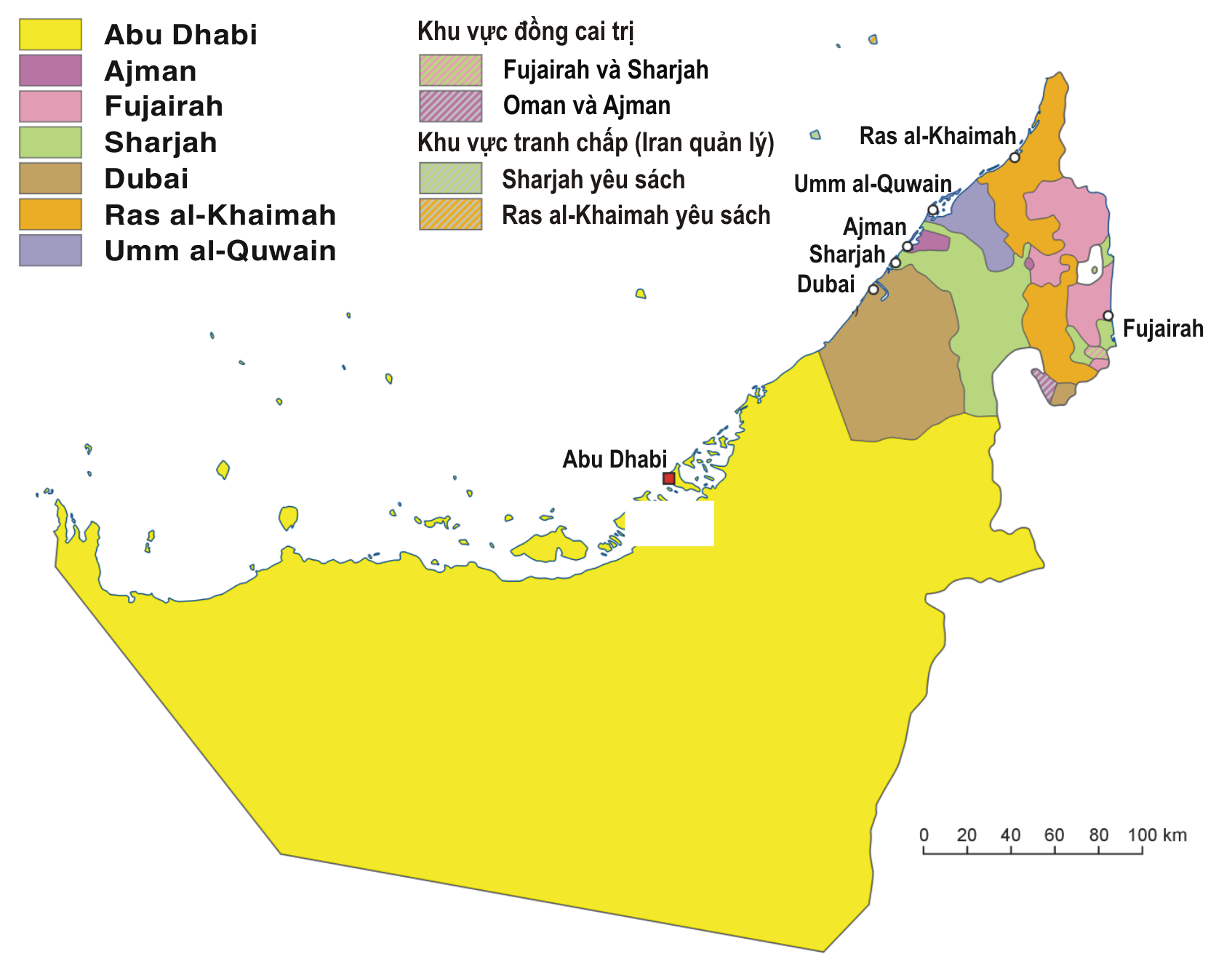
Bản đồ hành chính Các Tiểu vương quốc Ả Rập Thống nhất

Các Tiểu vương quốc Ả Rập Thống nhất được chia thành bảy tiểu vương quốc. Dubai là Tiểu vương quốc đông dân nhất với 35,6% dân số UAE. Tiểu vương quốc Abu Dhabi chiếm 31,2%, nghĩa là hơn hai phần ba dân số UAE sống ở Abu Dhabi và Dubai.
Abu Dhabi có diện tích 67.340 km², chiếm 86,7% tổng diện tích của đất nước, không bao gồm các đảo. Nó có đường bờ biển kéo dài hơn 400 km và được chia thành ba khu vực chính. Tiểu vương quốc Dubai kéo dài dọc theo bờ biển Vịnh Ba Tư của UAE khoảng 72 km. Dubai có diện tích 3.885 km², tương đương với 5% tổng diện tích của đất nước, không bao gồm các đảo. Tiểu vương quốc Sharjah kéo dài dọc theo khoảng 16 km bờ biển Vịnh Ba Tư và sâu 80 km vào nội địa. Các tiểu vương quốc phía bắc bao gồm Fujairah, Ajman, Ras al-Khaimah và Umm al-Qaiwain tất cả có tổng diện tích 3881 km².
| Cờ | Tiểu vương quốc                      | Thủ đô         | Dân số    | Dân số | Diện tích | Diện tích | Diện tích |
| Cờ | Tiểu vương quốc                      | Thủ đô         | 2018      | %      | (km²)     | %         |           |
| -- | ------------------------------------ | -------------- | --------- | ------ | --------- | --------- | --------- |
|    | Abu Dhabi                            | Abu Dhabi      | 2.784.490 | 29,0%  | 67.340    | 86,7%     |           |
|    | Ajman                                | Ajman          | 372.922   | 3,9%   | 259       | 0,3%      |           |
|    | Dubai                                | Dubai          | 4.177.059 | 42,8%  | 3.885     | 5,0%      |           |
|    | Fujairah                             | Fujairah       | 152.000   | 1,6%   | 1.165     | 1,5%      |           |
|    | Ras al-Khaimah                       | Ras al-Khaimah | 416.600   | 4,3%   | 2.486     | 3,2%      |           |
|    | Sharjah                              | Sharjah        | 2.374.132 | 24,7%  | 2.590     | 3,3%      |           |
|    | Umm al-Quwain                        | Umm al-Qaiwain | 72.000    | 0,8%   | 777       | 1%        |           |
|    | Các Tiểu vương quốc Ả Rập Thống nhất | Abu Dhabi      | 9.599.353 | 100%   | 77.700    | 100%      |           |

### Pháp luật

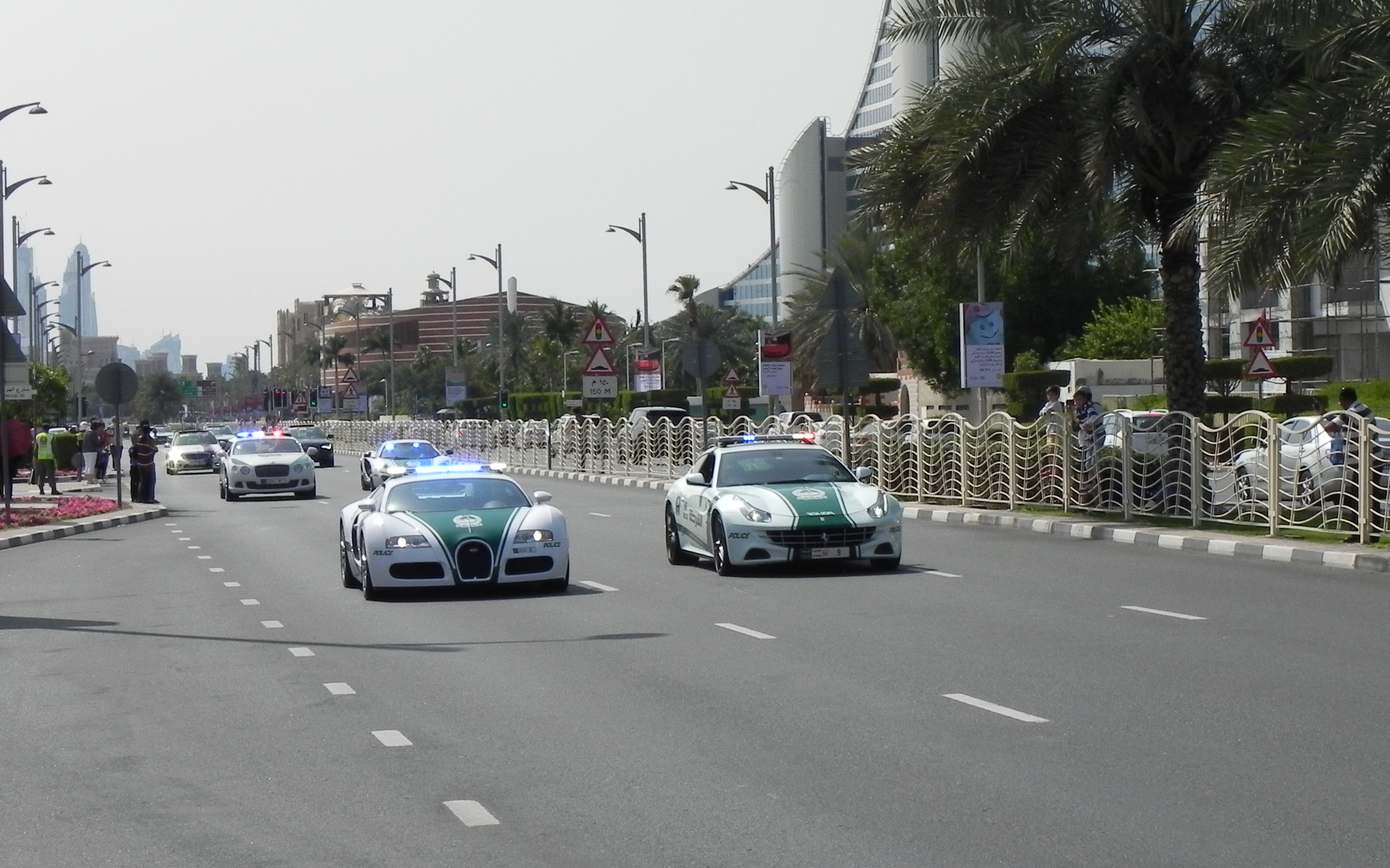
Siêu xe cảnh sát Dubai tại đường Jumeirah.

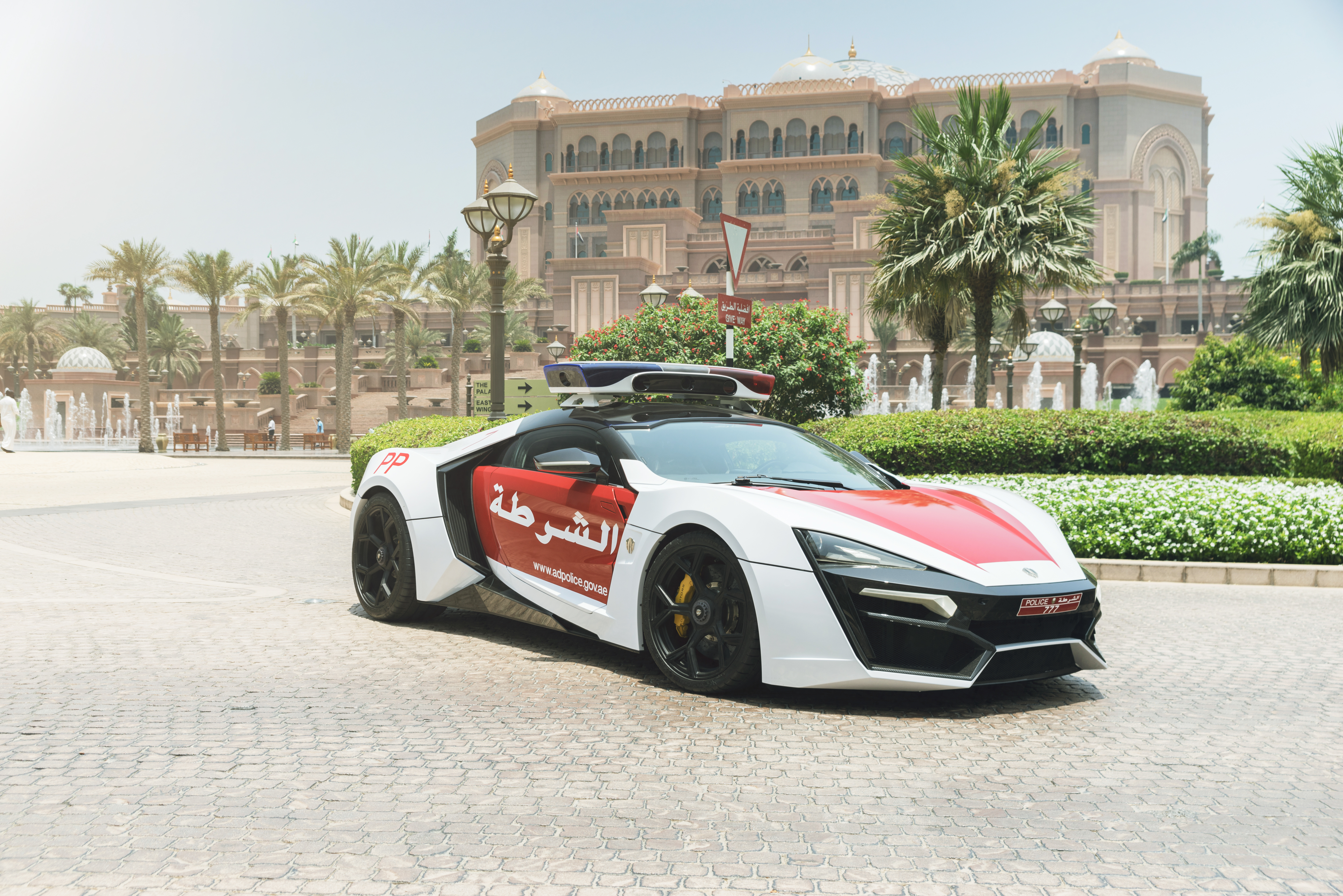
Xe tuần tra của cảnh sát Abu Dhabi làm nhiệm vụ tại Dinh Emirates.

Hệ thống tư pháp của Các Tiểu vương quốc Ả Rập Thống nhất bắt nguồn từ hệ thống dân luật và luật Sharia. Theo Tổ chức Theo dõi Nhân quyền, các tòa án hình sự và dân sự tại Các Tiểu vương quốc Ả Rập Thống nhất áp dụng các yếu tố trong luật Sharia, hệ thống hóa trong bộ luật hình sự và luật gia đình, theo cách thức kỳ thị chống nữ giới.
Đánh roi là hình phạt dành cho các tội hình sự như ngoại tình, tình dục trước hôn nhân và tiêu thụ đồ uống có cồn. Theo phán quyết của tòa án Sharia, việc đánh roi dao động từ 80 đến 200. Lạm dụng bằng lời nói liên quan đến danh dự của một người là bất hợp pháp và bị trừng phạt 80 roi. Từ năm 2007 đến 2014, nhiều người ở UAE đã bị kết án 100 roi. Gần đây hơn vào năm 2015, hai người đàn ông đã bị kết án 80 roi vì đánh và lăng mạ một người phụ nữ. Vào năm 2014, một người nước ngoài ở Abu Dhabi đã bị kết án 10 năm tù và 80 roi sau khi uống rượu và cưỡng hiếp một đứa trẻ mới biết đi. Tiêu thụ rượu cho người Hồi giáo là bất hợp pháp và bị trừng phạt 80 roi; nhiều người Hồi giáo đã bị kết án 80 roi vì uống rượu. Đôi khi 40 roi được đưa ra. Quan hệ tình dục bất hợp pháp đôi khi bị phạt bởi 60 roi. 80 roi là con số tiêu chuẩn cho bất kỳ ai bị kết án đánh roi trong một số tiểu vương quốc. Tòa án Sharia đã xử phạt những người lao động trong nước bị mắc kẹt. Vào tháng 10 năm 2013, một người giúp việc người Philippines đã bị kết án 100 roi vì mang thai bất hợp pháp. Lái xe say rượu là bất hợp pháp và bị trừng phạt 80 roi; nhiều người nước ngoài đã bị kết án 80 roi vì lái xe khi say rượu. Ở Abu Dhabi, mọi người đã bị kết án 80 roi vì hôn ở nơi công cộng. Theo luật của UAE, quan hệ tình dục trước hôn nhân bị trừng phạt 100 roi.
Ném đá là một hình thức trừng phạt pháp lý tại Các Tiểu Vương quốc Ả Rập Thống nhất. Vào tháng 5 năm 2014, một người giúp việc châu Á đã bị kết án tử hình bằng cách ném đá ở Abu Dhabi. Những người nước ngoài khác đã bị kết án tử hình bằng cách ném đá vì phạm tội ngoại tình. Từ năm 2009 đến năm 2013, một số người bị hành quyết bằng cách ném đá. Phá thai là hành động bất hợp pháp và bị trừng phạt 100 roi và lên đến năm năm tù giam. Trong những năm gần đây, một số người đã rút lại lời nhận tội của mình trong các vụ án tình dục bất hợp pháp sau khi bị kết án ném đá hoặc 100 roi. Hình phạt cho tội ngoại tình là đánh 100 roi đối với người chưa lập gia đình và ném đá đến chết đối với người đã kết hôn.
Các tòa án Sharia có thẩm quyền độc quyền đối với các vụ án pháp luật gia đình và cũng có thẩm quyền đối với một số vụ án hình sự khác gồm ngoại tình, tình dục trước hôn nhân, cướp tài sản, tiêu thụ đồ uống có cồn và các tội có liên quan. Luật nhân thân dựa theo Sharia quy định các vấn đề như kết hôn, ly hôn và nuôi con. Luật nhân thân Hồi giáo áp dụng cho người Hồi giáo và đôi khi là cả người phi Hồi giáo. Ngoại kiều phi Hồi giáo có thể phải chịu nghĩa vụ pháp lý đối với các phán quyết theo luật Sharia về kết hôn, ly hôn và nuôi con.
Bội giáo là tội bị tử hình tại Các Tiểu vương quốc Ả Rập Thống nhất. Báng bổ tôn giáo là bất hợp pháp; ngoại kiều liên quan đến lăng mạ Hồi giáo sẽ bị trục xuất. UAE kết hợp các tội ác hận thù Sharia (tức là các tội ác chống lại Thiên Chúa) vào Bộ luật Hình sự của mình - sự bội đạo là một trong số đó. Điều 1 và Điều 66 của Bộ luật Hình sự của UAE yêu cầu các tội phạm hudud phải bị trừng phạt bằng án tử hình do đó, việc bội giáo bị trừng phạt bằng cái chết ở UAE.
Trong một số trường hợp, tòa án của UAE đã bỏ tù những người phụ nữ đã báo cáo hiếp dâm. Ví dụ, một phụ nữ người Anh, sau khi cô báo cáo bị ba người đàn ông hãm hiếp, đã bị buộc tội về tội "uống rượu". Một phụ nữ Anh khác bị buộc tội "công khai quan hệ tình dục ngoài hôn nhân" sau khi cô báo cáo bị hãm hiếp, trong khi một phụ nữ Úc cũng bị kết án tù tương tự sau khi cô báo cáo hãm hiếp tập thể ở UAE. Trong một trường hợp khác gần đây, một phụ nữ Tiểu vương quốc 18 tuổi đã rút đơn khiếu nại hãm hiếp tập thể bởi sáu người đàn ông khi công tố đe dọa cô ta với một án tù dài. Người phụ nữ vẫn phải ngồi tù một năm. Vào tháng 7 năm 2013, một phụ nữ Na Uy, Marte Dalelv, đã báo cáo hãm hiếp với cảnh sát và nhận án tù vì "thực hiện trái phép tình dục và uống rượu".
Nữ giới Các Tiểu vương quốc Ả Rập Thống nhất cần được người giám hộ là nam giới cho phép để được kết hôn và tái hôn. Yêu cầu này bắt nguồn từ cách diễn giải của liên bang về Sharia, và trở thành luật liên bang kể từ năm 2005. Tại Các Tiểu vương quốc Ả Rập Thống nhất, việc kết hôn giữa một nữ giới Hồi giáo và nam giới ngoại đạo bị trừng phạt theo pháp luật, do được cho là một hình thức "gian dâm".
Hôn nhau ở nơi công cộng là bất hợp pháp và có thể dẫn đến trục xuất. Người nước ngoài ở Dubai đã bị trục xuất vì hôn ở nơi công cộng. Ở Abu Dhabi, mọi người đã bị kết án 80 roi vì hôn ở nơi công cộng. Một luật liên bang mới ở UAE nghiêm cấm chửi thề trên Whatsapp và phạt 250.000 AED tiền phạt và phạt tù; người nước ngoài bị phạt bằng cách bị trục xuất. Vào tháng 7 năm 2015, một người nước ngoài người Úc đã bị trục xuất vì chửi thề trên Facebook.
Đồng tính luyến ái là bất hợp pháp và là một tội bị tử hình theo luật tại Các Tiểu vương quốc Ả Rập Thống nhất. Tuy nhiên, thực tế không xảy ra việc hành quyết. Pháp luật Abu Dhabi quy định xử phạt 14 năm tù với người phạm tội kê gian, còn pháp luật Dubai xử phạt 10 năm tù đối với việc kê gian đồng thuận.
Cắt cụt chi là một biện pháp trừng phạt pháp lý tại Các Tiểu vương quốc Ả Rập Thống nhất, do các tòa án Sharia phán quyết. Đóng đinh là một hình phạt pháp lý ở UAE. Điều 1 của Bộ luật Hình sự Liên bang quy định rằng "các quy định của Luật Hồi giáo sẽ được áp dụng đối với các tội phạm bị trừng phạt bằng giáo lý, các hình phạt và tiền máu." Bộ luật Hình sự Liên bang bị hủy bỏ chỉ khi các điều khoản trong đó mâu thuẫn với bộ luật hình sự của các tiểu vương quốc, do đó cả hai đều có thể thi hành đồng thời.
Trong tháng Ramadan, sẽ là phạm pháp nếu ăn, uống hoặc hút thuốc công khai từ khi bình minh đến lúc hoàng hôn. Ngoại lệ là phụ nữ mang thai và trẻ em. Pháp luật áp dụng cho cả người Hồi giáo và người phi Hồi giáo, và không tuân thủ có thể bị bắt giữ. Nhảy múa nơi công cộng là phạm pháp tại Các Tiểu vương quốc Ả Rập Thống nhất.

### Nhân quyền
Đánh roi và ném đá là những hình phạt pháp lý ở UAE. Yêu cầu này bắt nguồn từ luật Sharia và là luật liên bang từ năm 2005. Một số công nhân trong nước tại UAE là nạn nhân của những hình phạt tư pháp của Sharia như phạt roi và ném đá. Báo cáo thường niên của Freedom House về Tự do cho thế giới đã liệt kê Các Tiểu vương quốc Ả Rập Thống nhất là "Không Tự do" mỗi năm kể từ năm 1999, năm đầu tiên có dữ liệu trên trang web của họ.
UAE đã rút khỏi Mùa xuân Ả Rập; tuy nhiên, hơn 100 nhà hoạt động của Tiểu vương quốc đã bị bỏ tù và bị tra tấn vì họ tìm cách cải cách. Kể từ năm 2011, chính phủ UAE đã ngày càng tiến hành các vụ mất tích có chủ đích. Nhiều công dân nước ngoài và công dân Tiểu vương quốc đã bị nhà nước bắt giữ và bắt cóc. Chính phủ UAE phủ nhận những người này đang bị giam giữ (để che giấu nơi ở của họ), đặt những người này ra ngoài sự bảo vệ của pháp luật. Theo Tổ chức Theo dõi Nhân quyền, các báo cáo về việc mất tích và tra tấn bắt buộc ở UAE là mối quan tâm lớn.
Tổ chức Nhân quyền Ả Rập đã lấy được lời khai từ nhiều bị cáo, vì báo cáo về "Sự biến mất và tra tấn cưỡng bức ở UAE", người báo cáo rằng họ đã bị bắt cóc, tra tấn và bị lạm dụng trong các trung tâm giam giữ. Báo cáo bao gồm 16 phương pháp tra tấn khác nhau bao gồm đánh đập nặng nề, đe dọa bị điện giật và từ chối tiếp cận chăm sóc y tế.
Năm 2013, 94 nhà hoạt động của Tiểu vương quốc đã bị giam giữ trong các trung tâm giam giữ bí mật và bị đưa ra xét xử vì cáo buộc cố gắng lật đổ chính phủ. Các tổ chức nhân quyền đã lên tiếng chống lại sự bí mật của phiên tòa. Một người Dubai, có cha là một trong số các bị cáo, đã bị bắt vì tweet về phiên tòa. Vào tháng 4 năm 2013, anh ta bị kết án 10 tháng tù. Vụ mất tích gần đây nhất liên quan đến ba chị em từ Abu Dhabi.
Các biện pháp đàn áp cũng được sử dụng để chống lại Dubai để biện minh cho tuyên bố của chính phủ UAE rằng có một "âm mưu quốc tế" trong đó công dân UAE và người nước ngoài đang hợp tác để gây bất ổn đất nước. Công dân nước ngoài cũng phải chịu một chiến dịch trục xuất.
Công dân nước ngoài bị buộc phải mất tích bao gồm hai người Libya và hai người Qatar. Tổ chức Ân xá báo cáo rằng những người đàn ông Qatar đã bị chính phủ UAE bắt cóc và chính phủ UAE đã giữ kín thông tin về số phận đàn ông từ gia đình của họ. Trong số những người nước ngoài bị giam giữ, bị cầm tù và bị trục xuất là Iyad El-Baghdadi, một blogger nổi tiếng và cá tính với Twitter. Anh đã bị chính quyền UAE bắt giữ, giam giữ, bỏ tù và sau đó bị trục xuất khỏi đất nước. Mặc dù cư trú trọn đời tại UAE, với tư cách là một công dân Palestine, El-Baghdadi không có quyền truy đòi tranh chấp trật tự này. Anh ta không thể trở lại lãnh thổ Palestine, do đó anh ta bị trục xuất về Malaysia.
Năm 2007, chính phủ UAE đã cố gắng che đậy thông tin về vụ hãm hiếp một thiếu niên người Pháp của ba người dân địa phương, một trong những người có tình trạng dương tính với HIV đã bị chính quyền Tiểu vương quốc giấu kín. Áp lực ngoại giao dẫn đến việc bắt giữ và kết án những kẻ hiếp dâm ở Tiểu vương quốc Dubai.
Vào tháng 4 năm 2009, một đoạn băng video tra tấn được công bố cho thế giới cho thấy Sheikh Issa bin Zayed Al Nahyan đang tra tấn một người đàn ông (Mohammed Shah Poor) bằng roi da bằng điện, ván gỗ có đinh nhô ra và chạy qua anh ta. Vào tháng 12 năm 2009, Issa xuất hiện tại tòa án và tuyên bố mình vô tội. Phiên tòa kết thúc vào ngày 10 tháng 1 năm 2010, khi Issa được xóa tội rằng đã tra tấn Mohammed Shah Poor. Tổ chức Theo dõi Nhân quyền chỉ trích phiên tòa và kêu gọi chính phủ thành lập một cơ quan độc lập để điều tra các cáo buộc lạm dụng của nhân viên an ninh UAE và những người có thẩm quyền khác. Bộ Ngoại giao Hoa Kỳ đã bày tỏ quan ngại về phán quyết này và cho biết tất cả các thành viên của xã hội Tiểu vương quốc "phải bình đẳng trước pháp luật" và kêu gọi xem xét cẩn thận quyết định để đảm bảo rằng các yêu cầu của công lý được đáp ứng đầy đủ trong trường hợp này.
Trong những năm gần đây, một số lượng lớn người nước ngoài theo đạo Hồi Shia đã bị trục xuất khỏi UAE. Các gia đình Shia của Lebanon nói riêng đã bị trục xuất vì sự cảm thông của họ đối với Hezbollah. Theo một số tổ chức, hơn 4.000 người nước ngoài Shia đã bị trục xuất khỏi UAE trong những năm gần đây.
Vấn đề lạm dụng tình dục ở lao động nữ trong nước là một vấn đề đáng quan tâm khác, đặc biệt là người giúp việc gia đình không được bảo vệ bởi luật lao động của UAE năm 1980 hoặc dự thảo luật lao động năm 2007. Các cuộc biểu tình của công nhân đã bị đàn áp và những người biểu tình bị cầm tù. Trong Báo cáo thường niên 2013, Ân xá Quốc tế đã thu hút sự chú ý đến hồ sơ nghèo nàn của Các Tiểu vương quốc Ả Rập Thống nhất về một số vấn đề nhân quyền. Họ nhấn mạnh cách tiếp cận hạn chế của chính phủ đối với quyền tự do ngôn luận và hội họp, việc họ sử dụng bắt bớ và tra tấn tùy tiện và sử dụng hình phạt tử hình của UAE.
Năm 2012, cảnh sát Dubai đã khiến ba công dân Anh bị đánh đập và bị điện giật sau khi bắt giữ họ về tội ma túy. Thủ tướng Anh, David Cameron, bày tỏ "quan ngại" về vụ việc và nêu ra vấn đề này với Tổng thống UAE, ông Sheikh Khalifa bin Zayed Al Nahyan, trong chuyến thăm cấp nhà nước năm 2013 tới Vương quốc Anh. Ba người đàn ông đã được ân xá và được thả vào tháng 7 năm 2013.
Trong một báo cáo được phát hành vào ngày 12 tháng 7 năm 2018, Ân xá Quốc tế kêu gọi 'điều tra tội ác chiến tranh' đối với các nhà tù do UAE điều hành ở Yemen.
Vào ngày 10 tháng 9 năm 2018, những người Yemen bị giam giữ trong một nhà tù do UAE điều hành đã trải qua một cuộc tuyệt thực để phản đối việc họ bị giam giữ. Bất chấp lệnh của các công tố viên để thả một số tù nhân bị giam giữ, những người bị giam giữ vẫn đang bị giam giữ.

### Lao động nhập cư

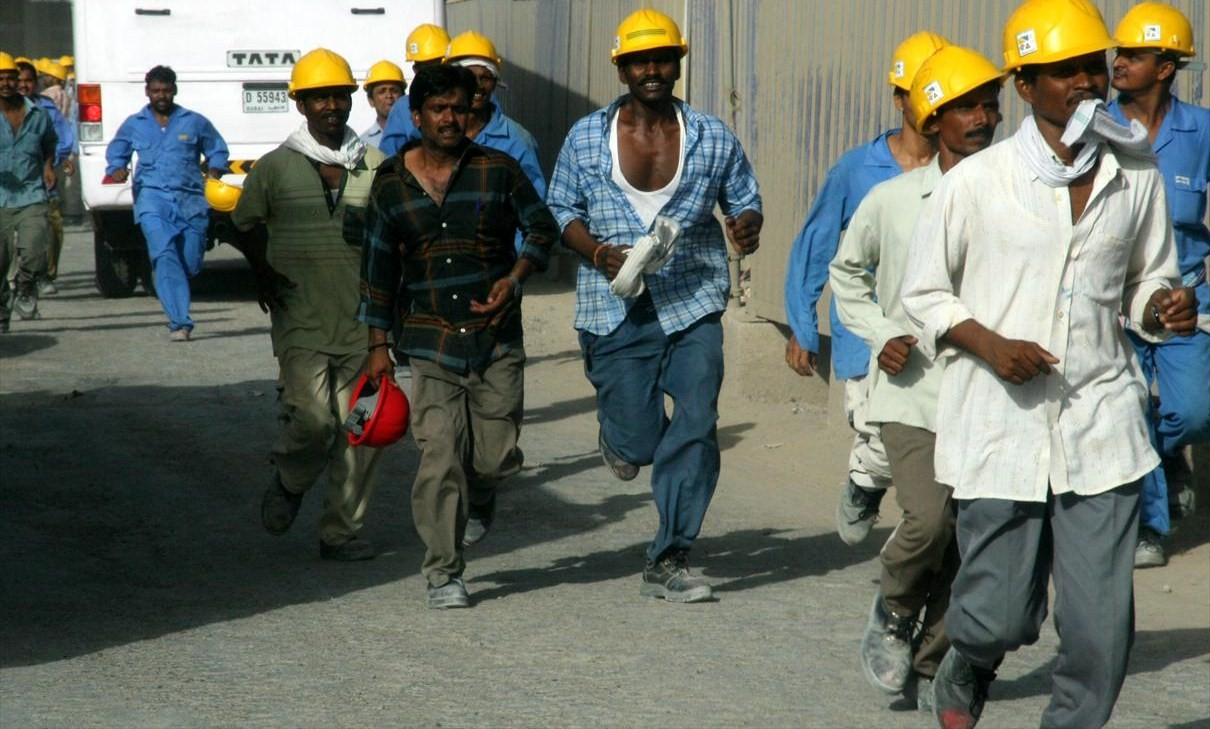
Công nhân xây dựng từ Nam Á tại Burj Khalifa (trước đây là Burj Dubai).

Lao động nhập cư được loại trừ khỏi quyền lao động tập thể của UAE, do đó người di cư dễ bị cưỡng bức lao động. Lao động nhập cư ở UAE không được phép tham gia công đoàn. Hơn nữa, công nhân nhập cư bị cấm không được đình công. 12 công nhân đã bị trục xuất vào năm 2014 vì đình công. Vì người lao động nhập cư không có quyền tham gia công đoàn hoặc đình công, họ không có phương tiện để tố cáo sự bóc lột mà họ phải chịu. Liên đoàn Công đoàn Quốc tế đã kêu gọi Liên Hợp Quốc điều tra bằng chứng cho thấy hàng nghìn công nhân nhập cư ở UAE được coi là lao động nô lệ.
Vào năm 2013, cảnh sát đã bắt giữ một công dân Hoa Kỳ và một số công dân UAE, liên quan đến video trên YouTube được cho là miêu tả Dubai và cư dân của họ theo chiều hướng châm biếm. Video được quay tại các khu vực của Satwa, Dubai và có các băng đảng học cách chiến đấu bằng vũ khí đơn giản, bao gồm cả giày, aghal, v.v. Năm 2015, công dân từ các quốc gia khác nhau đã bị tống vào tù vì phạm tội. Một phụ nữ Úc đã bị buộc tội 'viết những từ xấu trên phương tiện truyền thông xã hội', sau khi cô ấy đăng một bức ảnh về một chiếc xe đậu trái phép. Cô sau đó bị trục xuất khỏi UAE.

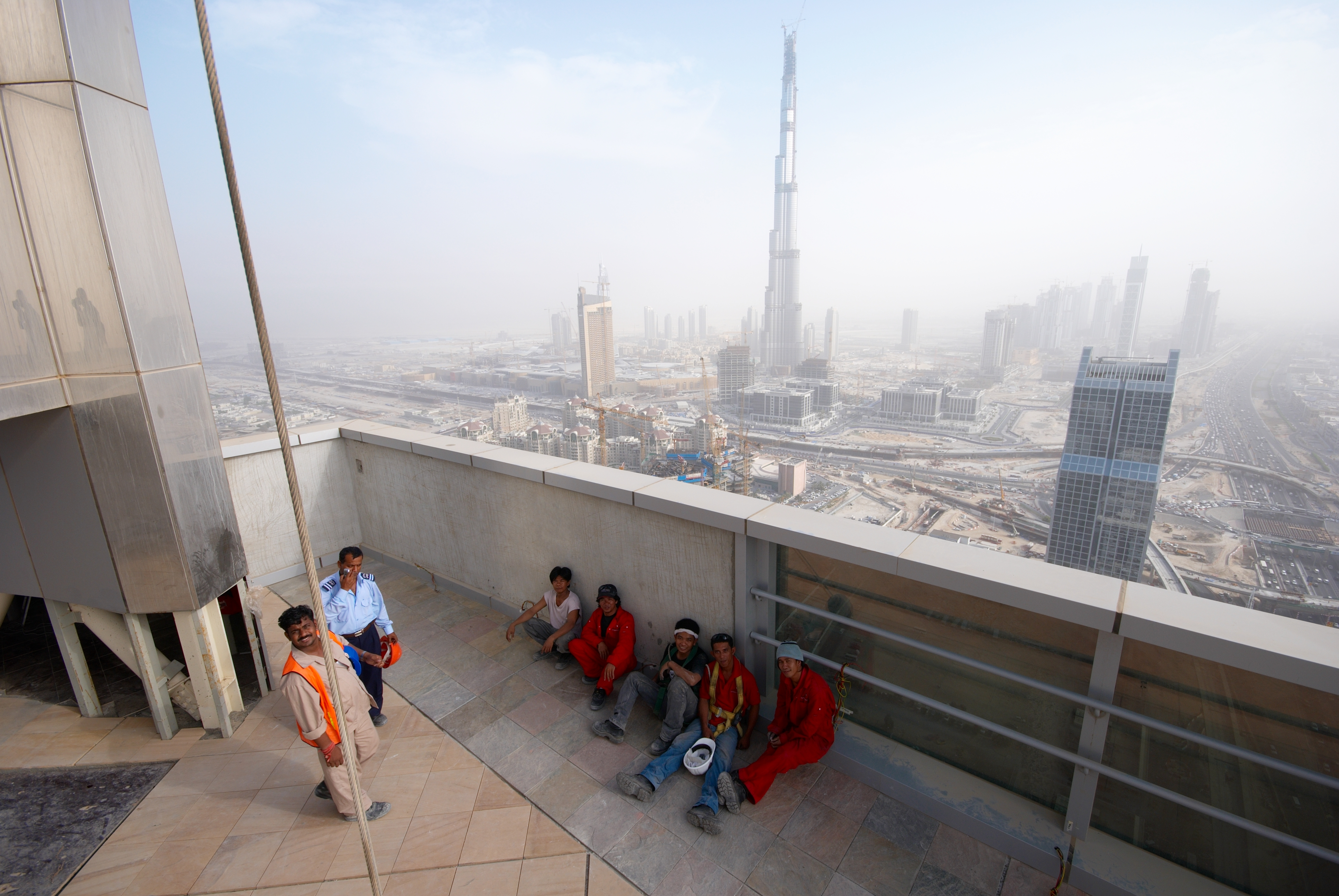
Công nhân xây dựng trên tầng cao nhất của Khách sạn Angsana & Suites.

Bộ máy An ninh Nhà nước tại UAE đã bị cáo buộc về một loạt tội ác tàn bạo và vi phạm nhân quyền bao gồm mất tích có chủ đích, bắt bớ và tra tấn tùy tiện, mới nhất là vụ mất tích của doanh nhân Thổ Nhĩ Kỳ Amer Al Shawa vào ngày 2 tháng 10 năm 2014.
Tự do lập hội cũng bị hạn chế nghiêm trọng. Tất cả các hiệp hội và tổ chức phi chính phủ phải đăng ký thông qua Bộ Xã hội và do đó nằm dưới sự kiểm soát của Nhà nước trên thực tế. Khoảng hai mươi nhóm phi chính trị hoạt động trên lãnh thổ mà không cần đăng ký. Tất cả các hiệp hội phải được đệ trình theo hướng dẫn kiểm duyệt và tất cả các ấn phẩm trước tiên phải được chính phủ phê duyệt.
Secret Dubai là một blog độc lập ở Dubai, từ năm 2002 đến năm 2010. Nó đã tạo ra một lượng người theo dõi đáng kể trong Thế giới blog Trung Đông cho đến khi Cơ quan quản lý viễn thông của Các Tiểu vương quốc Ả Rập Thống nhất (TRA) chặn trang web.

### Trang phục
Các Tiểu vương quốc Ả Rập Thống nhất có quy định trang phục đúng chuẩn mực. Quy định về trang phục là một phần của luật hình sự của Dubai. Hầu hết các trung tâm tại UAE đều có quy định về trang phục được hiển thị tại các lối vào. Tại các trung tâm thương mại của Dubai, phụ nữ được khuyến khích che vai và đầu gối. Nhưng mọi người có thể mặc đồ bơi tại các hồ bơi và bãi biển.
Mọi người cũng được yêu cầu mặc quần áo khiêm tốn khi vào Thánh đường Hồi giáo, chẳng hạn như Thánh đường Hồi giáo Sheikh Zayed ở Abu Dhabi. Thánh đường mở cửa cho khách du lịch cung cấp quần áo có chuẩn mực cho nam giới và phụ nữ nếu cần thiết.

## Kinh tế

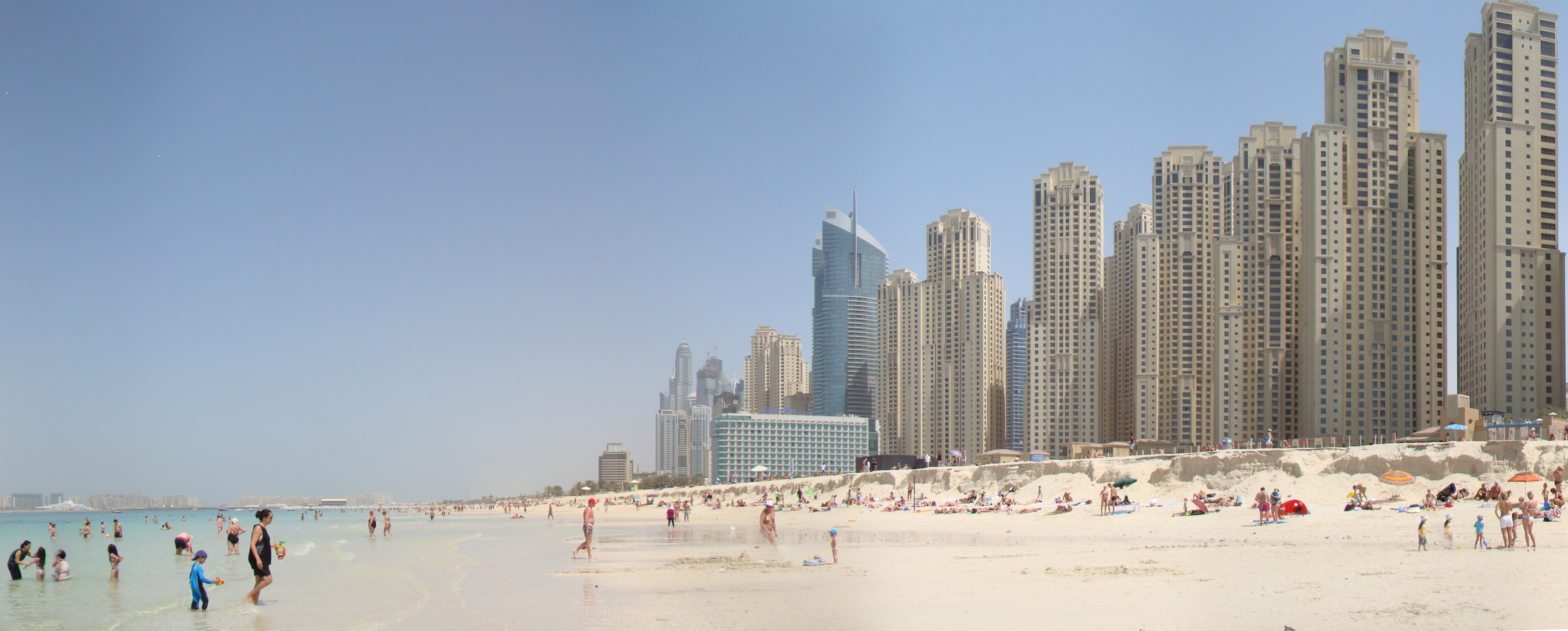
Bãi biển Dubai Marina.

Burj Khalifa là cấu trúc nhân tạo cao nhất trên thế giới.

Các Tiểu vương quốc Ả Rập Thống nhất có kinh tế lớn thứ nhì trong Hội đồng Hợp tác Vùng Vịnh (sau Ả Rập Xê Út), với tổng sản phẩm quốc nội (GDP) là 377 tỷ USD (1,38 nghìn tỷ AED) vào năm 2012. Kể từ khi độc lập vào năm 1971, kinh tế Các Tiểu vương quốc Ả Rập Thống nhất tăng trưởng gần 231 lần để đạt tới 1,45 nghìn tỷ AED vào năm 2013. Mậu dịch phi dầu mỏ tăng trưởng đạt 1,2 nghìn tỷ AED, tăng khoảng 28 lần từ năm 1981 đến năm 2012. Các Tiểu vương quốc Ả Rập Thống nhất xếp hạng 26 trên thế giới về nơi tốt nhất để kinh doanh theo tiêu chí môi trường kinh tế và điều tiết, trong báo cáo năm 2017 của Nhóm Ngân hàng Thế giới.

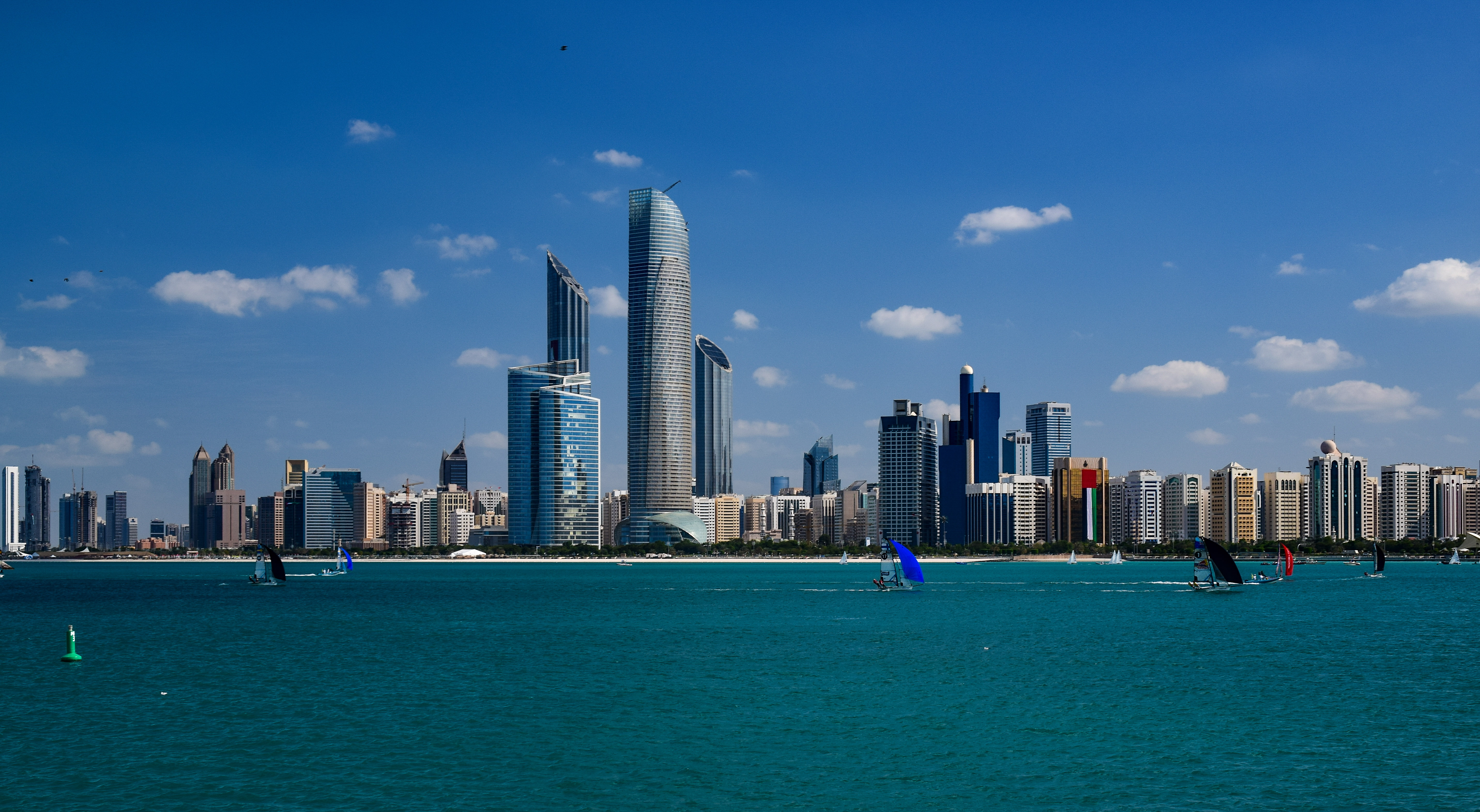
Đường chân trời Abu Dhabi.

Abu Dhabi là tiểu vương quốc rộng nhất (67.350 km²) với lượng dầu mỏ và khí đốt khổng lồ khoảng 80% dầu mỏ được khai thác ở UAE từ Abu Dhabi.Ngoại trừ Dubai, hầu hết liên bang dựa vào thu nhập từ dầu. Dầu mỏ và khí đốt thiên nhiên tiếp tục giữ vai trò trung tâm trong kinh tế, đặc biệt là tại Abu Dhabi. Trên 85% kinh tế Các Tiểu vương quốc Ả Rập Thống nhất dựa vào xuất khẩu dầu theo số liệu của năm 2009. Trong khi Abu Dhabi và các tiểu vương quốc khác vẫn tương đối bảo thủ trong cách tiếp cận để đa dạng hóa, thì tiểu vương quốc có trữ lượng dầu ít hơn nhiều là Dubai đã dũng cảm hơn trong chính sách đa dạng hóa. Năm 2011, xuất khẩu dầu chiếm 77% ngân sách nhà nước của UAE. Các nỗ lực thành công nhằm đa dạng hóa kinh tế giúp giảm tỷ lệ GDP dựa trên sản xuất dầu mỏ xuống còn 25%. Dubai từng trải qua khủng hoảng kinh tế nghiêm trọng trong giai đoạn 2007–2010 và được giải cứu nhờ tiền từ dầu của Abu Dhabi. Dubai đang có ngân sách cân bằng, phản ánh tăng trưởng về kinh tế. Du lịch là một lĩnh vực tăng trưởng trong kinh tế Các Tiểu vương quốc Ả Rập Thống nhất, Dubai là điểm đến du lịch hàng đầu tại Trung Đông. Theo Chỉ số Thành phố Điểm đến Toàn cầu hàng năm của MasterCard, Dubai là điểm đến du lịch phổ biến thứ năm trên thế giới. Dubai chiếm đến 66% kinh tế du lịch của Các Tiểu vương quốc Ả Rập Thống nhất, trong khi Abu Dhabi chiếm 16% và Sharjah chiếm 10%. Dubai tiếp đón 10 triệu du khách trong năm 2013. Các Tiểu vương quốc Ả Rập Thống nhất có cơ sở hạ tầng tiến bộ và phát triển nhất trong khu vực. Kể từ thập niên 1980, Các Tiểu vương quốc Ả Rập Thống nhất đã chi hàng tỷ đô la cho cơ sở hạ tầng. Các bước phát triển này là đặc biệt rõ rệt tại các tiểu vương quốc là Abu Dhabi và Dubai. Các tiểu vương quốc còn lại nhanh chóng tiếp bước, cung cấp các ưu đãi lớn cho các nhà phát triển bất động sản nhà ở và thương mại. Giá bất động sản ở Dubai đã giảm đáng kể khi Dubai World, công ty xây dựng của chính phủ, tìm cách trì hoãn việc thanh toán nợ.
Pháp luật Các Tiểu vương quốc Ả Rập Thống nhất không cho phép công đoàn tồn tại. Quyền lợi thương lượng tập thể và quyền đình công không được công nhận, và Bộ Lao động có quyền buộc công nhân quay lại làm việc. Các công nhân nhập cư tham gia một cuộc đình công có thể bị đình chỉ giấy phép lao động và bị trục xuất. Do đó, có rất ít pháp luật chống kỳ thị liên quan đến vấn đề lao động, trong khi công dân liên bang và người Ả Rập Vùng Vịnh khác được ưu tiên trong các công việc khu vực công. Thực tế, hơn tám mươi phần trăm người lao động là công dân liên bang công tác cho chính phủ, nhiều người còn lại tham gia các công ty quốc doanh như Emirates Airlines và Dubai Properties.

### Giao thông
Sân bay quốc tế Dubai là sân bay nhộn nhịp nhất thế giới về chuyên chở hành khách quốc tế vào năm 2014, vượt qua London Heathrow. Một tuyến đường sắt toàn quốc dài 1.200 km đang được xây dựng và sẽ liên kết toàn bộ các thành thị và cảng lớn. Dubai Metro là hệ thống đường sắt đô thị đầu tiên tại bán đảo Ả Rập. Các cảng lớn của Các Tiểu vương quốc Ả Rập Thống nhất là Cảng Khalifa, Cảng Zayed, Cảng Jebel Ali, Cảng Rashid, Cảng Khalid, Cảng Saeed và Cảng Khor Fakkan.
Abu Dhabi, Dubai, Sharjah, Ajman, Umm Al Quwain và Ras Al Khaimah được kết nối bằng đường cao tốc E11, đây là con đường dài nhất ở UAE. Tại Dubai, ngoài tàu điện ngầm, Xe điện Dubai và Palm Jumeirah Monorail cũng kết nối các khu khác của thành phố.

### Viễn thông
Các Tiểu vương quốc Ả Rập Thống nhất có hai công ty khai thác viễn thông là Etisalat và Emirates Integrated Telecommunications Company ("du"). Etisalat khai thác độc quyền cho đến khi công ty thứ nhì khai trương dịch vụ di động vào tháng 2 năm 2007. Số thuê bao internet được dự kiến tăng từ 0,904 triệu vào năm 2007 lên 2,66 triệu vào năm 2012. Cơ quan điều tiết là Cơ quan Quản lý Viễn thông có nhiệm vụ lọc nội dung tôn giáo, chính trị và tình dục.
Dịch vụ không dây 5G đã được lắp đặt trên toàn quốc vào năm 2019 thông qua sự hợp tác với Huawei.

## Nhân khẩu

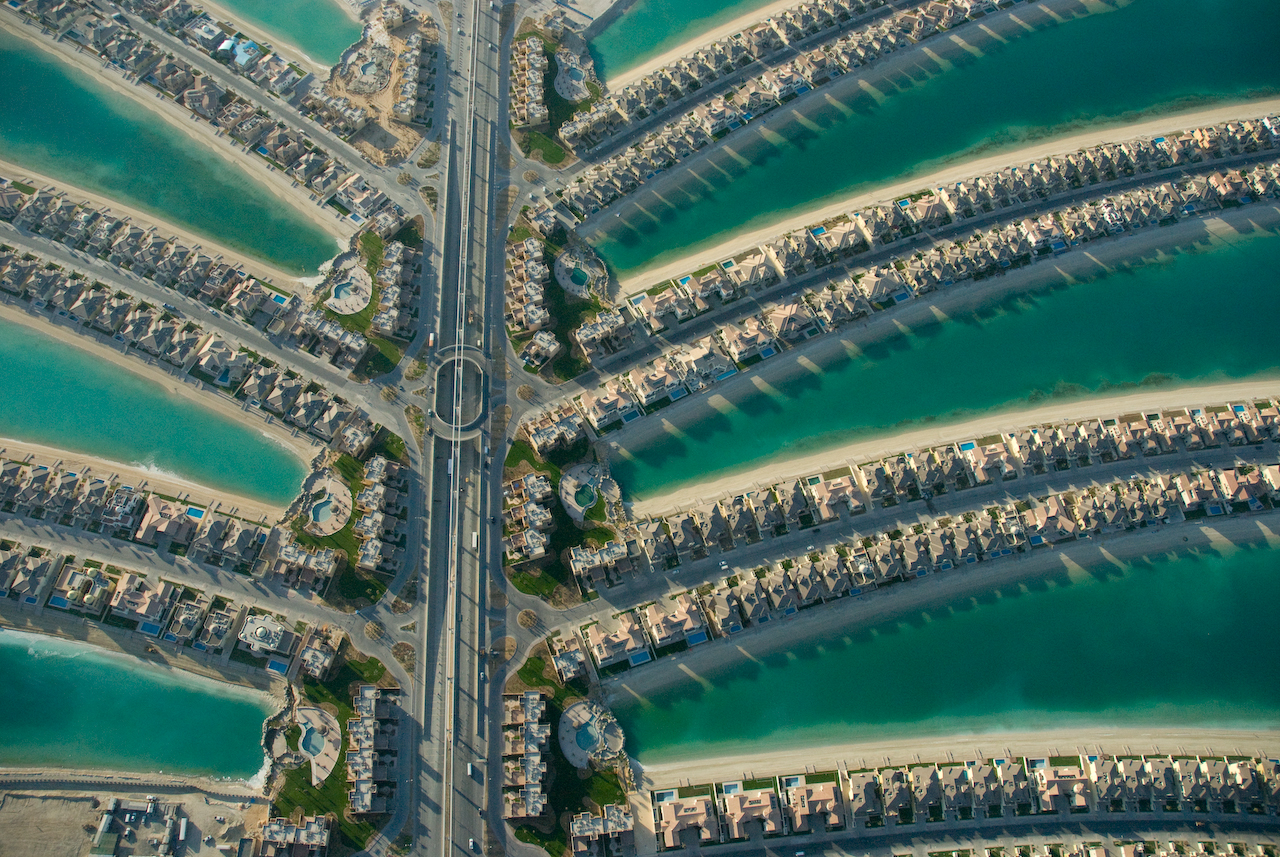
Biệt thự dân cư trong Palm Jumeirah trên các cành cọ ở Dubai.

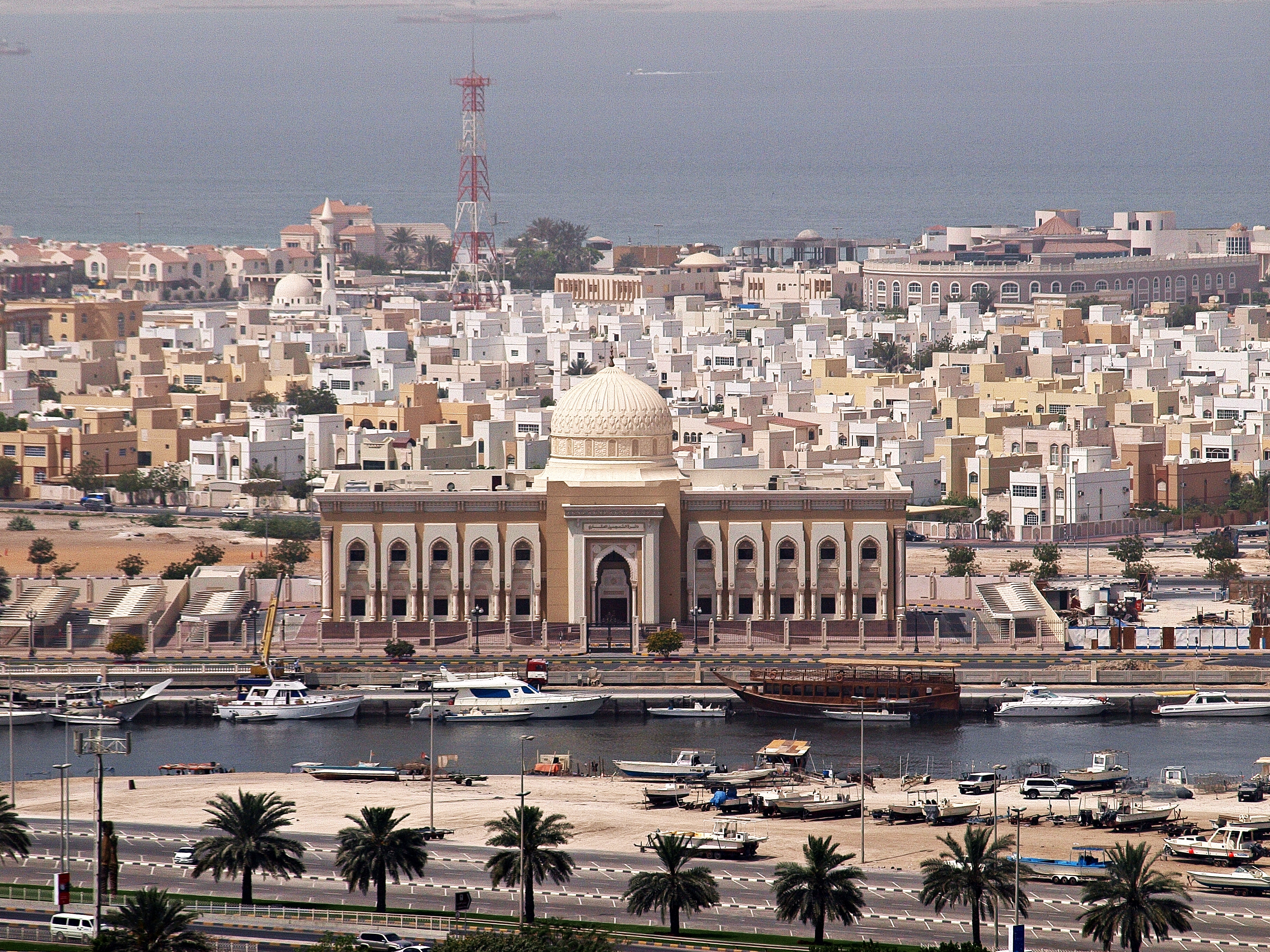
Khu dân cư cũ ở Sharjah, thể hiện kiến trúc địa phương.

Tháp tuổi năm 2017.

Theo ước tính của Ngân hàng Thế giới, dân số của UAE năm 2018 ở mức 9,543 triệu người. Người nước ngoài và người nhập cư chiếm 88,52% trong khi người Dubai chiếm 11,48% còn lại. Sự mất cân bằng này là do tỷ lệ di cư ròng đặc biệt cao của quốc gia là 21,71‰, cao nhất thế giới. Theo Điều 8 của Luật Liên bang số 17 của UAE, một ngoại kiều có thể xin quyền công dân Các Tiểu vương quốc Ả Rập Thống nhất sau khi cư trú tại đây trong 20 năm, với điều kiện là cá nhân đó chưa từng bị kết tội và có thể nói thông thạo tiếng Ả Rập. Tuy nhiên, hiện nay quyền công dân không được cấp một cách dễ dàng, và nhiều người sống tại đây trong tình trạng không quốc tịch. Chỉ có 1,4 triệu người là công dân chính thức.
Nhân khẩu của Các Tiểu vương quốc Ả Rập Thống nhất cực kỳ đa dạng. Năm quốc tịch đông dân nhất ở các tiểu vương quốc Dubai, Sharjah và Ajman là Ấn Độ (11%), Pakistan (10%), dân bản địa (40%), Bangladesh (7%) và Philippines (6%). Người nước ngoài từ Châu Âu, Úc, Bắc Mỹ và Châu Mỹ Latinh chiếm 500.000 dân. Hơn 100.000 người quốc tịch Anh sống ở quốc gia này. Phần còn lại của dân số là từ các quốc gia Ả Rập khác.
Khoảng 88% dân số Các Tiểu vương quốc Ả Rập Thống nhất cư trú tại đô thị. Tuổi thọ dự tính trung bình là 76,7 vào năm 2012, cao nhất thế giới Ả Rập. Tỷ lệ giới tính nam/nữ là 2,2 đối với tổng dân số và 2,75 đối với nhóm tuổi 15–65, Các Tiểu vương quốc Ả Rập Thống nhất là quốc gia mất cân bằng giới tính cao thứ nhì thế giới chỉ sau Qatar.

### Tôn giáo
Tôn giáo tại Các Tiểu vương quốc Ả Rập Thống nhất (Pew Research)
Hồi giáo là tôn giáo lớn nhất và là quốc giáo chính thức tại Các Tiểu vương quốc Ả Rập Thống nhất. Chính phủ đi theo chính sách khoan dung với các tôn giáo khác và hiếm khi can dự vào hoạt động của những người phi Hồi giáo. Tương tự như vậy, những người phi Hồi giáo được mong đợi tránh can dự vào các vấn đề tôn giáo Hồi giáo hay giáo dục Hồi giáo.
Chính phủ áp đặt các hạn chế về truyền bá các tôn giáo khác dưới bất kỳ phương thức truyền thông nào do nó được cho là một hình thức truyền giáo. Có khoảng 31 nhà thờ Cơ Đốc giáo trên khắp liên bang, một đền thờ Ấn Độ giáo trong khu vực Bur Dubai, một Sikh Gurudwara tại Jebel Ali và cũng có một chùa tại Al Garhoud.
Dựa theo số liệu của Bộ Kinh tế vào năm 2005, 76% dân số là tín đồ Hồi giáo, 9% là tín đồ Cơ Đốc giáo và 15% theo các tôn giáo khác (chủ yếu là Ấn Độ giáo). Số liệu thống kê không bao gồm nhiều du khách và công nhân "tạm thời" trong khi tính các tín đồ Baha'i và Druze là người Hồi giáo. Trong số công dân Các Tiểu Vương quốc Ả Rập Thống nhất, 85% theo phái Hồi giáo Sunni, còn 15% theo phái Hồi giáo Shi'a- hầu hết tập trung tại các tiểu vương quốc Sharjah và Dubai. Các di dân Oman hầu hết theo phái Hồi giáo Ibadi, trong khi ảnh hưởng của Sufi cũng hiện diện.

### Thành phố lớn nhất
| Dubai Abu Dhabi | 1  | Dubai          | Dubai          | 2.976.455 | Sharjah Al Ain |
| Dubai Abu Dhabi | 2  | Abu Dhabi      | Abu Dhabi      | 1.807.000 | Sharjah Al Ain |
| Dubai Abu Dhabi | 3  | Sharjah        | Sharjah        | 1.274.749 | Sharjah Al Ain |
| Dubai Abu Dhabi | 4  | Al Ain         | Abu Dhabi      | 766.936   | Sharjah Al Ain |
| Dubai Abu Dhabi | 5  | Ajman          | Ajman          | 226.172   | Sharjah Al Ain |
| Dubai Abu Dhabi | 6  | Ras Al Khaimah | Ras Al Khaimah | 115.949   | Sharjah Al Ain |
| Dubai Abu Dhabi | 7  | Fujairah       | Fujairah       | 97.226    | Sharjah Al Ain |
| Dubai Abu Dhabi | 8  | Umm Al Quwain  | Umm Al Quwain  | 61.700    | Sharjah Al Ain |
| Dubai Abu Dhabi | 9  | Khor Fakkan    | Sharjah        | 39.151    | Sharjah Al Ain |
| Dubai Abu Dhabi | 10 | Kalba          | Sharjah        | 37.545    | Sharjah Al Ain |

### Ngôn ngữ
Tiếng Ả Rập là ngôn ngữ quốc gia của Các Tiểu vương quốc Ả Rập Thống nhất. Phương ngữ Vùng Vịnh của tiếng Ả Rập là bản ngữ của công dân Các Tiểu vương quốc Ả Rập Thống nhất. Từ thời kỳ bị Anh chiếm đóng cho đến năm 1971, tiếng Anh là "ngôn ngữ chung" chủ yếu tại Các Tiểu vương quốc Ả Rập Thống nhất. Do đó, kiến thức về ngôn ngữ này là một yêu cầu khi xin hầu hết các công việc bản địa. Các ngôn ngữ thế giới khác hiện diện cùng với các ngoại kiều.

### Giáo dục

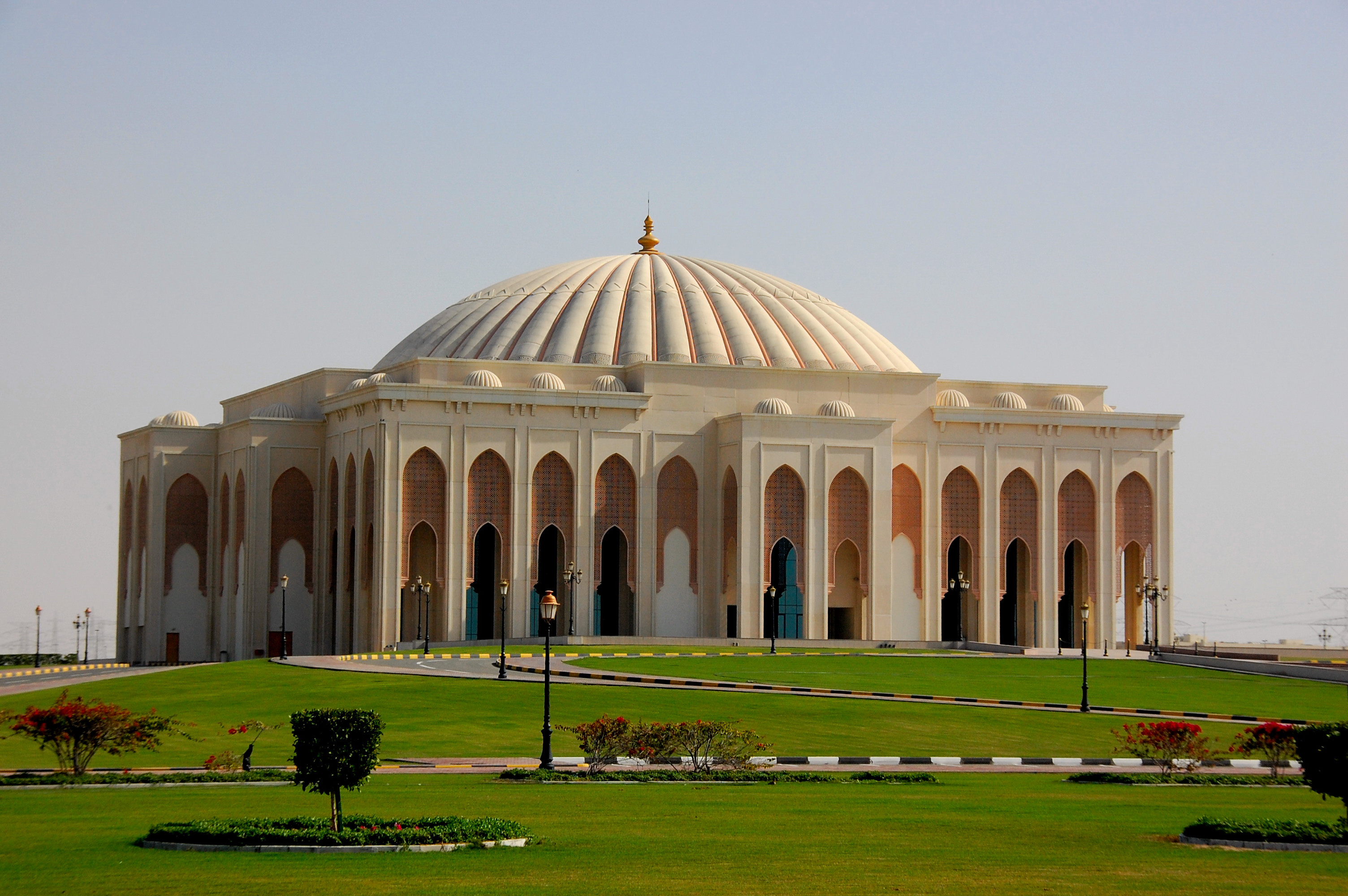
Hội trường thành phố đại học là hội trường lớn nhất nằm ở University City ở Sharjah. Lễ tốt nghiệp của Đại học Hoa Kỳ Sharjah, Đại học Sharjah và Cao đẳng Công nghệ được tổ chức tại đây.

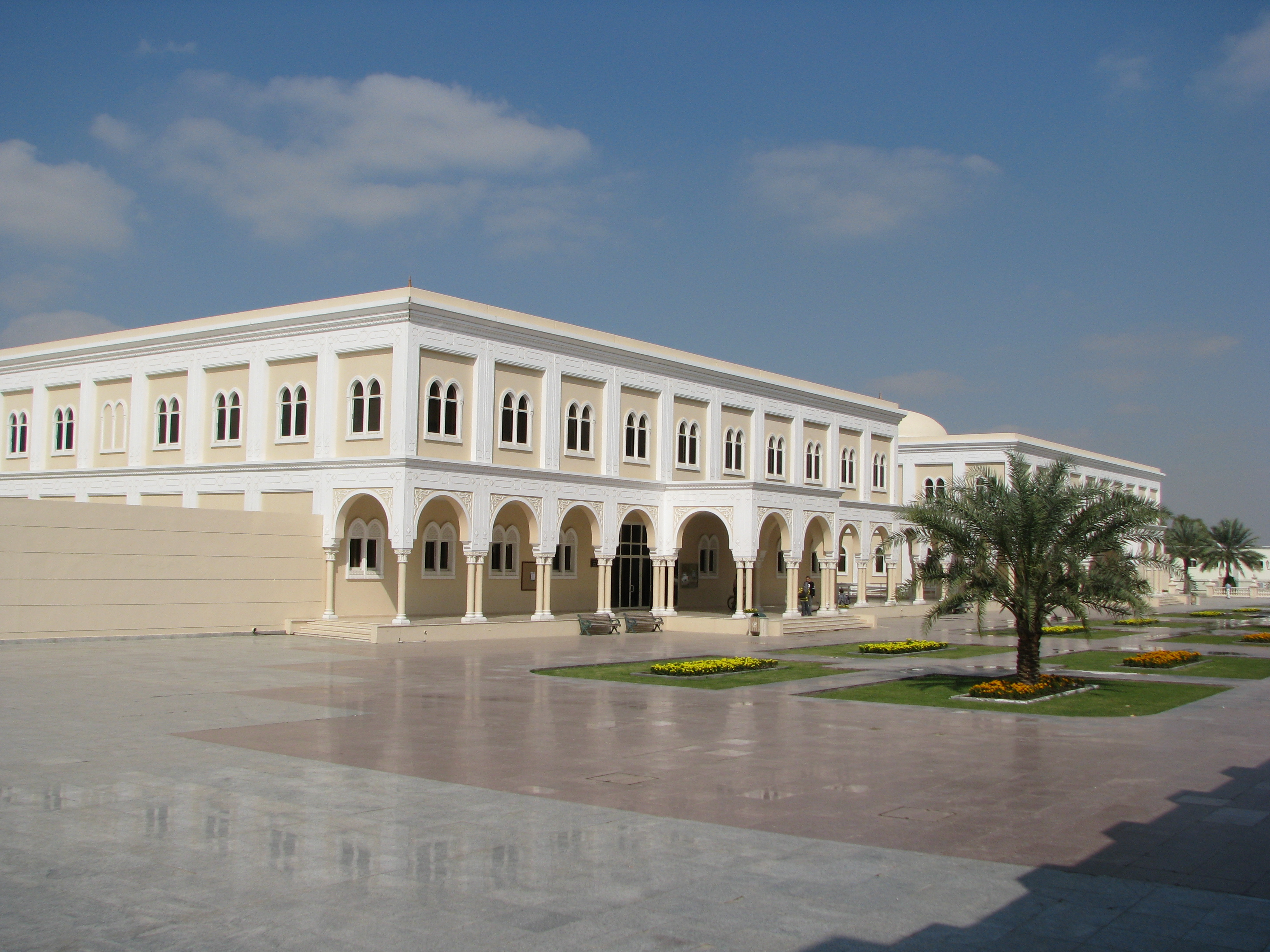
Đại học Mỹ tại Sharjah, thành lập vào năm 1997.

Hệ thống giáo dục từ cấp trung học trở xuống do Bộ Giáo dục liên bang giám sát, riêng tại tiểu vương quốc Abu Dhabi sẽ do Hội đồng Giáo dục Abu Dhabi quản lý. Hệ thống phổ thông gồm các trường tiểu học, trường trung học cơ sở và trường trung học phổ thông. Các trường công do chính phủ cấp kinh phí và chương trình đào tạo phù hợp với mục tiêu phát triển của Các Tiểu vương quốc Ả Rập Thống nhất. Ngôn ngữ giảng dạy trong các trường công là tiếng Ả Rập, song tiếng Anh được coi trọng như ngôn ngữ thứ hai. Ngoài ra, còn có một số trường học tư nhân được quốc tế công nhận. Các trường học công tại liên bang miễn học phí cho công dân, trong khi phí tại các trường học tư nhân sẽ khác nhau.
Hệ thống giáo dục bậc đại học do Bộ Giáo dục Đại học giám sát, bộ này chịu trách nhiệm tuyển sinh vào các thể chế đại học của mình. Tỷ lệ người trưởng thành biết chữ vào năm 2011 là 90%. Hàng nghìn công dân đang theo đuổi học tập chính quy tại 86 trung tâm giáo dục người thành niên trên khắp toàn quốc.
Các Tiểu vương quốc Ả Rập Thống nhất thể hiện quan tâm mãnh liệt đến cải tiến giáo dục và nghiên cứu. Các hành động táo bạo bao gồm việc thành lập các Trung tâm Nghiên cứu CERT, Viện Khoa học và Công nghệ Masdar và Viện Phát triển Doanh nghiệp. Theo QS Rankings, các đại học xếp hạng đầu tại liên bang là Đại học Các Tiểu vương quốc Ả Rập Thống nhất (xếp hạng 421–430 toàn cầu), Đại học Khalifa (xếp hạng 441–450 toàn cầu), Đại học Mỹ Sharjah (xếp hạng 431–440) và Đại học Sharjah (xếp hạng 551–600).

### Y tế

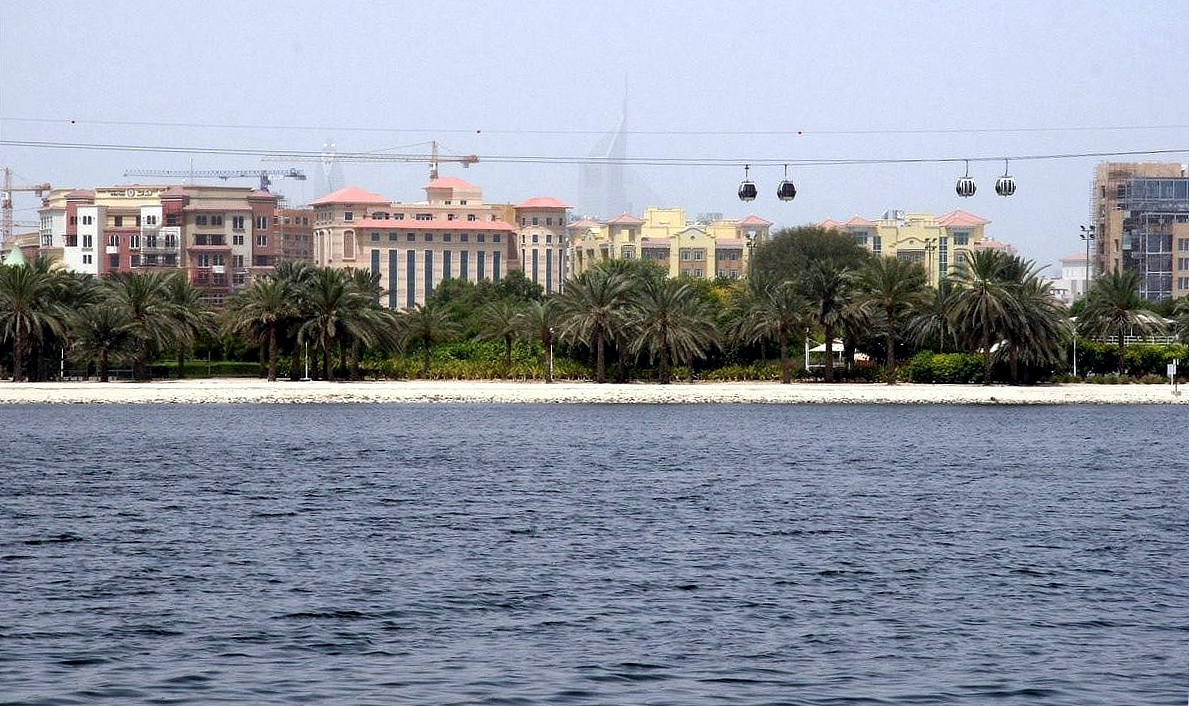
Dubai Healthcare City, chuyên phục vụ y tế

Tuổi thọ dự tính khi sinh tại Các Tiểu vương quốc Ả Rập Thống nhất là 76,96. Bệnh tim mạch là nguyên nhân gây tử vong chủ yếu tại đây, chiếm 28% tổng số tử vong; các nguyên nhân chính khác là tai nạn và chấn thương, ung thư, và dị tật bẩm sinh. Theo dữ liệu của Tổ chức Y tế Thế giới từ năm 2014, 37,2% người thành niên tại Các Tiểu vương quốc Ả Rập Thống nhất bị béo phì lâm sàng, với chỉ số khối cơ thể (BMI) từ 30 trở lên.
Tháng 2 năm 2008, Bộ Y tế công bố một chiến lược y tế 5 năm về linh vực y tế công cộng tại các tiểu vương quốc phía bắc, là những nơi nằm trong phạm vi quyền hạn của bộ này và không có các cơ quan y tế riêng như Abu Dhabi và Dubai. Chiến lược tập trung vào thống nhất chính sách y tế và cải thiện tiếp cận dịch vụ y tế với chi phí hợp lý, đồng thời giảm phụ thuộc vào việc điều trị tại ngoại quốc. Các kế hoạch cấp bộ nhằm tăng thêm số lượng bệnh viện, trung tâm y tế cơ sở.
Việc quy định bảo hiểm y tế bắt buộc tại Abu Dhabi đối với ngoại kiều và người phụ thuộc họ là một động lực chính trong cải cách chính sách y tế. Công dân Abu Dhabi được đưa vào kế hoạch này từ ngày 1 tháng 6 năm 2008 và Dubai tiếp bước cho các nhân viên chính phủ. Cuối cùng, theo pháp luật liên bang, mọi công dân và ngoại kiều tại Các Tiểu vương quốc Ả Rập Thống nhất sẽ được bảo đảm có bảo hiểm y tế bắt buộc theo một kế hoạch cưỡng chế thống nhất. Liên bang được hưởng lợi từ du khách y tế đến từ các quốc gia Ả Rập Vùng Vịnh khác. Họ thu hút du khách y tế muốn phẫu thuật chỉnh hình, thủ tục tiên tiến, phẫu thuật tim và cột sống, và điều trị nha khoa, do dịch vụ y tế có tiêu chuẩn cao hơn các quốc gia Ả Rập Vùng Vịnh khác.

## Văn hóa

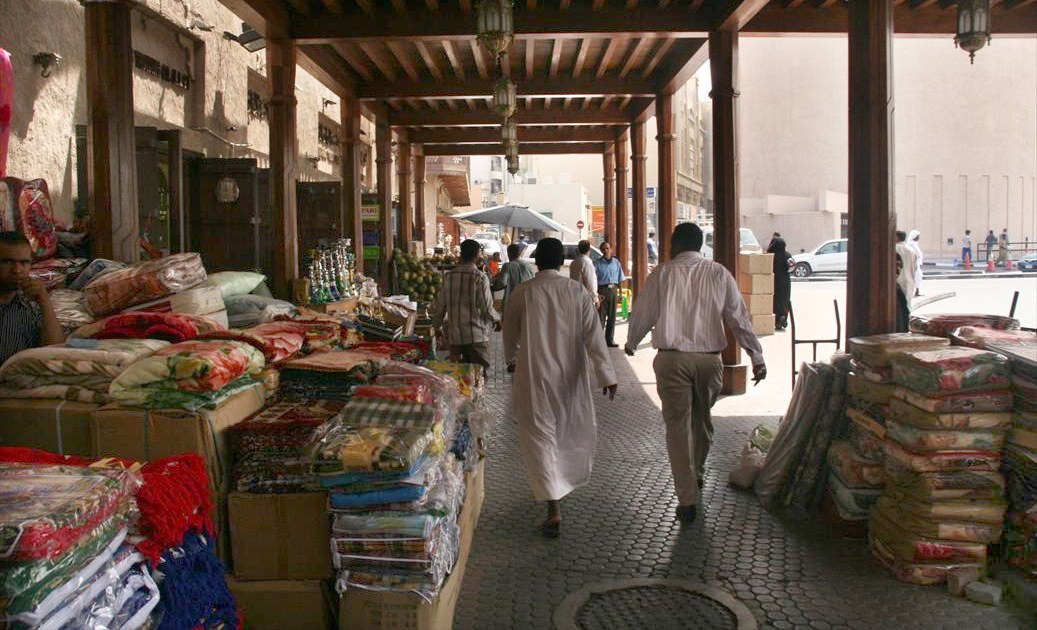
Một souk (chợ) truyền thống tại Deira, Dubai

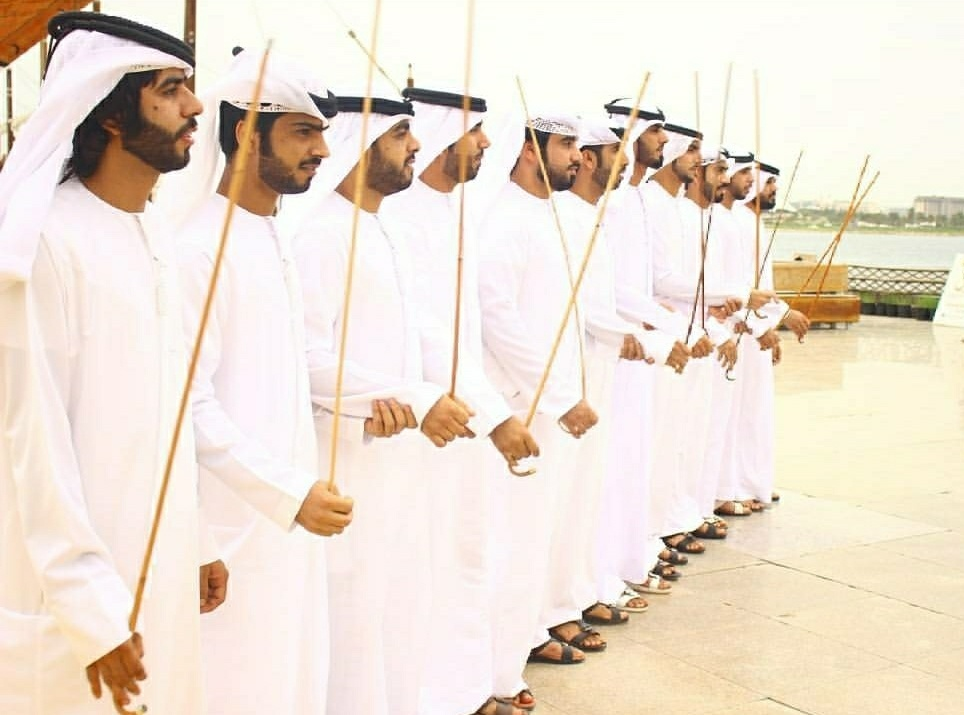
Một ban nhạc biểu diễn razfah trong một đám cưới của người Dubai. Razfah là một điệu nhảy văn hóa bắt nguồn từ các trận đấu kiếm của bộ lạc Ả Rập.

Văn hóa Các Tiểu vương quốc Ả Rập Thống nhất dựa trên văn hóa Ả Rập, và chịu ảnh hưởng từ văn hóa Ba Tư, Ấn Độ và Đông Phi. Ảnh hưởng của Ba Tư trong văn hóa liên bang có thể thấy rõ trong kiến trúc truyền thống và nghệ thuật dân gian. Chẳng hạn, tháp thông gió đặc trưng trên đỉnh các tòa nhà truyền thống được gọi là barjeel trở thành một điểm nhận dạng của kiến trúc Các Tiểu vương quốc Ả Rập Thống nhất và được cho là ảnh hưởng từ Ba Tư. Ảnh hưởng này bắt nguồn từ các thương nhân chạy trốn chế độ thuế tại Ba Tư vào đầu thế kỷ XIX và cũng từ các chủ nhân địa phương của các cảng bên bờ vịnh Ba Tư, như cảng Al Qassimi.
Các Tiểu vương quốc Ả Rập Thống nhất có một xã hội đa dạng. Các ngày lễ lớn tại Dubai gồm có Eid al Fitr đánh dấu kết thúc Ramadan, và ngày Quốc khánh (2 tháng 12) đánh dấu thành lập liên bang. Nam giới Các Tiểu vương quốc Ả Rập Thống nhất ưa chuộng mặc một kandura, là một áo dài trắng đến mắt cá nhân dệt từ len hoặc bông, còn nữ giới mặc một abaya, một áo ngoài đen che kín hầu hết cơ thể.
Thơ phú cổ của Các Tiểu vương quốc Ả Rập Thống nhất chịu ảnh hưởng mạnh từ học giả Ả Rập thế kỷ VIII là Al Khalil bin Ahmed. Thi nhân đầu tiên được biết đến trong khu vực là Ibn Majid, sinh khoảng 1432-1437 tại Ras Al-Khaimah. Các nhà văn Các Tiểu vương quốc Ả Rập Thống nhất nổi tiếng nhất là Mubarak Al Oqaili (1880–1954), Salem bin Ali al Owais (1887–1959) và Ahmed bin Sulayem (1905–1976). Ba nhà thơ khác từ Sharjah, gọi là nhóm Hirah, được nhận xét là chịu ảnh hưởng nặng từ thơ ca Apollo và lãng mạn. Hội chợ sách quốc tế Sharjah là hội chợ lâu đời nhất và lớn nhất trong cả nước.
Các Tiểu vương quốc Ả Rập Thống nhất có một số bảo tàng nổi tiếng khu vực, danh tiếng nhất trong đó là khu vực di sản của thành phố Sharjah gồm 17 bảo tàng, nơi này là thủ đô văn hóa của Thế giới Ả Rập vào năm 1998. Tại Dubai, khu vực Al Quoz thu hút một số nhà trưng bày nghệ thuật cũng như bảo tàng, chẳng hạn như Bảo tàng Tư nhân Salsali. Abu Dhabi đã lập nên một khu văn hóa trên đảo Saadiyat. Sáu dự án lớn được lên kế hoạch, trong đó có Guggenheim Abu Dhabi và Louvre Abu Dhabi. Dubai cũng có kế hoạch xây dựng một bảo tàng Kunsthal và một khu nhà trưng bày và nghệ sĩ.
Văn hóa Các Tiểu vương quốc Ả Rập Thống nhất là bộ phận của văn hóa Đông Ả Rập. Liwa là một loại hình âm nhạc và vũ đạo trình diễn địa phương, chủ yếu tại các cộng đồng là hậu duệ của người Bantu từ hồ Lớn châu Phi. Lễ hội Rock Hoang mạc Dubai cũng là một lễ hội lớn với các nghệ sĩ heavy metal và rock. Điện ảnh Các Tiểu vương quốc Ả Rập Thống nhất rất nhỏ bé song đang phát triển.

### Ẩm thực

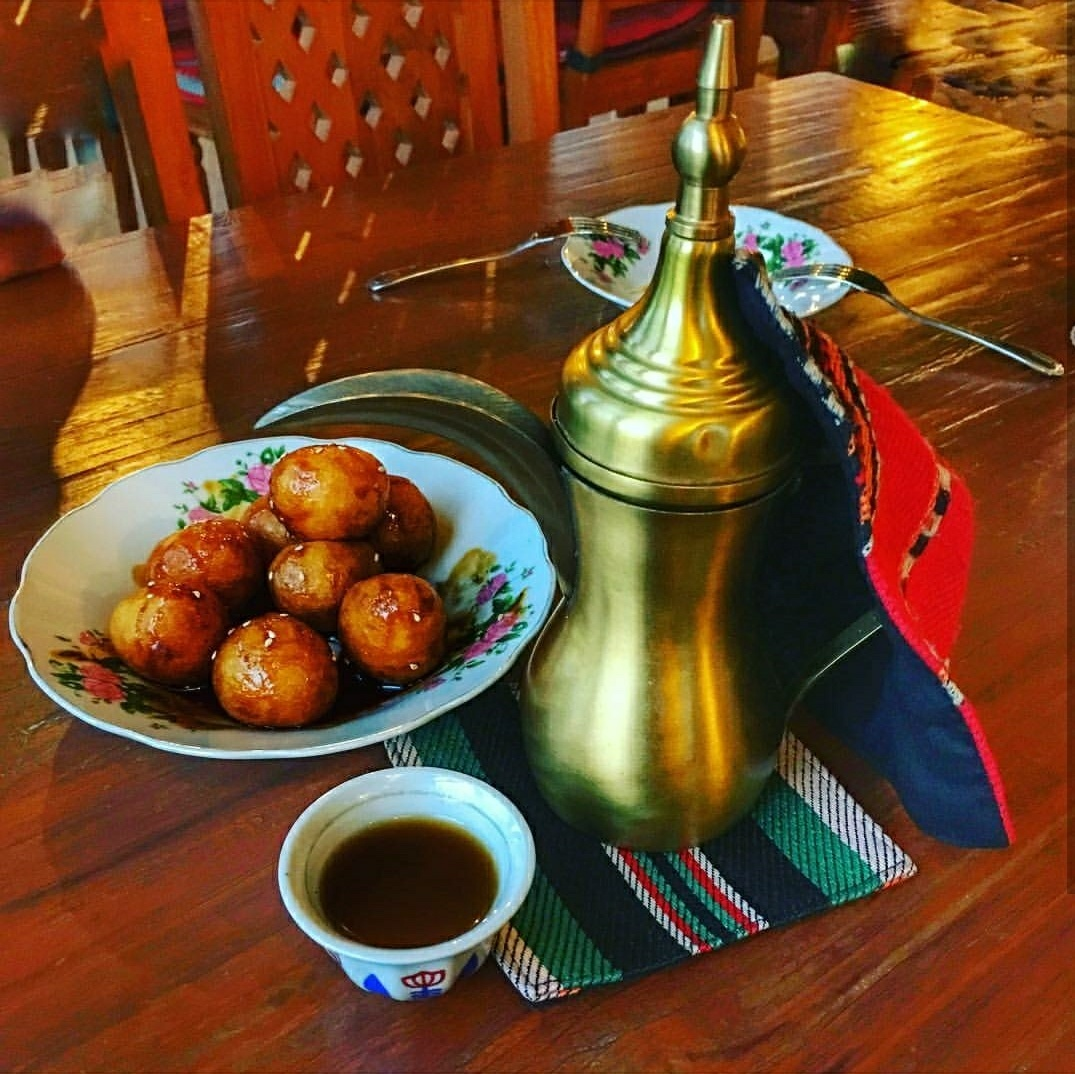
Cà phê Ả Rập với Lugaimat; một món ăn truyền thống của người Dubai.

Đồ ăn truyền thống của khu vực luôn là gạo, cá và thịt. Thực phẩm của cư dân Các Tiểu vương quốc Ả Rập Thống nhất hầu hết được nhập khẩu từ các quốc gia Tây Á khác và Nam Á gồm Iran, Ả Rập Xê Út, Pakistan, Ấn Độ và Oman. Hải sản là trụ cột trong bữa ăn trong nhiều thế kỷ. Thịt và gạo là các thực phẩm chủ yếu khác; thịt cừu là loại thịt được ưa chuộng hơn, sau đó đến dê và bò. Đồ uống phổ biến là cà phê và trà, có thể cho thêm vào đó bột bạch đậu khấu, nhụy hoa nghệ tây (saffron), bạc hà để tạo mùi vị khác biệt.
Các món ăn văn hóa phổ biến của người Dubai bao gồm threed, machboos, khubisa, khameer và bánh mì chabab trong khi Lugaimat là một món tráng miệng nổi tiếng của Dubai
Đồ ăn nhanh trở nên rất phổ biến trong giới thanh niên, đến mức có các chiến dịch nhằm nêu bật mối nguy từ việc tiêu thụ chúng quá mức. Đồ uống có cồn chỉ được cho phép phục vụ tại các nhà hàng và quán rượu khách sạn. Toàn bộ các câu lạc bộ đêm cũng được phép bán đồ uống có cồn. Một số siêu thị được cấp phép có thể bán đồ uống có cồn, song các sản phẩm này được bán trong khu vực riêng. Tương tự như vậy, thịt lợn, là haram (không được phép cho người Hồi giáo), được bán ở các phần riêng biệt trong tất cả các siêu thị lớn. Mặc dù có thể tiêu thụ đồ uống có cồn, song sẽ là bất hợp pháp nếu say ở nơi công cộng hoặc lái xe với bất kỳ dấu vết nào của rượu trong máu.

### Thể thao

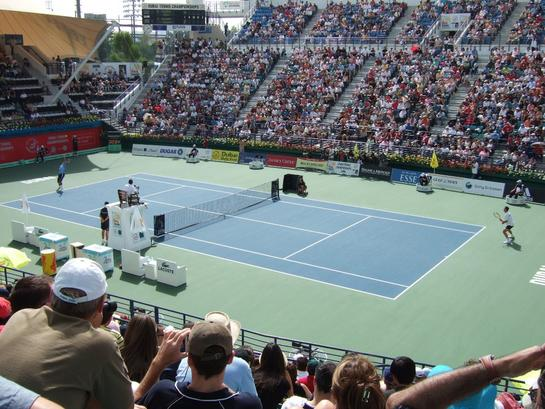
Giải Vô địch Quần vợt Dubai năm 2006

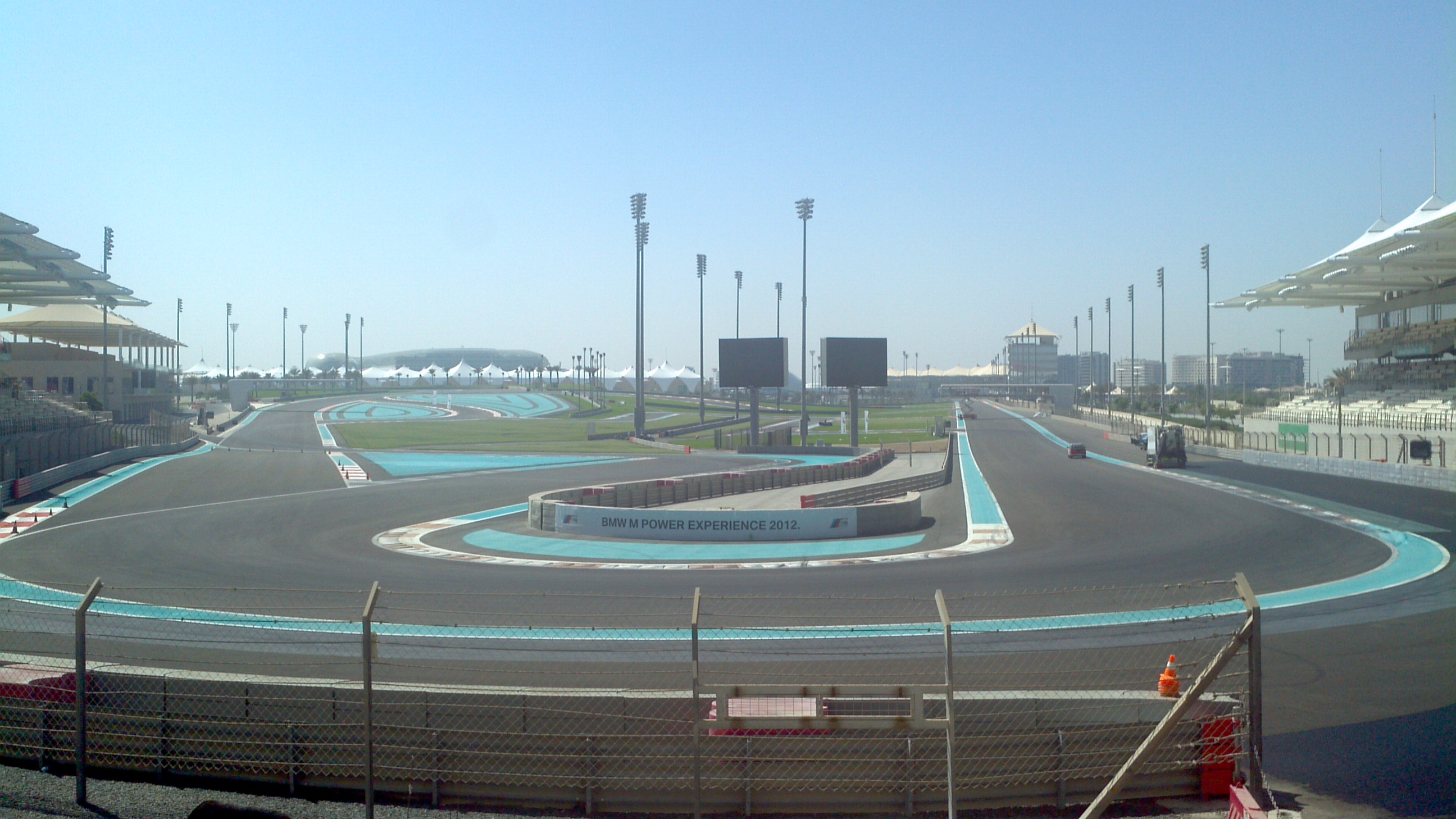
Trường đua Yas Marina tại Abu Dhabi

Đua xe công thức 1 đặc biệt phổ biến tại Các Tiểu vương quốc Ả Rập Thống nhất, và được tổ chức hàng năm tại Trường đua Yas Marina. Cuộc đua được tổ chức vào chiều tối, và là cuộc đua Grand Prix đầu tiên bắt đầu vào ban ngày và kết thúc vào đêm. Các môn thể thao phổ biến khác gồm có đua lạc đà, huấn luyện chim săn, cưỡi ngựa sức bền và quần vợt. Tiểu vương quốc Dubai có hai sân golf lớn là: The Dubai Golf Club và Emirates Golf Club.
Trong quá khứ, jockeys lạc đà con đã được sử dụng, dẫn đến sự chỉ trích rộng rãi. Cuối cùng, UAE đã thông qua luật cấm sử dụng con non cho môn thể thao này, dẫn đến việc loại bỏ gần như tất cả các trò jockeys. Gần đây, jockeys robot đã được giới thiệu để khắc phục vấn đề jockeys lạc đà con. Ansar Burney thường được khen ngợi vì công việc anh đã làm trong lĩnh vực này.

#### Bóng đá

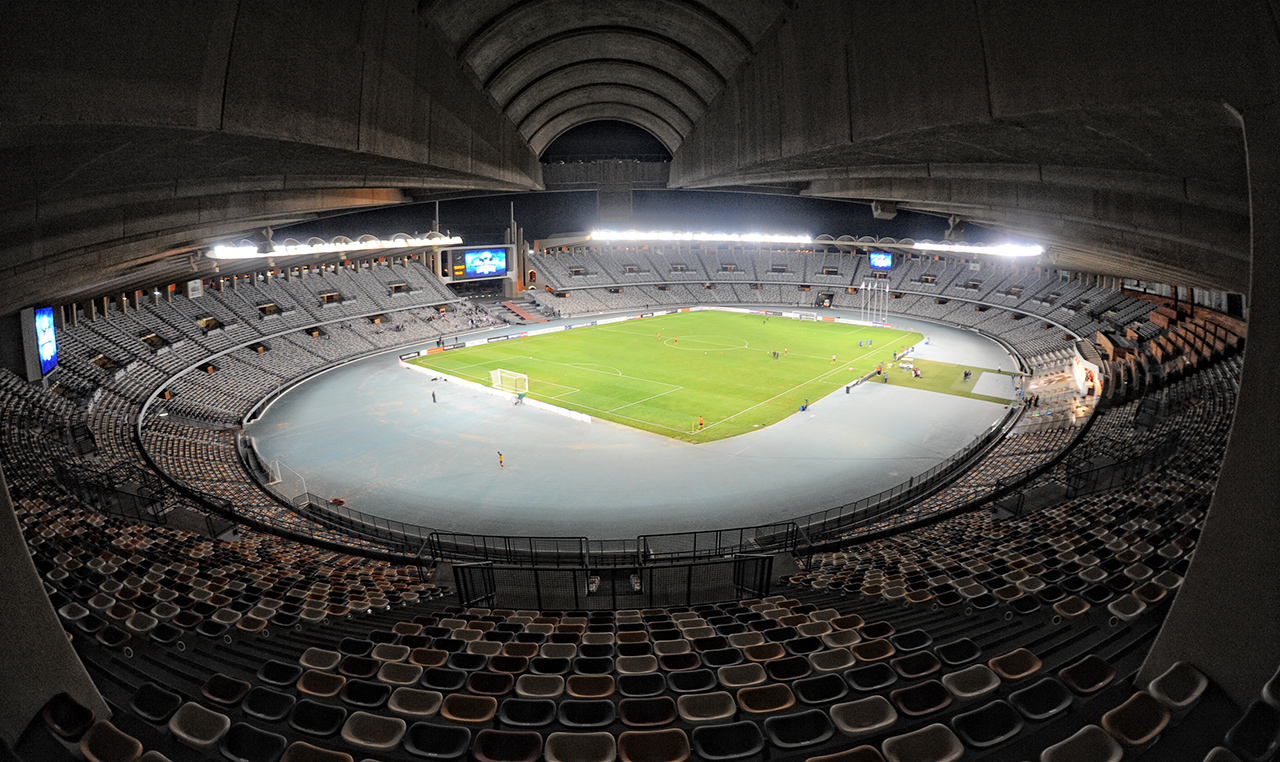
Sân vận động Zayed Sports City tại Cúp bóng đá châu Á 2019.

Bóng đá là môn thể thao phổ biến tại Các Tiểu vương quốc Ả Rập Thống nhất. Al Nasr, Al Ain, Al Wasl, Sharjah, Al Wahda và Shabab Al Ahli là các câu lạc bộ nổi tiếng nhất. Hiệp hội Bóng đá Các Tiểu vương quốc Ả Rập Thống nhất được thành lập vào năm 1971 và kể từ đó đã dành thời gian và nỗ lực để quảng bá môn thi đấu, họ tổ chức các chương trình đào tạo trẻ và cải thiện năng lực không chỉ của các cầu thủ, mà còn của các quan chức và huấn luyện viên liên quan đến các câu lạc bộ. Đội tuyển bóng đá quốc gia Các Tiểu vương quốc Ả Rập Thống nhất giành quyền tham gia Giải vô địch bóng đá thế giới vào năm 1990 cùng với Ai Cập. Đây là World Cup thứ ba liên tiếp với hai quốc gia Ả Rập đủ điều kiện, sau Kuwait và Algeria năm 1982, và Iraq và Algeria một lần nữa vào năm 1986. Các Tiểu vương quốc Ả Rập Thống nhất chiến thắng tại Giải vô địch Vùng Vịnh trong hai lần vào năm 2007 tại Abu Dhabi vào năm 2013 tại Bahrain. Nước này đã tổ chức AFC Asian Cup 2019. Đội UAE đã đi hết vòng bán kết, khi họ bị đánh bại bởi nhà vô địch Qatar.

#### Cricket
Cricket cũng là một môn thể thao phổ biến tại liên bang, phần lớn là do cộng đồng ngoại kiều từ các nước Nam Á, Anh và Úc. Sân vận động Cricket Sharjah từng tổ chức bốn trận đấu test cricket quốc tế. Sân vận động Cricket Sheikh Zayed tại Abu Dhabi cũng từng tổ chức các trận đấu cricket quốc tế. Dubai có hai sân vận động cricket (Dubai Cricket Ground số 1 and số 2) và một sân thứ ba (Sân vận động DSC Cricket) nằm trong Dubai Sports City. Dubai cũng là nơi đặt trụ sở Hội đồng Cricket Quốc tế. Đội tuyển cricket quốc gia Các Tiểu vương quốc Ả Rập Thống nhất giành quyền tham dự Giải vô địch cricket thế giới năm 1996 và năm 2015 tổ chức tại Úc và New Zealand và suýt bỏ lỡ vòng loại cho Giải vô địch cricket thế giới năm 2007. Giải đấu cricket châu Á lần thứ 14 được tổ chức tại UAE vào tháng 9 năm 2018.

### Truyền thông
Báo cáo của Freedom House phân loại truyền thông Các Tiểu vương quốc Ả Rập Thống nhất hàng năm là "không tự do". Các Tiểu vương quốc Ả Rập Thống nhất xếp hạng thấp trong xếp hạng về tự do báo chí thường niên của Phóng viên không biên giới. Dubai Media City và twofour54 là các khu vực truyền thông chủ yếu tại Các Tiểu vương quốc Ả Rập Thống nhất. Đây cũng là nơi đặt trụ sở của một số cơ quan truyền thông liên Ả Rập, trong đó có Middle East Broadcasting Centre và Orbit Showtime Network. Năm 2007, Sheikh Mohammed bin Rashid Al Maktoum ra lệnh rằng các nhà báo không còn có thể thể bị truy tố hoặc bỏ tù vì lý do liên quan đến công việc của họ. Trong thời gian đó, Các Tiểu vương quốc Ả Rập Thống nhất quy định sẽ là bất hợp pháp khi phổ biến tài liệu trực tuyến có thể đe dọa đến "trật tự công cộng".
Việc chỉ trích chính phủ là điều không được phép, chỉ trích các quan chức chính phủ và thành viên hoàng tộc cũng không được phép. Án tù giam được tuyên cho các cá nhân "chế nhạo hoặc làm tổn hại" danh tiếng của quốc gia và "thể hiện khinh thường" tôn giáo. Đã có nhiều vi phạm tự do báo chí có động cơ chính trị, như vào năm 2012 một người sử dụng Youtube bị bắt giữ tại Dubai do sản xuất và tải lên mạng một đoạn phim về việc một người bản địa đánh một công nhân ngoại quốc.